# 2024年の日本
2024年の日本（2024ねんのにほん）では、2024年（令和6年）の日本の状態やできごとをまとめる。

## 他の紀年法
日本では、西暦の他にも以下の紀年法を使用している。なお、以下の紀年法は西暦と月日が一致している。
- 元号
  - 令和6年
- 神武天皇即位紀元
  - 皇紀2684年
- 干支
  - 甲辰（きのえ たつ）

## カレンダー
| 1月 |    |    |    |    |    |    |
| 日  | 月 | 火 | 水 | 木 | 金 | 土 |
|     | 1  | 2  | 3  | 4  | 5  | 6  |
| 7   | 8  | 9  | 10 | 11 | 12 | 13 |
| 14  | 15 | 16 | 17 | 18 | 19 | 20 |
| 21  | 22 | 23 | 24 | 25 | 26 | 27 |
| 28  | 29 | 30 | 31 |    |    |    |
|     |    |    |    |    |    |    |

| 2月 |    |    |    |    |    |    |
| 日  | 月 | 火 | 水 | 木 | 金 | 土 |
|     |    |    |    | 1  | 2  | 3  |
| 4   | 5  | 6  | 7  | 8  | 9  | 10 |
| 11  | 12 | 13 | 14 | 15 | 16 | 17 |
| 18  | 19 | 20 | 21 | 22 | 23 | 24 |
| 25  | 26 | 27 | 28 | 29 |    |    |
|     |    |    |    |    |    |    |

| 3月 |    |    |    |    |    |    |
| 日  | 月 | 火 | 水 | 木 | 金 | 土 |
|     |    |    |    |    | 1  | 2  |
| 3   | 4  | 5  | 6  | 7  | 8  | 9  |
| 10  | 11 | 12 | 13 | 14 | 15 | 16 |
| 17  | 18 | 19 | 20 | 21 | 22 | 23 |
| 24  | 25 | 26 | 27 | 28 | 29 | 30 |
| 31  |    |    |    |    |    |    |
|     |    |    |    |    |    |    |

| 4月 |    |    |    |    |    |    |
| 日  | 月 | 火 | 水 | 木 | 金 | 土 |
|     | 1  | 2  | 3  | 4  | 5  | 6  |
| 7   | 8  | 9  | 10 | 11 | 12 | 13 |
| 14  | 15 | 16 | 17 | 18 | 19 | 20 |
| 21  | 22 | 23 | 24 | 25 | 26 | 27 |
| 28  | 29 | 30 |    |    |    |    |
|     |    |    |    |    |    |    |

| 5月 |    |    |    |    |    |    |
| 日  | 月 | 火 | 水 | 木 | 金 | 土 |
|     |    |    | 1  | 2  | 3  | 4  |
| 5   | 6  | 7  | 8  | 9  | 10 | 11 |
| 12  | 13 | 14 | 15 | 16 | 17 | 18 |
| 19  | 20 | 21 | 22 | 23 | 24 | 25 |
| 26  | 27 | 28 | 29 | 30 | 31 |    |
|     |    |    |    |    |    |    |

| 6月 |    |    |    |    |    |    |
| 日  | 月 | 火 | 水 | 木 | 金 | 土 |
|     |    |    |    |    |    | 1  |
| 2   | 3  | 4  | 5  | 6  | 7  | 8  |
| 9   | 10 | 11 | 12 | 13 | 14 | 15 |
| 16  | 17 | 18 | 19 | 20 | 21 | 22 |
| 23  | 24 | 25 | 26 | 27 | 28 | 29 |
| 30  |    |    |    |    |    |    |
|     |    |    |    |    |    |    |

| 7月 |    |    |    |    |    |    |
| 日  | 月 | 火 | 水 | 木 | 金 | 土 |
|     | 1  | 2  | 3  | 4  | 5  | 6  |
| 7   | 8  | 9  | 10 | 11 | 12 | 13 |
| 14  | 15 | 16 | 17 | 18 | 19 | 20 |
| 21  | 22 | 23 | 24 | 25 | 26 | 27 |
| 28  | 29 | 30 | 31 |    |    |    |
|     |    |    |    |    |    |    |

| 8月 |    |    |    |    |    |    |
| 日  | 月 | 火 | 水 | 木 | 金 | 土 |
|     |    |    |    | 1  | 2  | 3  |
| 4   | 5  | 6  | 7  | 8  | 9  | 10 |
| 11  | 12 | 13 | 14 | 15 | 16 | 17 |
| 18  | 19 | 20 | 21 | 22 | 23 | 24 |
| 25  | 26 | 27 | 28 | 29 | 30 | 31 |
|     |    |    |    |    |    |    |

| 9月 |    |    |    |    |    |    |
| 日  | 月 | 火 | 水 | 木 | 金 | 土 |
| 1   | 2  | 3  | 4  | 5  | 6  | 7  |
| 8   | 9  | 10 | 11 | 12 | 13 | 14 |
| 15  | 16 | 17 | 18 | 19 | 20 | 21 |
| 22  | 23 | 24 | 25 | 26 | 27 | 28 |
| 29  | 30 |    |    |    |    |    |
|     |    |    |    |    |    |    |

| 10月 |    |    |    |    |    |    |
| 日   | 月 | 火 | 水 | 木 | 金 | 土 |
|      |    | 1  | 2  | 3  | 4  | 5  |
| 6    | 7  | 8  | 9  | 10 | 11 | 12 |
| 13   | 14 | 15 | 16 | 17 | 18 | 19 |
| 20   | 21 | 22 | 23 | 24 | 25 | 26 |
| 27   | 28 | 29 | 30 | 31 |    |    |
|      |    |    |    |    |    |    |

| 11月 |    |    |    |    |    |    |
| 日   | 月 | 火 | 水 | 木 | 金 | 土 |
|      |    |    |    |    | 1  | 2  |
| 3    | 4  | 5  | 6  | 7  | 8  | 9  |
| 10   | 11 | 12 | 13 | 14 | 15 | 16 |
| 17   | 18 | 19 | 20 | 21 | 22 | 23 |
| 24   | 25 | 26 | 27 | 28 | 29 | 30 |
|      |    |    |    |    |    |    |

| 12月 |    |    |    |    |    |    |
| 日   | 月 | 火 | 水 | 木 | 金 | 土 |
| 1    | 2  | 3  | 4  | 5  | 6  | 7  |
| 8    | 9  | 10 | 11 | 12 | 13 | 14 |
| 15   | 16 | 17 | 18 | 19 | 20 | 21 |
| 22   | 23 | 24 | 25 | 26 | 27 | 28 |
| 29   | 30 | 31 |    |    |    |    |
|      |    |    |    |    |    |    |

### 祝日
本年は祝日の新設・廃止・変更はなし。以下、移動祝日のみ記載。
- 成人の日：1月8日
- 春分の日：3月20日
- 海の日：7月15日
- 敬老の日：9月16日
- 秋分の日：9月22日
- スポーツの日：10月14日

## できごと

### 主なできごと（通年）
- 能登半島地震[1] - マグニチュード7.6の巨大地震で、2011年の東日本大震災以来となる大津波警報が発令された。石川県各地で建物倒壊や火災などの被害が相次ぎ、石川県では約6000棟が全壊し、約1万8000棟が半壊し、多くの人々が住む家を失った。死者は新潟、富山両県を合わせ約500人で、そのうち災害関連死が約半数を占める。輪島市名物の輪島朝市も多くの建物が焼失してしまった。[1]
- 衆議院議会解散、自民党と公明党は過半数割れで少数与党に[1] - 30年ぶりの少数与党となった。[1]
- 日本原水爆被害者団体協議会（日本被団協）にノーベル平和賞[1] - 70年近くにわたり被爆体験を国内外で積極的に発信してきたことが評価された。日本人のノーベル平和賞受賞は1974年の故佐藤栄作元首相以来50年ぶりで、団体では初めて。[1]
- 日銀がマイナス金利を解除[1] - 日銀の利上げは17年ぶりであり、11年も続いた異例の大規模金融緩和に終止符を打った[1]。
- 袴田巌さん、再審で無罪[1] - 裁判所は捜査機関による証拠の捏造があったと認定し、袴田さんは犯人と認められないと結論付けた。戦後に起きた事件で死刑確定後に再審無罪となったのは5例目[1]
- 岸田首相が退陣、自民総裁選で石破氏が選出される - 自民派閥の政治資金パーティー裏金事件で世論の激しい逆風が吹く中、岸田首相は安倍派や二階派所属の事件関係議員を大量に処分したが、裏金問題に対する国民の怒りはとてつもなく激しく、政権を取り巻く情勢は一向に好転せず、追い込まれる形で約3年にわたる政権運営にピリオドを打つことを宣言した。それにより、にわかに「ポスト岸田」レースとなったが、そこで最大の論点となったのはやはり裏金事件への姿勢。長く非主流派でクリーンなイメージの石破茂元幹事長が、早期の衆院解散・総選挙をにらんで自民党のイメージの刷新を求める党内の空気に乗り、勝利した[1]。
- 米価が高騰 - 8月ごろに国産白米が品薄となり、9月ごろに米価が高騰。政府備蓄米の放出は行われなかった[2]（令和の米騒動）[注 1]。（自民党の対応が後手後手にまわったことが、翌2025年のさらなる米価格の高騰へと繋がってゆく。米を自分で買ったこともなく、農家と癒着しその顔色ばかり見て消費者のことを少しも思わない国会議員を農水大臣に据えて、愚策を続けさせて小売価格が5キロで4千円を超える事態を放置したことに国民の怒りは増し、政権支持率にも悪影響を及ぼす事態となってゆく。）

### 1月
- 1月1日
  - 能登半島地震が発生 - 石川県能登地方の深さ16 kmを震源とするマグニチュード（M）7.6の地震が発生。最大震度7を輪島市門前町[注 2]と羽咋郡志賀町で観測（震度7の観測事例は全国では7例目、石川県では初）[5]、一度の地震で震度7を同時に2地点で観測した事例は全国で2例目（2016年4月16日の熊本地震の本震以来）[6]。石川県能登には東日本大震災以来となる「大津波警報」が発令され[注 3]、日本海側の広い範囲で津波を観測[7]。死者408人、行方不明者3人、負傷者1341人[注 4][8][9]。能登空港（のと里山空港）が24日まで閉鎖。七尾大田火力発電所が停止。海外各所からお見舞いのメッセージや支援の申し出があった[10]。同県輪島市では大規模な火災が発生[11]。午後8時から、政府の特定災害対策本部の第1回会議[12]。
  - 共生社会の実現を推進するための認知症基本法が施行[13]。
  - 新しいNISAが開始[14]。
  - ロシアからの非工業用ダイヤモンドの輸入禁止措置が施行[15]。
  - 本日から、日本は国際連合人権理事会理事国のひとつとなる。前年10月の国連での選挙の結果によるもの。2026年末まで[16]。
  - 内閣府特命担当大臣（経済財政政策担当）の新藤義孝が靖国神社を参拝[17][18]。
- 1月2日
  - 羽田空港地上衝突事故 - 東京国際空港（羽田空港）において、能登半島の地震の救援活動に向かおうとしていた海上保安庁の航空機と、新千歳空港発の日本航空の旅客機が衝突[19]、両機が炎上。
    - 日航機の乗員・乗客全379人は脱出。負傷者14人。海上保安庁機の搭乗者6人のうち5人が死亡、1人が負傷[20]。

  - 能登半島地震の被害の状況等を受けて、皇居で開催予定だった新年一般参賀が中止[21]。2月23日、天皇誕生日の一般参賀を開催[22]。
  - 令和6年能登半島地震を受け、午前9時15分から、政府の非常災害対策本部の第1回会議[23][24]。
  - 正午から、北緯37度線以北の石川県能登半島全域の陸地を無人航空機の飛行禁止区域に指定。終了通知があるまで継続[注 5][25]。
- 1月3日
  - 北九州市小倉北区の飲食店街、鳥町食道街付近で火災[26]。発生から約13時間後に鎮火[27]。
  - 東京都内を走行中のJR山手線の車内で、女が刃物で乗客を切りつけ男性4人がけが。うち3人は大けが[28]。
- 1月5日
  - 気象庁は、能登地震の被災地にある津波観測地点「珠洲市長橋」が地盤隆起により水面の上に出てしまい観測不可能であることが判明したと発表[29]。2月9日、同市飯田港内に設置した臨時の装置を観測地点「珠洲市飯田」として観測を開始[30]。
  - 令和6年能登半島地震を受け、自由民主党、公明党、立憲民主党、日本維新の会、日本共産党、国民民主党の6党が党首会談[31][32]。
  - 内閣総理大臣の岸田文雄が、経済3団体共催新年会[33]・連合新年互礼会[34]に参加。
- 1月6日 - 午後11時20分ごろ、石川県志賀町香能で震度6弱の地震（能登半島地震の余震）。震源は能登半島沖。マグニチュード4.3。富山県、石川県、福井県、岐阜県で震度3から1を観測[35][注 6]。翌7日、気象庁は現地調査の結果、志賀町香能の観測点に異常はなかったと公表[38]。
- 1月7日
  - 午前8時から、のと里山海道（県立看護大IC - 徳田大津IC間）・石川県道3号田鶴浜堀松線（徳田大津IC - 七尾市大津町交差点間）で一般車両が一時通行止め[39]。
  - 東京地方検察庁特別捜査部は政治資金収支報告書に虚偽の記載をした疑いで池田佳隆衆議院議員を逮捕[40]。自由民主党は池田を除名処分[41]。
- 1月8日
  - 東京都文京区目白台にあった元内閣総理大臣・田中角栄旧邸が全焼[42]。
  - 東京国際空港（羽田空港）C滑走路が再開。20日、PAPI（進入角指示灯）の供用が再開[43]。
- 1月10日
  - 衆議院議員の高見康裕を防衛大臣補佐官に任命すると閣議決定[44]。
  - 在日米軍海兵隊普天間基地の沖縄県名護市辺野古への移転を巡り、防衛省は大浦湾側の工事に着手[45]。沖縄県知事の玉城デニーは着手は遺憾とするコメントを発出[46]。
  - 政治資金パーティー収入の裏金問題を受け、自由民主党は臨時総務会で政治刷新本部（本部長：岸田文雄総裁）の設置を決定。翌11日に初会合[47]。
  - 南紀白浜空港の愛称が「熊野白浜リゾート空港」に決定。7月頃から活用[48]。
- 1月11日
  - 令和6年能登半島地震を激甚災害と特定非常災害に指定すると持ち回り閣議で決定[49]。
  - 韓国の大法院は、日本製鉄の上告を棄却し、元徴用工の遺族への賠償を命じた判決が確定[50]。
- 1月12日
  - 政府の情報収集衛星・光学8号機を搭載したH-IIAロケット48号機の打ち上げが成功[51]。
  - X（旧Twitter）の徳島県公式アカウントが凍結[52]。14日午後10時半頃、解除[53]。
- 1月13日 - 広島県江田島市大柿町大君（陀峯山）で林野火災が発生[54]。17日に鎮火。約242ヘクタールに被害[55]。
- 1月14日
  - （噴火）午前0時22分頃、諏訪之瀬島で噴火が発生[56]。
  - （能登の被災地関連）総理大臣の岸田文雄が、石川県の能登半島地震の被災地を訪問[57]。発災から14日目。
  - （殺人事件）愛媛県四国中央市内のスターバックスで男性客が拳銃で射殺される事件が発生する。
- 1月15日 - （地方議会）徳島県阿南市議会定例会の最終日。市長の岩佐義弘が昨年11月の選挙で公約に掲げた「全世帯への10万円給付」や「18歳未満のこどもへの3万円給付」を盛り込んだ補正予算案を賛成多数で可決[58]。
- 1月17日
  - （能登半島地震関連）石川県輪島市の中学生約250人が、同県白山市の施設（石川県立白山青年の家、石川県立白山ろく少年自然の家）に集団避難[59]。
- 1月17日  - （気象庁、人事）気象庁長官の大林正典が辞職。後任に森隆志が就任[60]。能登半島地震を受けて人事異動が延期されていた[61]。
- 1月18日

- （日本共産党、人事）日本共産党は党大会で、委員長を志位和夫から田村智子に交代する人事を発表。
- - 2021年10月の甲府市殺人放火事件で、甲府地方裁判所は特定少年（21歳、犯行当時は19歳）に死刑判決。2022年に改正少年法が施行されて以降、特定少年への死刑判決は初めて。
- 1月19日
  - 令和6年能登半島地震を大規模災害からの復興に関する法律に基づく非常災害に指定する政令を閣議決定[63]。
  - 能登半島地震による石川県内の孤立集落が実質的に解消[64]。
  - 「絶滅のおそれのある野生動植物の種の保存に関する法律施行令の一部を改正する政令」が閣議決定され、ウスオビルリゴキブリ（英語版）など6種の動植物を国内希少野生動植物種に追加、パキュポディウム・ウィンドソリイを国際希少野生動植物種に追加。2月13日に施行[65]。
  - 自由民主党の派閥・清和政策研究会（安倍派）が議員総会を開き、解散を決定[66][67]。
  - 自由民主党の派閥・志帥会（二階派）が総会を開き、解散する方針を決定[68][69]。
  - みんなでつくる党は参議院議員の齊藤健一郎、浜田聡を除名処分にしたと発表。同党の所属国会議員はいなくなり、政党助成法上の政党要件を喪失[70]。
- 1月20日 - 午前0時20分、宇宙航空研究開発機構（JAXA）のSLIM（小型月着陸実証機）が月面着陸。太陽電池が電力を発生しておらず、月面からのデータ取得を優先して実施[71]。LEV-1とSORA-Q（LEV-2）は正常に分離。
- 1月21日
  - 石川県珠洲市の102人と、能登町の40人の生徒が同県金沢市の医王山スポーツセンターに集団避難[72]。
- 1月22日
  - 西日本旅客鉄道（JR西日本）七尾線の羽咋駅-七尾駅間の運行が再開[73][74]。
  - 政治資金規正法違反（虚偽記載）で略式起訴された衆議院議員の谷川弥一（長崎県第3区）が議長に議員辞職願を提出し記者会見[75][76]。24日、議長が辞職を許可。
  - お笑いコンビ・ダウンタウンの松本人志が、「週刊文春」2023年12月27日号に掲載された記事に関し、「記事に記載されているような性的行為や強要をした事実はない」として同誌編集長と発行元の文藝春秋を相手に5億5000万円の損害賠償と名誉回復を求め東京地方裁判所に提訴。同誌編集部は「記事には十分に自信がある」とコメント[77]。
- 1月23日
  - 午前10時頃に停電が発生し、東北新幹線の東京駅-仙台駅間、北陸新幹線の東京駅-長野駅間、上越新幹線の東京駅-新潟駅間で運転を見合わせた[78]。
  - 自由民主党の派閥・宏池会（岸田派）[注 7]は解散する方針を決定[79]。
- 1月25日
  - 2019年7月に発生した京都アニメーション放火殺人事件で殺人・現住建造物等放火などの罪に問われた被告人の男に対する裁判員裁判で、京都地方裁判所（増田啓祐裁判長）は求刑通り死刑判決。被告人の犯行当時の責任能力について増田裁判長は「心神喪失でも心神耗弱でもなかった」と完全責任能力を認定[80]。
  - 日・ブラジル刑事共助条約（刑事に関する共助に関する日本国とブラジル連邦共和国との間の条約）に、両国の外務大臣が署名。日本と中南米の間で初の刑事共助条約[81]。
  - 韓国の大法院（最高裁判所）は、徴用を巡る問題で、不二越に対し損害賠償を求めた3件の裁判で、不二越側の上告を退け、賠償を命じる判決が確定[82]。
  - 参議院の予算委員会、外交防衛委員会、財政金融委員会の各委員長が辞任[83]。26日、新委員長を選任[84]。
  - 自民党の派閥・近未来政治研究会（森山派）が解散を正式決定。政治資金パーティー収入の裏金問題で立件されていない派閥では初めて[85]。26日、派閥の形式を取っていない有隣会（谷垣グループ）も解散を決定[86]。
- 1月26日
  - 第213回国会（常会）が召集[87][注 8]。
  - 政府は、能登半島地震の被災者への支援策「被災者の生活となりわい支援のためのパッケージ」に予備費1553億円[91]を支出すると閣議決定[92]。
  - 「東アジア反日武装戦線」メンバーの桐島聡と名乗る人物が神奈川県内の病院に偽名で入院していたところを警視庁公安部が身柄を確保[93]。29日に死亡[94]。
- 1月27日
  - 能登空港（のと里山空港）で、民間機の運航が再開[95]。
- 1月29日
  - 豊田自動織機は、フォークリフトなどの産業機械用エンジンの型式指定申請の際、排出ガス試験などで不正行為を行ったことについての調査結果を国土交通省などに報告。新たに自動車用エンジンでも不正行為を確認[96]。
  - 群馬県は、県立公園群馬の森にある朝鮮人追悼碑の撤去の行政代執行を開始[97][98]。同公園は28日午後5時30分から2月12日午前8時まで臨時休園[99]。
  - 栃木県日光市の川治ダムで、漫画家の芦原妃名子の遺体が発見。自殺とみられる。自身の作品『セクシー田中さん』が日本テレビでドラマ化された際の脚本を巡りトラブルとなっていた[100]。
- 1月31日 - JERA武豊火力発電所で火災。けが人はなし。経済産業省は職員を派遣[101]。

### 2月
- 2月1日 -  衆議院議員の柿沢未途（東京都第15区）が議員辞職[102][103]。
- 2月2日
  - 日本の首長で最高齢だった新潟県出雲崎町長の小林則幸（90歳）が退任式。9期36年の町政運営に幕を閉じた[104]。
  - 経済産業省は、生成AIの開発力強化に向けたプロジェクト「GENIAC」を開始し[105]、7事業者への支援を行うと発表[106]。
- 2月5日
  - 南岸低気圧の影響により関東地方で降雪。東京で積雪8cmを記録[107]。
  - 北鉄奥能登バスが一部路線で運行再開[108]。
- 2月7日
  - 東京電力福島第一原子力発電所で、汚染水を浄化する設備の洗浄作業中に、設備を設置している建屋壁面の排気配管から水漏れを確認。経済産業省によると、近くの排水路や敷地境界のモニタリングポストの放射線量の値には変化はなく、汚染水の処理やALPS処理水の海洋放出への影響はない。翌8日、漏洩した水がしみ込んだ可能性がある土壌の回収を開始[109]。
- 2月9日 - 日本弁護士連合会の会長選挙が行われ、渕上玲子を選出。法曹三者の女性トップは初。任期は4月から2年間[110][111]。
- 2月11日 - 国際連合総会議長のデニス・フランシス（英語版）が訪日。15日まで[112]。
- 2月13日 - 山の上ホテルが休業[113]。
- 2月15日　-  西日本旅客鉄道（JR西日本）七尾線の七尾駅-和倉温泉駅間の特急列車が運行再開。のと鉄道七尾線の七尾駅-能登中島駅間が運行再開[114]。
- 2月17日 -  黒石寺で蘇民祭。今回の開催を最後に終了[115]。
- 2月20日 - 衆議院本会議で、文部科学大臣の盛山正仁に対する不信任決議案が否決[116]。
- 2月22日
  - 日経平均株価が史上初めて39,000円を超え、34年ぶりに取引時間中の史上最高値を更新。終値は39,098円68銭となり、終値としての史上最高値も更新[117]。
  - 愛知県稲沢市の尾張大国霊神社で国府宮はだか祭が開催。女性が初めて参加[118][119]。
- 2月23日 - 社会民主党が党大会。党首の福島瑞穂の3選を正式に承認[120]。
- 2月24日
  - 内閣総理大臣の岸田文雄が、石川県の震災被災地を訪問[121]。
  - 台湾積体電路製造（TSMC）の熊本工場[注 9]が開所[123][124]。
- 2月25日 -  東京都が、東京都庁第一本庁舎をプロジェクションマッピングで照らす上映のオープニングイベントを開催。グリーン電力を活用。通年で毎日上映[125]。
- 2月26日 - 福岡県みやま市の小学校で、1年生の男子児童が給食のおでんに入っていたうずらの卵を喉に詰まらせ、窒息して死亡[126]。
- 2月28日 - 岐阜県羽島郡岐南町長の小島英雄は、町の第三者委員会が自身のセクシャルハラスメント行為などを認定し、即時辞職を求める報告書を公表したことを受け、「『セクハラありき』で納得いかない部分もあるが、従わざるを得ない」などとして3月5日付で町長を辞任すると表明[127]。
- 2月29日
  - 日本とチェコの外務大臣が航空業務に関する日本国とチェコ共和国との間の協定（日・チェコ航空協定）に署名[128]。
  - 衆議院政治倫理審査会に内閣総理大臣の岸田文雄と志帥会（二階派）事務総長の武田良太が出席、与野党が質疑[129][130][131]。

### 3月
- 3月1日
  - 改正戸籍法が施行[132]。
  - 衆議院政治倫理審査会に清和政策研究会（安倍派）元事務総長の西村康稔・同元事務総長の松野博一・同座長の塩谷立・同事務総長の高木毅が出席。与野党が質疑[133]。
  - 衆議院本会議で、予算委員長小野寺五典君解任決議案・財務大臣鈴木俊一君不信任決議案が否決[134][135][136]。
  - 政府は、能登半島地震の被災地復興に向け、2023年度予算の予備費から1,167億円[137]を追加支出すると閣議決定[138]。
  - 日本が国際連合安全保障理事会議長国の任期入り。1か月交代の持ち回り[139][140]。
- 3月3日 - 元内閣総理大臣の村山富市が100歳の誕生日[141]。100歳を迎えた内閣総理大臣経験者は、東久邇宮稔彦王・中曽根康弘に続いて3人目。
- 3月4日
  - 日経平均株価の終値が40,109円23銭となり、史上初めて40,000円超え[142]。
  - 明治はロングセラーのキャンディー「チェルシー」の販売を3月で終了すると発表[143]。一方、明治のグループ会社の道南食品は、北海道限定の土産商品として、やわらかい食感の「生食感チェルシー」を9月3日に発売すると発表[144]。
- 3月5日 - 国土交通省は最上川水系の石子沢川など山形県の2河川を特定都市河川に指定[145]。
- 3月7日
  - （オスプレイ）V-22の運用停止措置が解除。陸上自衛隊と在日米軍のオスプレイの任務対応能力を回復させる計画[146]。
  - 自由民主党青年局の藤原崇局長と中曽根康隆局長代理が辞任[147]。
- 3月11日 - 国際刑事裁判所（ICC）の所長に同判事の赤根智子が選出され就任[148]。
- 3月12日 -  国際原子力機関事務局長のラファエル・グロッシーが来日。14日まで[149]。
- 3月14日
  - みんなでつくる党（旧・NHKから国民を守る党）に対し、東京地方裁判所が破産開始を決定。債権者から破産を申し立てられていた。東京商工リサーチによると、負債総額は約11億円[150]。
  - 参議院政治倫理審査会に清和政策研究会（安倍派）の世耕弘成、西田昌司、橋本聖子が出席[151][152]。
  - 同性婚を認めない民法などの規定について、札幌高等裁判所は憲法24条1項などに反するとして違憲判決[153][154]。
  - （ガーシー事件で有罪判決）俳優の綾野剛らを動画投稿サイトで脅迫したとして暴力行為等処罰ニ関スル法律違反などに問われた元参議院議員のガーシーこと東谷義和に対し、東京地方裁判所は懲役3年、執行猶予5年の有罪判決[155]。29日、判決が確定[156]。
- 3月15日 - （能登の被災地関連）能越自動車道・のと里山海道の全区間（越の原IC-穴水IC）で輪島方面への一方通行を開始。40km/hの速度規制[157]。
- 3月16日　（能登の被災地関連）「北陸応援割」が開始。能登半島地震による観光需要の落ち込みへの対策として、北陸地方（富山県・新潟県・福井県・石川県）で国内と訪日の旅行者を対象に旅行・宿泊料金の割引を支援。4月26日宿泊分まで[158]。
- 3月18日
  - （能登の被災地関連）航空自衛隊のブルーインパルスが、地震の被災者を励ますため能登半島の上空を飛行。17日に予定されていたが、天候不良で延期され本日に[159]。
  - 衆議院政治倫理審査会に清和政策研究会（安倍派）の下村博文が出席[160][161]。
  - 韓国政府の主催で、第3回民主主義サミット（民主主義のためのサミット）が開催。20日まで。内閣総理大臣の岸田文雄が参加[162]。
- 3月19日
  - 特定不法行為等に係る被害者の迅速かつ円滑な救済に資するための日本司法支援センターの業務の特例並びに宗教法人による財産の処分及び管理の特例に関する法律が全面施行[163]。
  - 日本銀行は、金融政策決定会合で、大規模な金融緩和策の変更を決定。マイナス金利を解除し、利上げ[164][165]。
- 3月20日 - 敬宮愛子内親王が学習院大学文学部日本語日本文学科を卒業。4月から日本赤十字社の嘱託職員として勤務、公務と両立[166]。
- 3月22日
  - 東京高等裁判所は、統合型リゾート事業をめぐる汚職事件で、秋元司元衆議院議員を懲役4年、追徴金約760万円とした一審判決を支持し、無罪を訴えた秋元側の控訴を棄却[167]。
  - （能登の被災地関連）天皇と皇后が、1月の能登半島地震で被災した能登半島を訪問[168][169]。
  - 小林製薬は、機能性表示食品「紅麹コレステヘルプ」を摂取した人に腎疾患等が発生したとの報告を受け、紅麹に関連する3種類5製品の自主回収を発表[170][171][172][173][174]。
- 3月22日 出入国在留管理庁は、2023年末の在留外国人数が341万992人（前年末比33万5,779人、10.9％増）で[175]、過去最高を更新したと発表[176]。
- 3月25日 - 自由民主党の二階俊博元幹事長が党本部で記者会見を開き、「派閥（二階派）の政治資金問題をめぐり、政治不信を招く要因となったことに対し、改めて国民に深くおわびを申し上げる」と述べ、次期衆院選に立候補しない考え（事実上の「政界引退」）を表明[177]。
- 3月29日 - 総務省消防庁は、速報値で2023年の救急車の出動件数がおよそ764万件、搬送人員はおよそ664万人と発表。過去最多を更新[178]。
- 3月30日 - 外務省は、ハイチ情勢の悪化を受け、在留日本人2名がフランス政府の協力により出国し、現地時間29日にフランス領マルティニークに到着したと発表[179]。
- 3月31日 - 存命する国内最高齢男性の薗部儀三郎が死去（112歳没）[180]。国内で最後の明治生まれの男性だったとされる。

### 4月
- 4月1日
  - 宮内庁がInstagramの公式アカウントを開設[181]。
  - 愛子内親王が日本赤十字社青少年・ボランティア課に常勤嘱託職員として入社[182]。
  - 改正活動火山対策特別措置法が施行[183]。同法に基づき、文部科学省に火山調査研究推進本部を設置[184]。
  - 相続登記の申請が義務化[185]。
  - 2019年に開始された時間外労働の上限規制について、適用が猶予されていた建設業、運輸業、医師などへの適用が開始[186]。
  - 改正障害者差別解消法が施行。事業者による障害者への合理的配慮の提供が義務化[187]。
  - 預貯金者の意思に基づく個人番号の利用による預貯金口座の管理等に関する法律が施行[188]。
- 4月3日
  - 午前8時58分、台湾付近を震央とするマグニチュード7.2（速報値の7.5から修正）の地震が発生。沖縄県与那国町で最大震度4を観測[189]。気象庁は沖縄本島地方と宮古島・八重山地方に津波警報を発令[190]。
- 4月4日 -  自由民主党は派閥裏金事件に関わった安倍派と二階派の議員ら39人の処分を決定。安倍派座長を務めた元総務会長の塩谷立と、同派の参議院トップだった前参議院幹事長の世耕弘成は離党勧告、同派事務総長を務めた元政務調査会長の下村博文と前経済産業相の西村康稔は党員資格停止1年、前国会対策委員長の高木毅は同6カ月。世耕は離党[191]。
- 4月6日
  - （能登の被災地関連）1月1日の能登半島地震により被災した＜のと鉄道＞が全線で運行再開[192][193]。
- 4月11日
  - 防衛省が沖縄県うるま市での陸上自衛隊の訓練場の整備計画の断念を発表[194]。
  - 環境省は2023年度にクマに襲われてけがをした人は全国で219人（うち6人が死亡）にのぼったと発表。統計がある2006年度以降、過去最多[195]。
- 4月12日
  - （能登の被災地関連）天皇・皇后が石川県穴水町と能登町を訪問[196]。
  - 鳥獣の保護及び管理並びに狩猟の適正化に関する法律施行規則の一部を改正する省令が公布、施行。絶滅のおそれのある四国の個体群を除き、クマ類を指定管理鳥獣に指定[197]。
  - 栃木県那須町で、東京・上野で飲食店を経営する夫婦の焼死体を発見。17日以降、容疑者7人を逮捕[198][199]。
- 4月17日
- 4月17日 - 午後11時14分ごろ、豊後水道を震源とするマグニチュード6.6の地震が発生。愛媛県南宇和郡愛南町と高知県宿毛市で震度6弱を観測[200]。12人が負傷[201]。
- 4月20日

  - （自衛隊機の事故）午後10時38分頃、伊豆諸島の鳥島の東の洋上で、海上自衛隊第22航空群の大村航空基地・小松島航空基地に所属するSH-60K2機が夜間対潜戦の訓練中に墜落。搭乗員8人のうち1人を収容、7人が行方不明[202]。翌21日未明、収容された搭乗員1人の死亡を確認[203]。6月11日、防衛大臣の木原稔は、行方不明の7人について「死亡と判断するに至りました」と述べ、両基地で葬送式を行うと発表[204]。

- 4月1日
- 4月23日 - 衆議院議員の塩谷立が自由民主党を離党[205][206]。
- 4月24日
  - 今年度の熱中症警戒アラートの運用が開始。今年度からは、特に著しい気温の上昇により重大な健康被害が生じるおそれがある場合、環境省が「熱中症特別警戒情報（熱中症特別警戒アラート）」を発表[207]。
  - 民間の有識者グループ「人口戦略会議」が、774の自治体について「最終的には消滅する可能性がある」（消滅可能性自治体）とした、地方自治体の持続可能性分析レポートを公表。65の自治体は自立持続可能性自治体、25の自治体はブラックホール型自治体と名付けられた[208]。10年前の日本創成会議の分析では、消滅可能性自治体は896とされていた[209]。
- 4月25日 - 午前3時すぎから8時間半に渡り、沖縄県宮古島市のほぼ全域で大規模停電が発生。市民生活に大きな影響[210]。沖縄電力は発電機から送電線につながる母線の装置の不具合だったとして謝罪[211]。
- 4月26日
  - 厚生労働省の専門部会は、大麻草由来の抗てんかん剤のカンナビジオール（CBD、海外での販売名はエピディオレックス）の希少疾病用医薬品への指定を了承。国内で大麻草由来の医薬品が指定されるのは初めて[212]。
- 4月29日 - 外国為替市場で円相場が1ドル=160円台まで下落。政府・日本銀行は過去最大の5兆9185億円を投じて市場介入を行い、円相場は一転して154円台まで値上がり[213][214]。市場介入は2022年10月以来[215]。
- 4月30日 参議院議員の大塚耕平が国民民主党を離党[216]。11月5日、参議院議員を辞職[217][218]。

### 5月
- 5月1日 -  政府・日本銀行が、4月29日に続き再び外国為替市場に市場介入[214]。
- 5月4日 - 山形県南陽市宮内の秋葉山で林野火災が発生。1人が軽症。約137ヘクタールに被害。2棟が全焼。5日、宮内地区と中川地区に避難指示を発令。7日午後5時57分、鎮圧。避難指示を解除[219][220][221]。
- 5月8日 - 環境省職員が水俣病の被害者団体との懇談でマイクを切り、参加者の発言を妨げた問題で、環境大臣の伊藤信太郎が、水俣市を訪れて謝罪[222][223]。
- 5月9日
  - 静岡県知事の川勝平太が辞職[224]。4月2日に6月の県議会で辞任する意向を表明していたが[225]、前倒しして同日10日に県議会議長に辞職願を提出していた[226]。
- 5月17日
  - 警視庁刑事部捜査第二課は、衆議院東京都第15区の補欠選挙で他の候補者の選挙運動に押しかけ、大音量のマイクを使用した上で候補者を煽るなどして街頭演説を妨害した疑いで、政治団体・つばさの党代表の黒川敦彦と同党幹事長の根本良輔を含む党関係者3名を公職選挙法違反容疑で逮捕[227][228]。

- 5月10日 （外交）国際連合総会の緊急特別会合で、パレスチナの国連加盟を支持し、安全保障理事会に再検討を求める決議を日本などの賛成多数で採択[229][230]。
- 5月24日
  - フランス領ニューカレドニアの混乱（2024年ニューカレドニアの混乱（英語版））を受けて、早期出国を希望する邦人計42人がこの日までにオーストラリア・ブリスベンに空路で出国。仏豪が協力[231]。
- 5月25日 - 佳子内親王がギリシャ訪問に出発。6月1日に帰国[232]。
- 5月27日
  - 気象庁は、線状降水帯による大雨について、半日程度前から行う情報発表の新たな運用を、予定を1日前倒しして開始。対象地域をこれまでの地方単位から府県単位に絞り込む[233]。午前11時13分、新たな運用の初事例として、鹿児島県（奄美地方を除く）と宮崎県で27日夜から28日日中にかけて、線状降水帯が発生して大雨災害発生の危険度が急激に高まる可能性があると発表[234]。
- 5月29日
  - 自民党の参議院議員の長谷川岳は、札幌市職員らへの威圧的言動が問題視されたことを受け、参議院地方創生及びデジタル社会の形成等に関する特別委員長を辞任すると表明[235]。
- 5月30日 - 午前8時40分頃、陸上自衛隊の北富士演習場で、手榴弾の投擲訓練中の第1普通科連隊隊員1人に手榴弾の破片が当たる事故が発生。隊員は死亡。午前11時2分、陸自全部隊に全ての実弾射撃訓練の一時中止を指示[236]。
- 5月31日
  - 福岡県警薬物銃器対策課は、北九州市小倉南区の紫川河川敷で、数基のロケットランチャーや拳銃、手りゅう弾とみられる物が見つかったと発表。同市では2012年6月に工藤會関係者が管理する倉庫でロケットランチャーが見つかっていたことから、同課は科学捜査研究所で殺傷能力などを鑑定するとともに、暴力団が関与した可能性があるとみて爆発物取締罰則違反や銃刀法違反容疑を視野に捜査[237][238]。
  - 財務省は、4月26日から5月29日の1か月余りの間、総額9兆7885億円を投じて市場介入（ドル売り円買い）したことを公表[239]。
  - DMMビットコインは約482億円に相当する暗号資産ビットコインの不正流出を検知[240]。

### 6月
- 6月1日
  - 所得税・住民税の定額減税を開始。1人あたり総額4万円を減税。減税の対象とならない低所得世帯には別途給付[241]。
  - 食品衛生法の改正に伴い、漬物を製造して販売する場合、営業許可が必要となる制度が開始[242]。
- 6月5日
  - 参議院本会議で、グローバル戦闘航空プログラム（GCAP）政府間機関の設立に関する条約の締結について承認を求めるの件が承認[243]。
  - 『新世紀エヴァンゲリオン』などで知られる大手アニメーション制作会社・ガイナックスが東京地方裁判所から破産開始決定を受け倒産。負債額は約3億8000万円[244]。
  - 厚生労働省は、2023年の人口動態統計月報年計（概数）を公表。出生数は72万7277人で過去最少、合計特殊出生率は1.20で過去最低[245]。東京都は0.99[246][247]。
  - 5月31日に国家公務員法の守秘義務違反容疑で鹿児島県警に逮捕された同県警の元生活安全部長が、勾留理由開示手続きで「野川明輝本部長が県警職員の犯罪行為を隠蔽しようとしたことが許せなかった」と動機を陳述。同県警では2020年代に警察官の不祥事が続出しており、公益通報事件として注目を集めた[248][249]。
- 6月6日 - 文化庁はユネスコ（国連教育科学文化機関）の諮問機関であるイコモス（国際記念物遺跡会議）が、新潟県の「佐渡島（さど）の金山」の世界文化遺産登録に関し、日本に補足説明を求める「情報照会」を勧告したと発表[250]。
- 6月7日
  - 警視庁刑事部捜査第二課は、4月に行われた衆議院東京15区の補欠選挙での選挙活動妨害容疑で5月に逮捕した、政治団体「つばさの党」代表の黒川敦彦ら3人を再逮捕。補選の期間中、立憲民主党の陣営に対し、およそ20分間にわたって「質問に答えろ」などと拡声機を使ってどなりながら選挙カーを至近距離で追い回して警察署に避難させるなど「交通の便」を妨げたほか、街頭演説中に割り込み演説を中止に追い込んだ公職選挙法違反の疑い。公選法に規定された「交通の便」を妨げる行為で立件するのは、1950年に公選法が施行されて以来、初とみられる[251][252]。
- 6月10日 - 改正出入国管理及び難民認定法（入管法）が施行[253][254]。送還停止効の例外規定、罰則付き退去命令制度、収容に代わる監理措置制度、在留特別許可の申請手続の創設など[255]。
- 6月11日 - 女性職員などにセクハラがあったと認定され、4月に辞職した岐阜県池田町の前町長が、2022年に町が発注した保育園の工事の入札に関する情報を業者に漏らしたとして、岐阜県警察は官製談合防止法違反と公契約関係競売入札妨害の疑いで、前町長を逮捕[256]。
- 6月12日
  - （殺人容疑）北海道旭川市の神居古潭のつり橋から、約10メートル下の川に高校生を転落させ殺害した疑いで2人を逮捕[257]。
- 6月13日 - （地方議会）兵庫県知事の斎藤元彦がパワハラなどの疑惑を内部告発された問題で、兵庫県議会は地方自治法100条に基づく調査特別委員会（百条委員会）の設置議案を賛成多数で可決[258]。
- 6月17日 - （地方議会）東京都渋谷区議会で夜間の路上飲酒を禁止する改正条例が全会一致で可決、成立[259]。
- 6月18日
  - 自民党・安倍派の裏金事件で、5年分のパーティー券収入約6億7,500万円と、ほぼ同額の支出を正しく記載しなかったとして政治資金規正法違反の罪に問われている同派の会計責任者・Mの公判で被告人質問。2022年、当時の安倍晋三会長からの指摘で中止された、パーティー券収入のキックバックを再開した経緯について「ある幹部から還付（キックバック）をしてほしいという話があった」「（当時の安倍派幹部の）下村さん、西村さん、世耕さん、塩谷さんを集めて話し合い、決定した」と供述[260]。
- 6月19日
  - 自由民主党総裁の岸田文雄首相と野党各党の党首が党首討論。菅義偉政権下の2021年6月以来、3年ぶりの開催で、岸田政権下では初。全体の時間は45分で、うち立憲民主党の泉健太代表が26分、日本維新の会の馬場伸幸代表が12分、日本共産党の田村智子委員長が4分、国民民主党の玉木雄一郎代表が3分[261]。
  - 自民党の派閥の政治資金をめぐる裏金事件で、5年分のパーティー券の収入約2億6,400万円などを記載しなかったとして政治資金規正法違反の罪に問われている二階派の元会計責任者の初公判。被告は起訴内容を認めた。検察側は冒頭陳述で、ノルマを超えてパーティー券を売った分の収入を政治家に還流しており、被告が「還付金や留保金を含まない額を報告書に記載していた」と指摘[262]。
- 6月20日
  - 立憲民主党は岸田内閣に対する不信任決議案を衆議院に単独で提出[263]。午後の本会議で、自民党・公明党などの反対多数で否決[264]。
  - 2024年東京都知事選挙が告示。都知事選としては過去最高の56人が立候補を届け出[265]。参議院議員の蓮舫、埼玉県草加市議会議員の河合悠祐が立候補を届け出たため、公職選挙法第90条の規定によりそれぞれ議員を退職（自動失職）[266][267]。
  - 東京都千代田区永田町の国会議事堂付近で財務省の公用車が新宿区在住の67歳の団体職員の男性をはねて約200m逃走し、別の車と接触して横転。はねられた団体職員が死亡。公用車の運転手を逮捕[268]。
  - （金融）東北が地盤のきらやか銀行と仙台銀行を傘下に持つじもとホールディングスが株主総会で、国が持つ優先株の無配を報告。再び配当ができるまで国が議決権の63%を保持する事実上の国有化[269]。
- 6月22日 - 天皇皇后がイギリス訪問に出発。25日、英王室は天皇にガーター勲章を授与[270][271]。29日に帰国[272]。訪問期間はイギリス総選挙の期間と重なった[273]。
- 6月23日　- 第213回国会（常会）が閉会[274]。
- 6月25日
  - 環境省は、北海道の日高山脈の一帯と襟裳岬などの地域を「日高山脈襟裳十勝国立公園」として国立公園に指定。総面積は日高振興局と十勝総合振興局管内の13市町村にまたがるおよそ24万5000ヘクタールで、国立公園としては最大。国立公園の指定は全国で35か所目で、北海道内では1987年の「釧路湿原」以来7か所目[275]。
  - 自民党の衆議院議員の堀井学（比例北海道ブロック選出）は、札幌市内で記者会見を開き、次期衆院選に出馬しないことを表明。所属していた安倍派から2196万円のキックバックを受け、政治資金収支報告書に記載しなかったとして、4月に党の役職停止処分を受けていた[276]。
- 6月28日
  - 政府は閣議で、6月末に退任する検事総長の甲斐行夫の後任に、東京高検検事長の畝本直美を充てることを決定[277]。7月9日に就任。検事総長に女性が就くのは初[278]。
  - 4月に行われた衆議院東京15区の補欠選挙で、政治団体「つばさの党」の代表らが別の陣営の選挙カーを追い回して選挙運動を妨害したとして逮捕された事件で、警視庁はほかにも他陣営の選挙活動の妨害行為を3件繰り返していたとして代表ら3人を再逮捕。代表らが逮捕されるのは3回目[279]。
  - 森永製菓は、幼児などが食べる焼き菓子のボーロ「マンナボーロ」の袋に異物が混入していたとして、およそ19万個を自主回収すると発表[280]。
  - 午後8時ごろ、近鉄けいはんな線の東生駒トンネル付近で土砂崩れが発生、線路内に土砂が流入。30日まで一部区間で終日運休[281]。
  - 厚生労働省は、仕事によってうつ病などの精神障害を発症し、2023年度に労災認定を受けたのは883件だったと発表。前年度から173件増加し、統計を始めた1983年度以降の過去最多を5年連続で更新[282]。

### 7月
- 7月1日
  - 富士登山のルートのうち、山梨県側の「吉田ルート」で1人1回につき通行料2,000円の支払いを義務化[283]。登山者の1日あたりの上限は4,000人に設定[284]。
  - 内閣総理大臣の岸田文雄が石川県を訪問。同県輪島市で能登半島創造的復興タスクフォース発足式に出席し、七尾市を視察[285]。
- 7月2日 - 川崎近海汽船が運航する八戸港発苫小牧港行きのシルバーフェリー「シルバーブリーズ」が苫小牧港の入り口付近で消波ブロックに乗り上げ座礁。午後0時45分ごろ、予定より11時間以上遅れてターミナルに到着。死傷者はなし[286]。
- 7月3日
  - 日本銀行が20年ぶりに新しい日本銀行券を発行[287][288]。偽造防止技術とユニバーサルデザインを搭載[289]。肖像・図柄は、一万円紙幣の表が渋沢栄一・裏が東京駅（丸の内駅舎）、五千円紙幣の表が津田梅子・裏がフジ（藤）、千円紙幣の表が北里柴三郎・裏が富嶽三十六景「神奈川沖浪裏」[290]。従来の日本銀行券も引き続き通用[291][292]。
  - 旧優生保護法下で不妊手術を強制された人が国に損害賠償を求めた訴訟で、最高裁判所大法廷は、同法の規定を憲法違反とし、国に賠償を命じる判決[293][294]。内閣総理大臣の岸田文雄は、判決後の会見で「真摯に反省をし、心から深くおわびを申し上げる」「判決に基づく賠償を速やかに行います」「皆様（強制不妊手術を受けた人）にお会いして、今までのつらい御経験、思いを伺わせていただき、私から、反省とおわびの言葉を直接お伝えしたい」と表明[295]。17日、岸田は原告と面会[296]。
- 7月4日
  - 東証株価指数（TOPIX）の取引時間中の最高値が2,900.91、終値が2,898.47となり、いずれも34年ぶりに史上最高値を更新。
  - 海上自衛隊の護衛艦が中国の領海を一時航行。防衛省は経緯を調査[297][298]。9月24日、防衛大臣の木原稔は7月に艦長が交代したと発表[299]。
- 7月7日
  - 午後1時20分ごろ、静岡県静岡市駿河区で気温40.0℃を観測。全国でこの年初めて40℃以上の酷暑日。静岡市で気温が40℃以上になるのは、統計開始以来初[300]。
- 7月8日
  - 旧優生保護法のもとで不妊手術を強制されたとして、北海道内の80代の夫婦が国を訴えた裁判で、最高裁判所は原告側の上告を退ける決定をし、この夫婦については「不妊手術を受けたと認めることができない」として、原告側の敗訴判決が確定[301]。
  - 東京電力管内で電力供給の余力を示す予備率が低下し、およそ2年ぶりに中部電力が融通[302]。
- 7月10日
  - 東証株価指数（TOPIX）の終値が2909.20となり、初の2900ポイント台[303]。
  - 東証プライムの時価総額が初めて1000兆円超え[304]。
  - （沖縄、地方議会）沖縄県議会で、相次ぐ米軍構成員等による女性への性的暴行事件に関する抗議決議[305]と意見書[306]が可決[307]。
  - 静岡県下田市の白浜大浜海水浴場で8日に行方不明となっていた中国籍の女性が、千葉県南房総市の野島崎沖でタンカーの乗組員により救助。太平洋を36時間にわたって漂流。直線距離で約80km。
- 7月12日
  - 愛媛県松山市の松山城近くの城山で土砂崩れ。民家を直撃[308]。翌13日午後、行方不明となっていた3人を発見。全員が死亡[309]。城山では14年前の同じ日にも豪雨による土砂崩れで被害が発生している[310]。
  - 防衛省は、特定秘密保護法上の秘密の多数の漏えいや不適切な取扱いで、事務次官、各幕僚長、情報本部長を含む関係者約120名に停職・減給・戒告を含む処分。海上自衛隊の潜水艦、潜水救難艦「ちはや」と「ちよだ」の隊員による潜水手当の不正受給や、厚木航空基地隊、東京業務隊、対馬防備隊での不正喫食で、海上幕僚長を含む関係者約100名に免職・降任・停職を含む処分。パワーハラスメント行為で、3名の幹部職員に停職や減給の懲戒処分[311]。
  - 兵庫県知事の斎藤元彦のパワハラ疑惑などを告発する文書を作成した元県西播磨県民局長の男性が死亡した問題を受け、副知事の片山安孝が月末で辞職する意向を表明[312]。
- 7月14日
  - 改正銃砲刀剣類所持等取締法（銃刀法）の罰則部分が施行[313][314][315]。
- 7月16日
  - 東京都大田区の都立六郷工科高校で、茨城県の業者が製造した激辛ポテトチップスを食べた生徒約30人のうち体調不良を訴えた14人が病院に搬送。ポテトチップスには「辛すぎるので18歳未満は食べないでください」との注意書きがあった[316]。
  - 愛知県高浜市役所で62歳の男が灯油のような液体を撒いて火をつけ、逮捕。男は全身にやけどを負い重傷。市職員3人が負傷[317]。
- 7月18日 - 東京地検特捜部は衆議院議員の堀井学の議員会館の事務所などを公職選挙法違反容疑で家宅捜索。選挙区内の有権者に秘書を通じて香典を渡した疑い。堀井は自民党を離党[318]。
- 7月19日
  - （システム障害）アメリカのクラウドストライク製セキュリティソフトが原因で、各国でコンピュータシステム障害。日本ではユニバーサル・スタジオ・ジャパン、ジェットスター・ジャパン、JR西日本などでシステムに影響[319]。
  - （労働者保護）労働団体の連合が、フリーランスで働く人が業務で怪我をした際の補償を支援する団体を設立すると発表[320]。
  - （防衛省人事）海上幕僚長の酒井良が退職。後任に齋藤聡が就任[321][322]。
  - NTT東日本とNTT西日本が電話番号案内サービス「104」と紙の電話帳「タウンページ」の発行を2026年3月に終えると発表[323]。
  - （観光）日本政府観光局は、6月の訪日外国人旅行者数の推計値は313万5600人と発表。単月で過去最高[324]。
  - （子供の福祉、教育）こども家庭庁は小学生を預かる放課後児童クラブ（学童保育）に希望しても入れなかった児童が5月時点で1万8462人だったと発表。5年ぶりに過去最多を更新[325]。
- 7月20日 - 日本赤軍の元メンバーで、1986年のインドネシアでの日本大使館襲撃事件に関与したとして懲役12年の判決を受け東京の府中刑務所で服役していた城崎勉が、食事をのどに詰まらせ死亡。享年76[326]。
- 7月21日
- 7月22日 - 東海道新幹線の三河安城駅-豊橋駅間で、保守用車どうしが衝突、脱線。2人がけが。始発から一部区間で運転を見合わせ[327]。翌23日、始発から平常運転を再開[328]。
- 7月24日 - 東京港の竹芝桟橋から式根島に向かっていた東海汽船のジェットフォイル「セブンアイランド愛」が房総半島の南西約20kmの海上で航行不能となり、漂流。海上保安庁の巡視船などが曳航し翌25日午前5時44分に伊豆大島の岡田港に到着。乗客116人と乗員5人に死傷者はなかったが、乗客の8割に船酔いの症状[329][330]。
- 7月25日
  - 山形県の一部に大雨特別警報。
  - （最低賃金の見直し）最低賃金について議論していた厚生労働省の審議会は、過去最大の時給50円引き上げの目安を示し、全国平均は時給1054円とすることで決着[331]。9月に各都道府県の引き上げ額が出そろったが、これまで全国で2番目に低かった徳島県は、全国で最大となる84円の引き上げで980円に。異例の上げ幅[332]。
- 7月26日 - NTT東日本とNTT西日本が天気予報サービス「177」を2025年3月に終えると発表[333]。
- 7月27日
  - （佐渡金山が世界文化遺産に認定）インドで開かれているユネスコの世界遺産委員会で、新潟県佐渡市の『佐渡島の金山』が世界文化遺産に登録されることが決定。世界遺産登録は新潟県内では初。文化遺産の登録は、日本国内では21件目で自然遺産も含めると26件目[334]。
- 7月30日
  - 東京地検特捜部は参議院議員の広瀬めぐみ（岩手県選挙区選出）の議員会館の事務所などを詐欺容疑で家宅捜索。勤務実態のない公設秘書の給与を国から詐取した疑い。広瀬は自民党を離党[335]。
  - （コメの在庫状況）農林水産省は、6月末時点のコメの民間在庫量が前年同月より41万トン少ない156万トンで、比較可能な1999年以降で最も少なかったと発表[336]。
- 7月31日
  - 日本銀行は金融政策決定会合で、政策目標としている短期市場金利を0.25％程度に引き上げる追加の利上げを決定[337]。短期金利はリーマン・ショックの直後、0.3%前後だった2008年12月以来、15年7カ月ぶりの水準に上昇[338]。

### 8月
- 8月1日
  - 8月1日　東京の捕鯨会社の船団が岩手県沖でナガスクジラを捕獲。北太平洋での商業捕鯨によるナガスクジラの捕獲は1976年以来、48年ぶり[339]。
- 8月1日 北海道・後志の寿都町と神恵内村での高レベル放射性廃棄物の最終処分場建設に向けた文献調査報告書案について、経済産業省の委員会の審議が事実上終了[340]。
- 8月2日
  - 総理大臣の岸田文雄は、秋田県と山形県で記録的大雨による被害が出ていることを受け、防災担当大臣の松村祥史に対し、速やかに激甚災害指定に向け手続きを進めるよう指示[341]。
  - 数十年に1度、花を咲かせるリュウゼツランの開花が各地で相次いでいるとNHKが報道[342]。
- 8月3日
  - 警視庁は、7月23日に小学生の女児に性的暴行を加えたとして、東京都練馬区の無職の男（68歳）を不同意性交とわいせつ略取容疑などで逮捕。女児は夏休み中で、1人で自転車に乗っていたが、容疑者が突然、横を通りすぎた女児に「痛い。こっちに来なさい」と因縁をつけ、近くにあった人目につかない車庫に連れ込んで犯行、「内緒にしろ」と口止めをしたうえで逃走。帰宅した女児が父親に相談し、被害を届け出。周辺の防犯カメラ映像から男が浮上。容疑者は否認[343][344]。
  - 大分県由布市庄内町の「旅館 黒嶽荘」で食中毒が発生。12日にかけて施設内の飲食店で食事をした客が発熱やおう吐などの症状を訴え、ノロウイルスを検出。症状を訴えたのは19日までに24都府県の537人。湧き水が汚染された可能性[345]。
- 8月5日
  - 日経平均株価は、米国の経済指標が予想を下回り、景気が後退するのではないかという懸念や、新しいNISAで投資を始めたばかりの人のパニック売りで、終値が4451円28銭安の31458円42銭となり、過去最大の大暴落[346]。財務大臣の鈴木俊一は冷静に判断するよう呼びかけ[347]。
- 8月6日
  - 東京株式市場は、値下がりした銘柄を買い戻す動きが広がり、日経平均株価は前日から一転して一時3400円以上値上がり。取り引き時間中として過去最大の大暴騰。終値も前日比3217円4銭高の34675円46銭で、過去最大の上げ幅[348]。
  - 青森県は階上町で見つかった野生のイノシシの死がいについて豚熱の感染を確認。県内で豚熱の感染確認は初[349]。
  - 厚生労働省は毎月勤労統計調査の6月分の速報値を公表。現金給与総額の1人当たり平均は前年同月比で4.5％増加し、およそ27年ぶりの高い伸び率。物価変動分を反映した実質賃金は27か月ぶりにプラスに[350]。
  - 原爆ドーム合作絵画の会の創設者で主宰だった画家の山﨑理恵子の死去を受け、中学生の清古尊が新主宰に就任[351]。
- 8月7日 - 福井県の海水浴場で遊泳者が野生のイルカにかまれけが[352]。この夏の同県でのイルカ被害者は17日までに16人[353]。
- 8月8日
  - 16時43分頃、日向灘を震源とするマグニチュード7.1の地震が発生し、宮崎県日南市で震度6弱を観測。宮崎県などに津波注意報が発令[354]。15人が負傷[355]。19時15分、気象庁は南海トラフ地震臨時情報（巨大地震注意）を発表[356]。政府は同情報に伴い、地震に対し注意を呼びかけ。15日17時、呼びかけを終了[357]。
  - 小林製薬は取締役会で紅麹事業から撤退すると決定[358]。
  - 岐阜県知事の古田肇が、2025年2月に実施予定の次期知事選に立候補しない意向を表明[359]。
  - 海外への不正な現金持ち出しを防ぐため紙幣の臭いを嗅ぎ分ける財務省の紙幣探知犬が千葉県の成田空港に国内で初めて導入[360]。
- 8月12日
  - （現地時間11日）2024年パリオリンピックの閉会式。日本選手団が参加。日本は金メダル20個を含むメダル45個を獲得。海外で行われた大会としてはともに過去最多[361]。大会期間中、日本ではオリンピック選手や審判員への誹謗中傷が問題・課題となった。
  - 台風5号が岩手県大船渡市付近に上陸し、東北を横断。台風が東北太平洋側に直接上陸したのは1951年の統計開始以降、3度目[362]。
- 8月13日 - 大阪の堂島取引所でコメ指数先物取引開始。コメ先物取引の復活は72年ぶり[363]。
- 8月14日 - 内閣総理大臣・自由民主党総裁の岸田文雄は、記者会見で「来たる総裁選には出馬いたしません」「新たなリーダーを一兵卒として支えていくことに徹してまいります」と述べ[364]、9月に予定されている自由民主党総裁選挙に出馬しない意向を表明。首相を退任する[365]。
- 8月15日
  - 午前4時ごろから大阪府大阪市東部と守口市の一部で停電。24万戸余りに及び、京阪電鉄やJR大阪環状線などが一時運休。停電は午前9時までに復旧[366][367]。
  - 公設秘書の給与を国からだまし取った疑いで、東京地検特捜部から事務所などの捜索を受けていた参議院議員の広瀬めぐみが議員辞職[368]。
- 8月17日 - 新千歳空港の保安検査場通過後の制限エリア内の店舗でハサミを紛失し、保安検査が一時中断。制限エリア内や離陸前の飛行機内にいた客が保安検査をやり直し[369]。36便が欠航、201便に遅れ[370]。
- 8月18日 - 福岡県福岡市西区のショッピングモール「マリノアシティ福岡」がこの日限りで閉館[371]。
- 8月19日
  - スペイン在住のマリア・ブラニャス・モレラが死去。兵庫県芦屋市在住の糸岡富子が存命の世界最高齢者となる[372]。
  - 2019年の参院選の期間中に、北海道札幌市で演説していた当時の内閣総理大臣の安倍晋三に対しヤジを飛ばした市民が警察官に排除された問題で、最高裁は36歳男性と北海道の上告をそれぞれ棄却。29歳女性の排除を違法として賠償を認めた札幌高裁の判決が確定へ[373]。
  - 奈良県御所市長の東川裕が肺癌の治療に専念するため9月末に辞職する意向を表明[374]。
- 8月23日
  - 日本銀行総裁の植田和男は国会で、8月初旬の株価下落はアメリカの景気減速懸念が急速に広がったことによるものと説明、7月の利上げは適切だったと見解[375]。
  - 名古屋市の東山動植物園で、インドネシア固有種で世界最大級のトカゲであるコモドオオトカゲ（通称・コモドドラゴン）のオス「タロウ」を一般公開[376]。
  - 兵庫県議会は、知事の斎藤元彦による一連のパワーハラスメント疑惑を議題とする百条委員会を開催。県職員6人が出頭し証人尋問。職員のプライバシー保護のため、関係者以外は立ち入りを禁止し、完全非公開で開催[377]。
- 8月26日 - 防衛省は、中国空軍のY-9が11時29分ごろから11時31分ごろにかけて長崎県男女群島（鍛造諸島）沖の日本の領海上空を侵犯したことを確認したと発表[378]。中国機による日本の領空への侵入は、中国が領有権を主張する尖閣諸島（釣魚群島）周辺以外では初[378]。
- 8月27日
  - 農林水産省は、農産物・加工品4産品を、地理的表示（GI）として登録したと発表[379]。
- 8月28日
  - 台風10号が九州南部に接近。鹿児島県の大半の地域に暴風・波浪特別警報[380]、同県薩摩地方の一部に高潮特別警報[381]。
  - 公職選挙法に違反して選挙区内で違法な寄付を繰り返していた疑いで捜査を受けている衆議院議員の堀井学が議員辞職[382]。
  - 喫煙率が14.8％となったことが厚生労働省の2022年の調査で判明。2003年以降で最低[383][384]。
- 8月29日
  - （現地時間28日）2024年パリパラリンピックの開会式。日本選手団が参加。
  - 東京地検特捜部は、議員辞職した元衆議院議員の堀井学を、選挙区内の有権者に違法に香典などを配った公職選挙法違反（寄付の禁止）と自民党安倍派から還流を受けた収入を政治資金収支報告書に記載しなかった政治資金規正法違反（虚偽記入）の罪で略式起訴。東京簡裁は罰金100万円、公民権停止3年の略式命令[385]。
  - 青森県弘前市で老舗百貨店を経営する中三に対し、青森地裁弘前支部が破産手続き開始を決定。負債額はおよそ9億円[386]。
  - 日本と台湾の間で次世代通信基盤IOWNを使った通信網が開通。IOWNの国際通信網は初[387]。
  - 日本などのほか、新たに英国の加入で12カ国の枠組みに広がる環太平洋連携協定（TPP）が、12月15日までに発効する見通しと英政府が発表[388]。
- 8月30日
  - 東京地検特捜部は、自民党を離党し15日に議員辞職した元参議院議員の広瀬めぐみを、勤務実態のない人物を公設秘書として届け出て国から給与など350万円余りをだまし取ったとして、詐欺の罪で在宅起訴[389]。
  - 兵庫県議会は、知事の斎藤元彦によるパワーハラスメント疑惑を議題とする百条委員会で、斎藤に対する1回目の証人尋問[390]。
  - 厚生労働省は1〜6月の人口動態統計を発表。出生数は前年同期比5.7%減の35万74人で、上半期として比較可能な1969年以降で最少を更新[391]。
  - 警察庁は原動機付き自転車の区分を見直し、125 cc以下で最高出力を制御した小型二輪車も原付き自転車として扱う方針を決定[392]。
  - 厚生労働省は2022年度の介護保険給付費が10兆5100億円と発表。過去最高を更新[393]。
  - 内閣府は「企業版ふるさと納税」制度を利用した企業が2023年度に自治体へ寄付した額は469億9900万円、件数は14022件で、いずれも制度開始以後で最多と発表[394]。
  - 2022年に体外受精で生まれた子どもが過去最多の7万7206人だったと日本産科婦人科学会が発表[395]。
  - 刑事裁判で無罪が確定した人の指紋やDNA型などのデータを警察が保管し続けることが妥当かどうかが争われた裁判で、2審の名古屋高等裁判所は、1審に続いて国にデータを抹消するよう命じる判決[396]。
- 8月31日
  - こども家庭庁は4月1日時点の待機児童数が2567人と発表。過去最少を更新[397]。
  - 中国海軍のシュパン級測量艦1隻が、鹿児島県口永良部島の南西の領海に侵入したと防衛省が発表[398]。

### 9月
- 9月2日  - 自由民主党の派閥、宏池会（岸田派）が総務省に正式に解散を届け出。67年で5人の総理大臣を輩出した派閥の歴史に幕[399]。
- 9月3日
  - 環境省は、特定外来生物フイリマングースの奄美大島での根絶を宣言。アマミノクロウサギを含む在来種が被害を受けており、同省は「生物多様性保全上の重要な世界初の成果」としている[400][401]。
  - 気象庁は、2024年は前年と並んで最も暑い夏だったと発表。平均気温が平年と比べ1.76度高く、突出した暑さ[402]。
  - 出入国在留管理庁によると、2023年、技能実習中に失踪した外国人は9753人で過去最多だったと日経新聞が報道[403]。
  - ジャニー喜多川による性加害の被害者らでつくるジャニーズ性加害問題当事者の会が、7日に解散すると発表[404]。
  - 岡山県内のPTAが加盟する県PTA連合会が、会員数の大幅な減少のため年度末に解散すると判明。都道府県のPTA連合会の解散は全国初[405]。
  - 厚生労働省は、全国の医療機関に支払われた2023年度の医療費は概算で47兆3000億円で過去最高と発表[406]。
  - 国立科学博物館は暮らしや文化に影響を与えた科学技術を後世に伝える未来技術遺産に家庭用ゲーム機プレイステーション2など18件を新たに登録したと発表[407]。
- 9月4日 - 小林製薬の「紅麹コレステヘルプ」を服用し急性腎障害を発症した大阪府の男性が、同社に495万円の賠償を求め大阪地裁に提訴。紅麹サプリを巡る問題で賠償を求める提訴は全国初[408]。
- 9月5日 - （殺人事件）奈良県橿原市十市町の「コメダ珈琲店橿原北店」で40代とみられる女性が刃物で刺され死亡。警察は刺殺された女性の元夫を傷害の現行犯で逮捕[409]。
- 9月6日
  - 悠仁親王が18歳の誕生日。成年になった[410]。
- 9月7日 - 2024年立憲民主党代表選挙が告示。野田佳彦、枝野幸男、泉健太、吉田晴美が立候補[411][412]。
- 9月9日
  - 文化庁の世界文化遺産部会は、奈良県明日香村、橿原市、桜井市の飛鳥時代の遺跡「飛鳥・藤原の宮都とその関連資産群」について、2026年の世界文化遺産への登録を目指し、国内候補として推薦すると決定[413]。
  - 窃盗の犯行の際、自作のカラスの羽の帽子をお守り代わりにかぶることから、捜査員から「カラスの高尾」と呼ばれていた無職の男がこの日までに逮捕[414]。
  - 東京商工リサーチ京都支店は、滋賀県大津市の不動産会社キンキホームと関連会社の2社が6日までに事業を停止し破産申請の準備に入ったと発表。「キンキホームへいらっしゃい」というフレーズが印象的なテレビCMで一世を風靡、ピーク時の2012年9月期には約7億3200万円の売上高があったが、競合激化などで資金繰りが悪化[415]。
- 9月10日
  - 公明党代表の山口那津男が、次の代表選挙に立候補せず、28日の党大会で退任すると表明[416]。
  - 福島第一原子力発電所2号機で燃料デブリの試験的取り出しに着手[417]。
  - 自民党派閥の政治資金パーティー収入をめぐる事件で、政治資金規正法違反（虚偽記載）に問われた志帥会（二階派）の元会計責任者に対し、東京地裁は禁錮2年、執行猶予5年の有罪判決[418]。
  - 能登半島地震への対応として、2024年度一般会計の予備費から1088億円を使用すると閣議決定。予備費使用は6度目[419]。
- 9月11日 - 日本貨物鉄道（JR貨物）が列車に車軸を取り付ける作業でデータの改ざんなどを行っていた問題で、不正の有無を確認できない車両が新たに300両発見され、一時的にすべての貨物列車の運行を取りやめ。佐川急便、ヤマト運輸などの荷物の輸送に遅れ[420]。
- 9月12日
  - 2024年自由民主党総裁選挙が告示。届け出順に高市早苗、小林鷹之、林芳正、小泉進次郎、上川陽子、加藤勝信、河野太郎、石破茂、茂木敏充の9人が立候補。推薦人制度の導入以来最多[421]。
  - 兵庫県知事の斎藤元彦のパワハラ問題で、自民党など県議会4会派と無所属議員4人が斎藤に辞職を申し入れ。維新の会も9日に申し入れており、これで全会派・議員が辞職を要求。斎藤は応じず[422]。
  - 日野市多摩平第2緑地でイチョウの枝が落下、下敷きになった男性が死亡[423]。
  - 大手銀行3行（三井住友銀行、みずほ銀行、三菱UFJ銀行）が紙の約束手形や小切手の発行を2025年度中に終了する見通しとNHKが報道[424]。
- 9月13日
  - 高齢社会対策大綱が閣議決定[425]。
  - 豊洲市場で、商業捕鯨で捕獲されたナガスクジラの展示商談会が開催。48年ぶり[426]。
  - 2022年6月29日に大分県別府市で発生した死亡ひき逃げ事件で、警察庁は容疑者の重要指名手配の継続を決定[427]。
- 9月15日 - 総務省統計局は、16日の敬老の日を前に高齢者について統計を取りまとめ。65歳以上人口は推計で3625万人。65歳以上の就業者数は、20年連続で増加し914万人。いずれも過去最多[428]。年齢別の就業率は60〜64歳、70〜74歳、75歳以上のいずれも過去最高[429]。
- 9月16日
  - 東京商工リサーチは8月の企業倒産が29か月ぶりに前年同月を下回った一方、連鎖倒産が過去10年で最多ペースと発表[430]。
- 9月17日
  - 国土交通省は基準地価を発表。全用途の全国平均は前年比で1.4％上がり、3年連続の上昇。バブル経済崩壊以降最大の上げ幅[431]。
  - リニア中央新幹線をめぐり、静岡県は地質などを調べるボーリング調査について了解し、JR東海に伝達[432]。
  - 農林水産省は、8月にJAグループなどの集荷業者が卸売業者に販売したコメの相対取引価格は60キロ当たり1万6133円で前年同月と比べ平均で17％上昇し、8月として過去最高と発表[433]。
- 9月18日
  - 北海道・知床で2022年に発生した観光船の沈没事故で、第1管区海上保安本部は運航会社の社長を業務上過失致死などの疑いで逮捕[434]。
  - 山口那津男の任期満了に伴う公明党代表選挙が告示され、幹事長の石井啓一が立候補。無投票で当選が確定[435]。
  - 神奈川県横須賀市で米軍人が運転する乗用車がオートバイに衝突。オートバイに乗っていた男性が死亡[436]。
  - 総務省の労働力調査によると、2023年、夫婦とも雇用者で妻が64歳以下の共働き世帯は過去最多の1206万世帯、専業主婦世帯は最少の404万世帯になったと日経新聞が報道[437]。
- 9月19日
  - 気象庁は、須美寿島に噴火警報（周辺海域）を発表[438][439]。
  - （地方議会）兵庫県議会は、知事の斎藤元彦に対する不信任決議案を全会一致で可決[440]。
  - 内閣総理大臣の岸田文雄が石川県を訪れ、能登半島地震の被災状況を視察[441]。岸田の被災地訪問は4回目[442]。
  - 宮城県内で走行中の東北新幹線の連結部が分離し非常停車[443]。
- 9月20日 - 総務省が8月の全国消費者物価指数を発表。生鮮食品を除く総合指数は108.7で前年同月比2.8％上昇。上昇は36カ月連続。品薄などでコメが約49年ぶりの高い上昇率[444]。
- 9月21日
  - 総理大臣の岸田文雄は「（長崎の）被爆体験者を対象として行われている現行の事業を抜本的に見直す」と述べ、精神疾患を要件とせず、幅広い疾病について被爆者と同等の医療費助成を行う事業を創設すると発表[445]。被爆体験者の一部を被爆者と認めた長崎地裁の判決については控訴する考え[446]。
  - 石川県輪島市・珠洲市・能登町に大雨特別警報。大雨被害で11月26日までに16人が死亡、47人が負傷[447]。22日、県は孤立集落が115か所と発表[448]。
- 9月23日
  - 泉健太の任期満了に伴う2024年立憲民主党代表選挙の投開票。野田佳彦が決選投票で枝野幸男を退け当選、第3代代表に就任へ[449]。
  - 政府は、北海道礼文島沖北方で午後1時ごろから午後4時前にかけ、ロシア軍のIL-38哨戒機1機が領空を3回侵犯したと発表。航空自衛隊北部航空方面隊の戦闘機が緊急発進（スクランブル）、強い熱や閃光を放つ装置「フレア」を放射して警告。1958年に対領空侵犯措置を始めて以来、フレアの使用は初[450]。
- 9月24日 -  立憲民主党が国会内で両院議員総会を開き、執行役員の骨格人事を承認。代表代行に長妻昭・辻元清美・大串博志（選挙対策委員長を兼務）、幹事長に小川淳也、政務調査会長に重徳和彦、国会対策委員長に笠浩史[451]。
- 9月25日
  - キャッシュレス決済サービスで給料を受け取れる「デジタル給与」が開始[452]。
  - 厚生労働省は、米製薬大手イーライリリーが開発したアルツハイマー病の新薬ドナネマブについて、国内での製造販売を正式に承認。アルツハイマー病の原因物質に直接働きかける薬としては国内で2例目[453]。
  - 海上自衛隊の護衛艦「さざなみ」が、台湾海峡を北から南に向かって通過。海上自衛隊の護衛艦の台湾海峡通過は初[454]。
- 9月26日
  - 1966年6月に静岡県清水市（現：静岡市清水区）で発生した一家4人殺害事件（いわゆる袴田事件）で死刑が確定していた袴田巌に対する再審で、静岡地方裁判所が無罪判決。捜査機関による証拠の捏造を認定[455]。10月8日、静岡地方検察庁が控訴を断念すると表明。無罪判決が確定へ[456]。
  - 兵庫県議会から不信任決議を受けた知事の斎藤元彦が、議会を解散せず、30日に失職し、出直し知事選挙に出馬すると表明[457]。
  - （道路陥没事故）広島県広島市西区福島町で地下に雨水管を設置するための掘削工事中、水道管が破裂し道路が陥没。周辺の建物8棟が傾くなどの被害[458]。
  - （使用済み核燃料）青森県に建設された全国初の使用済み核燃料の中間貯蔵施設に、新潟県の柏崎刈羽原子力発電所から初めて使用済み核燃料を搬入[459]。
  - （障害者行政、地方議会）岡山県早島町議会で手話言語条例が可決、成立。県と県内全自治体で出そろうのは全国初[460][461]。
- 9月27日
  - （自民党総裁選挙）岸田文雄の後任を選ぶ2024年自由民主党総裁選挙の投開票。1回目の投票で過半数を獲得した候補者はなく、1位の高市早苗と2位の石破茂による決選投票の結果、215-194で石破が高市を逆転して第28代自由民主党総裁に選出[462]。
  - レバノン情勢を受け、防衛大臣の木原稔は邦人退避のため航空自衛隊の輸送機をヨルダンとギリシャまで移動させ、待機することを命令。部隊は調整が整い次第出発[463]。10月3日、防衛大臣はレバノンの日本人等の輸送を命令。4日、ヨルダンで待機していたC-2輸送機はレバノンへ移動、16人[注 10]を乗せヨルダンに到着[464]。
  - 法務大臣の小泉龍司は、在留資格のない外国人の、日本で生まれ育った212人の子どもに滞在を認める在留特別許可を与えたと公表[465][466][467][468]。
- 9月28日
  - （公明党の人事）公明党が党大会。山口那津男の後任の代表に幹事長の石井啓一が就任[469]。新執行部が発足[470]。
- 9月30日
  - 立憲民主党代表の野田佳彦は、「次の内閣」（NC）の人事を発表[471]。
  - 自由民主党は総務会で党役員人事を決定。最高顧問に麻生太郎、副総裁に菅義偉、幹事長に森山裕、総務会長に鈴木俊一、政務調査会長に小野寺五典が就任[472][473]。
  - 自民党派閥の政治資金パーティーを巡る事件で、東京地裁は清和政策研究会（旧安倍派）の会計責任者に対し政治資金規正法違反（虚偽記入）の罪で禁錮3年、執行猶予5年の有罪判決[474]。

### 10月
- 10月1日
  - 第2次岸田第2次改造内閣が総辞職[475][476]。
  - 第214回国会（臨時会）が召集。会期は9日間[注 11]。衆参両院で内閣総理大臣指名選挙が行われ、石破茂を第102代内閣総理大臣に指名[480][477][481]。
  - 第1次石破内閣が発足[482]。自公連立政権が継続。
    - 財務大臣[注 12]に加藤勝信、外務大臣に岩屋毅、内閣官房長官[注 13]に林芳正（再任）、総務大臣に村上誠一郎、防衛大臣に中谷元、国土交通大臣[注 14]に斉藤鉄夫（再任、公明党）など[483]。初入閣は13人[484][485]。3日、副大臣と大臣政務官を発表[486]。
    - 内閣総理大臣臨時代理の指定順位は、第1順位が林、第2順位が中谷、第3順位が村上、第4順位が加藤、第5順位が岩屋[487]。

  - 立憲民主党代表の野田佳彦は、両院議員総会で人事を発表。最高顧問に菅直人・枝野幸男。常任顧問に岡田克也・泉健太[488]。
  - 東京工業大学と東京医科歯科大学が統合し、東京科学大学が発足[489]。
  - 郵便料金が値上げ。定形郵便物が84円・94円→110円、通常はがき63円→85円、レターパックプラス520円→600円、レターパックライト370円→430円など[490]。
  - 後発医薬品（ジェネリック医薬品）がある処方薬について、患者が医療機関で先発医薬品の処方を希望した場合、特別の料金[注 15]を負担する制度が開始[491]。
  - 登記事項証明書などの代表取締役等住所非表示措置の制度が施行[492]。
  - 9月の東日本と西日本の平均気温は、気象庁の統計開始以来最高だったとNHKが報道[493]。
  - 名古屋市長の河村たかしが記者会見で、市長を辞職し27日投開票の衆議院議員総選挙へ立候補すると表明[494]。
  - 新型コロナウイルスのワクチンについて、3月末までの無料接種に代わり、65歳以上の高齢者などを対象に原則、費用の一部を自己負担する定期接種が開始。使用されるワクチンにレプリコンワクチンが追加[495]。
- 10月2日
  - 午前、宮崎空港の誘導路で爆発が発生。滑走路は閉鎖され、発着は終日見合わせ。自衛隊の調査で、爆発物は太平洋戦争中にアメリカ軍が投下した爆弾と推定[496][497]。人や航空機等への被害はなし。
  - 大阪税関が9月に公表したリポートによると、2023年のヘルメットの輸入量は前年比約1.9倍の719万個、金額は約1.3倍の142億円で、いずれも比較可能な1988年以降で最高。23年4月の改正道交法施行で自転車利用者のヘルメット着用が努力義務となり需要拡大につながったと共同通信が報道[498]。
- 10月3日
  - 京都府警察本部長が部下に対するパワーハラスメントで、警察庁から異動の内示を受けたと判明。事実上の更迭[499]。
  - 教育無償化を実現する会の5人の国会議員のうち、代表の前原誠司ら4人が日本維新の会に合流すると発表。残る1人は参政党に移籍[500]。
  - 政府が手配したチャーター船でレバノンを出国した在留日本人2人がキプロスに到着[501]。
  - 健康保険組合連合会は2023年度の決算見込みを発表。1380組合のうち52.6％が赤字。全体の収支は計1367億円の赤字で、赤字は2年ぶり。平均保険料率は月収の9.27％で過去最高[502]。
- 10月4日
  - 衆参両院の本会議で内閣総理大臣の石破茂が所信表明演説[503]。
  - （地方議会）東京都議会で、東京都カスタマー・ハラスメント防止条例が可決、成立[504]。
- 10月4日
  - 写真家の石川直樹がヒマラヤ8000メートル峰全14座の登頂に成功。日本人2人目[505][506]。
- 10月5日
  - 内閣総理大臣の石破茂が大雨による被災状況視察のため石川県を訪問[507]。石破は、奥能登豪雨を激甚災害に指定することを表明[508]。
- 10月6日
  - （事故）大阪府泉大津市の音楽イベント会場で、約10メートルのクレーンにカメラを付けた約240キロの機材が倒れ、女性4人が出血し病院に搬送[509]。
- 10月7日
  - お笑いトリオ・ジャングルポケットの斉藤慎二が20代の女性に性的暴行を加えたなどとして、警視庁が書類送検。所属事務所の吉本興業は、斉藤との契約を解除[510]。
  - ローマ・カトリック教会の教皇フランシスコは、東京大司教の菊地功を枢機卿に任命すると発表。日本人の枢機卿は7人目[511]。
  - 2024年産米の主要銘柄の卸会社間での取引価格は前年産の出回りが始まった時期と比べて8割以上高く、新潟コシヒカリは新米の出回り期として1993年米騒動以来31年ぶりの高値水準と日経新聞が報道[512]。
- 10月8日
  - マイコプラズマ肺炎の患者が急増し、9月29日までの1週間当たりの患者数が過去最多になったとNHKが報道[513]。
  - 仙洞御所で転倒し、右大腿骨上部骨折と診断された上皇后美智子が入院先の東大病院で手術[514]。
  - 高齢を理由に次期総選挙への不出馬と政界引退を表明していた元首相の菅直人（77歳）が衆議院議員として最後の会見[515]。
- 10月9日
  - 第214臨時国会が会期末。
    - 石破政権下で初の党首討論。時間は通常の45分から80分に延長。立憲民主党代表の野田佳彦が40分、日本維新の会代表の馬場伸幸が20分、日本共産党委員長の田村智子と国民民主党代表の玉木雄一郎が10分[516]。
    - 立憲民主党・日本維新の会・日本共産党・国民民主党が衆議院に内閣不信任決議案を提出。
    - 衆議院本会議で、衆議院が解散[517]。不信任案は採決されず廃案。

  - 名古屋市長の河村たかしが辞職願を提出[518]。
- 10月10日
  - （地方議会）鳥取県議会で、選挙ポスターの掲示板に支持を呼びかける目的以外のポスターの掲示を禁止する条例案が可決・成立。全国初とみられる[519]。
  - 総務省は、教育無償化を実現する会が、日本維新の会との合流により政治資金規正法と政党助成法に基づく政党要件を失ったと発表[520]。
- 10月11日
  - ノルウェー・ノーベル委員会は、日本原水爆被害者団体協議会（日本被団協）にノーベル平和賞を授与すると決定したと発表[521]。日本関連の同賞受賞は1974年の佐藤栄作以来で、2例目。
  - 名古屋市議会は、市長の河村たかしの辞職願について、反対多数で不同意。河村は15日に衆議院議員総選挙に立候補を届け出て自動失職する見通し[522]。
  - セブン&アイ・ホールディングスはイトーヨーカ堂をはじめとするスーパーや外食、専門店の事業を束ねる中間持株会社・ヨーク・ホールディングスを設立[523]。
  - 総務省の家計調査によると、家計の消費支出に占める食費の割合を示すエンゲル係数の1～8月の平均は28.1％で、42年ぶりの上昇と東京新聞が報道[524]。
- 10月14日 -  岐阜県で第39回国民文化祭と第24回全国障害者芸術・文化祭が開幕。24日まで[525]。
- 10月15日
  - 第50回衆議院議員総選挙が公示[526][473][527]。1344人（小選挙区：1113人、比例代表単独：231人）が立候補[528]。
  - 参議院議員の丸川珠代（自民党、東京都選挙区）、山本香苗（公明党、比例）、音喜多駿（日本維新の会、東京都選挙区）、東徹（同、大阪府選挙区）、梅村聡（同、比例）、田村智子（共産党、比例）、世耕弘成（自民党を離党し無所属、和歌山県選挙区）が総選挙に立候補したため自動失職[529][530]。
  - 名古屋市長の河村たかしが総選挙に立候補したため自動失職[531]。
  - 2024年最高裁判所裁判官国民審査が告示[532]。
  - 金融先物取引業協会は、店頭外国為替証拠金（FX）取引の2024年1〜9月の取引額は過去最高の1京429兆円と発表。通年ベースで3年連続の1京円到達で、1〜9月だけで1京円に達したのは史上初。円相場が大きく変動し、個人投資家のFX取引が拡大[533]。
- 10月16日
  - NHKは、旧ジャニーズ事務所（現SMILE-UP.）からマネジメント業務などを引き継いだSTARTO　ENTERTAINMENTに所属するタレントらの番組への新規起用を再開する方針を発表。3日に同じ方針を明らかにしたテレビ東京に続く対応で、全ての主要テレビ局が起用[534]。
  - 原子力規制委員会は、11月に運転開始から50年となる関西電力高浜原発1号機の今後10年間の管理方針を認可。50年超の運転が認可されるのは国内初[535]。
- 10月17日 - 農林水産省は、北海道厚真町の農場の鶏が高病原性鳥インフルエンザの疑似患畜と確認されたと発表[536]。今シーズン国内1例目[537]。
- 10月18日
  - 文化審議会は、草花を伝統的な技法で生ける華道と、手作業で茶を作り上げる手揉み製茶を登録無形文化財にするよう文部科学大臣に答申。答申通り告示される見通し[538]。
- 10月19日
  - 午前5時50分ごろ、東京・千代田区永田町の自民党本部に男が火炎瓶のようなものを数本投げ、車で国会議事堂方面に逃走。首相官邸前のバリケードに突入し、警察に逮捕[539]。
  - 鳥取県の19市町村で、60歳以上を中心としたスポーツや文化、健康などの祭典「ねんりんピックはばたけ鳥取2024」（第36回全国健康福祉祭とっとり大会）が開幕。同県での開催は初。29種目を実施。22日まで[540]。
- 10月20日
  - 上皇后が90歳の誕生日。卒寿を迎えた[541]。
  - NBAメンフィス・グリズリーズのキャンプに参加した河村勇輝が同クラブとツーウェー契約すると現地メディアが報道。NBAデビューすれば日本人4人目[542]。
- 10月21日
  - 政府は、レバノンの人道状況の悪化を受け、1,000万米ドルの緊急無償資金協力を実施すると決定[543]。
- 10月22日
  - 衆院選に立候補した参議院議員3人の自動失職を受け、公明党の新人高橋次郎、日本維新の会の元職山口和之、日本共産党の元職大門実紀史が繰り上げ当選[544]。
  - 宇宙航空研究開発機構（JAXA）は、宇宙飛行士候補者に選抜されて訓練を受けていた米田あゆと諏訪理の2人を宇宙飛行士として正式に認定したと発表。JAXA認定の日本人宇宙飛行士は累計13人、現役は7人に[545]。
- 10月23日
  - 東京地下鉄（東京メトロ）が東京証券取引所プライム市場に上場[546]。
  - 新型コロナウイルス対策の生活資金貸付事業で、貸し付けた総額1兆4431億円（382万件）のうち、3月末現在、4684億円（131万件）の返済が免除され、回収不能となったことが会計検査院の調査で判明[547]。
- 10月24日
  - 「FUNAI」のブランドで液晶テレビなどを製造する船井電機に対し、東京地裁が破産手続き開始を決定。負債総額は2024年3月期末時点で約461億5900万円[548]。
  - 投票所が人手不足などにより減り続け、今回の衆院選では全国4万5429カ所と最多だった2000年の第42回衆議院議員総選挙に比べ15%減少と日本経済新聞が報道[549]。
- 10月25日
  - 厚生労働省は、2021年に大学を卒業して就職した人のうち、3年以内に仕事を辞めた人の割合が前年より2.6ポイント高い34.9%と発表。05年卒以来、16年ぶりの高水準[550]。
  - 政府は、商法学の江頭憲治郎、詩人・俳人・歌人の高橋睦郎、日本画家の田渕俊夫、漫画家のちばてつや、チェロ奏者の堤剛、環境リスク管理学の中西準子、細胞分子生物学の廣川信隆に文化勲章を授与すると決定。文部科学省によると、漫画家と西洋楽器奏者の受章は初[551]。
- 10月28日
  - 陸上自衛隊与那国駐屯地で、第1ヘリコプター団所属のV-22オスプレイが、離陸しようとしたところ機体が左右に揺れ、一部が損傷。飛行を中止[552]。
  - 総務省は、27日に行われた衆院選の小選挙区の投票率は戦後3番目に低い53.85%と発表。比例代表は53.84%[553]。
- 10月29日
  - 東日本大震災で停止した東北電力女川原子力発電所2号機が再起動。沸騰水型原子炉（BWR）として、震災後初[554]。被災地にある原発としても初[555]。
  - 総務省消防庁は、熱中症のため5～9月に救急搬送された人数は全国で9万7578人と発表。前年の同時期から6111人増え、統計を取り始めた2008年以降で最多[556]。
- 10月30日
  - 同性婚を認めていない民法などの規定は婚姻の自由などを定めた憲法に違反するとして同性カップルなど7人が国に賠償を求めた裁判で、東京高裁は同規定を憲法違反とする判決。違憲判断は3月の札幌高裁に続き2例目[557]。
  - 怪獣特撮映画『シン・ゴジラ』に登場するゴジラの形状について、知財高裁は立体商標と認めなかった特許庁の審決を取り消し、製作・配給元の東宝の主張を認める判決[558]。
- 10月31日
  - 公明党代表の石井啓一は、衆院選での自身の落選や議席大幅減の責任を取り辞任すると表明[559]。
  - 不登校の状態にある小中学生は2023年度、34万6482人にのぼり、11年連続で増加し過去最多と文部科学省の調査で判明[560]。

### 11月
- 11月1日
  - 特定受託事業者に係る取引の適正化等に関する法律（フリーランス・事業者間取引適正化等法）が施行[561]。
  - 改正道路交通法が施行[562]。自転車運転中にスマートフォン等を使用するながら運転の罰則が強化。自転車の酒気帯び運転が新たに罰則の対象化。自転車の飲酒運転をするおそれがある者に酒類や自転車を提供すること（酒気帯び運転のほう助）も禁止[563]。
- 11月2日 - 日本が提出した核兵器廃絶決議案「核兵器のない世界に向けた共通のロードマップ構築のための取組」が、国連総会第一委員会で145か国が賛成して採択[564]。採択は31年連続。
- 11月3日 -  性同一性障害の人の性別変更について、事実上手術をすることを求める生殖能力要件を最高裁が違憲と判断した2023年10月以降、手術せずに性別を変えた人が少なくとも33人いると最高裁の実態調査で判明[565]。
- 11月4日 自民党安倍派の政治資金パーティーをめぐる政治資金規正法違反の疑いで告発され不起訴となった、元経済産業大臣の世耕弘成の政治団体の当時の会計責任者について、検察審査会は不起訴不当と議決し、東京地検特捜部は再捜査して改めて起訴するかどうか判断。世耕本人については不起訴は相当と議決[566]。
- 11月5日
  - 東京証券取引所が取引時間を午後3時半までに延長。クロージング・オークションを導入[567]。
  - 北朝鮮部隊のロシア派遣について、G7など10か国の外相とEU上級代表が声明を発出[568]。
  - ユネスコの評価機関は、日本が提案していた日本酒、焼酎、泡盛などの「伝統的酒造り」について無形文化遺産に登録すべきとの勧告を発表。12月に登録の見通し[569]。
- 11月6日
  - 総選挙で議席を減らし敗北した日本維新の会が、代表選挙を17日に告示、12月1日に投開票を行うと決定[570]。代表の馬場伸幸は、X（旧Twitter）で出馬しないと表明[571]。
  - 青森県むつ市で、原子力発電所の敷地外で使用済み核燃料を一時保管する全国初の中間貯蔵施設が操業を開始[572]。
  - 株価指数算出大手の米MSCIは、代表的な全世界株指数のMSCIオール・カントリー・ワールド・インデックス（ACWI）から野村不動産HD、浜松ホトニクス、イビデン、京成電鉄、マツダ、日本プロロジスリート投資法人、ローム、SUMCOを除外し、フジクラを採用すると発表。25日の取引終了時点で反映[573]。
  - 福岡県の2農場で、日本で初めて牛のランピースキン病の発生を確認[574]。
- 11月7日
  - 自民党と立憲民主党の国会対策委員長が会談し、17ある衆議院の常任委員長のうち、予算委員長を含め、野党側に8つを配分することで合意。予算委員長は立憲民主党に割りふられる。野党が予算委員長を務めるのは、1994年の羽田内閣時代以来、30年ぶり[575]。
  - 立憲民主党は社会保険料負担が生じる「130万円の壁」の是正に向けた給付制度を柱に能登半島の復旧・復興や物価高への対応などを盛り込んだ総額7兆4000億円の緊急経済対策を発表[576]。
  - 富士山の初冠雪を観測。平年より1か月余り遅く、130年前の統計開始以来最も遅い[577]。
- 11月8日
  - お笑いコンビ・ダウンタウンの松本人志が『週刊文春』の記事で名誉を傷つけられたとして発行元の文藝春秋と編集長に5億5000万円の賠償などを求めた裁判で、松本と文藝春秋の双方が合意し、松本が訴えを取り下げ[578]。
- 11月9日
  - 公明党は臨時党大会で、石井啓一の代表辞任と副代表で国土交通相の斉藤鉄夫の新代表就任を正式に承認。代表代行に副代表の竹谷とし子を起用。代表代行を置くのは浜四津敏子以来[579]。
  - 20時22分から、四国各地で最大36万5300戸が停電。21時49分に復旧。14時21分に発生した本四連系線のトラブルの復旧中に本州に送る電力が急激に増え、四国電力管内の供給力が不足[580][581]。
  - 鹿児島県与論町に大雨特別警報[582]。
  - 住民票の写しなど各種証明書をマイナンバーカードを使ってコンビニなどの端末で受け取るコンビニ交付の交付通数が2023年度は最多の3189万通に達したと共同通信が報道[583]。
- 11月10日
  - 海上自衛隊の掃海艇「うくしま」が福岡県宗像市大島の北約2kmの沖合を航行中、9時40分ごろエンジンルームから火災[584]。33歳の男性機関員（3等海曹）が行方不明。翌11日0時50分ごろ転覆し鎮火、8時34分ごろ沈没[585]。
  - 下関市火の山ロープウェイが最終運行[586]。2027年3月をめどにパルスゴンドラに更新して再開。
- 11月11日
  - 第215回国会（特別会）が召集[587][588]。第50回衆院選後初の国会で、会期は4日間。
    - 第1次石破内閣が総辞職[589]。
    - 第80代衆議院議長に額賀福志郎、第69代衆議院副議長に玄葉光一郎が選出され就任[590]。
    - 第33代参議院議長に関口昌一が選出され就任[591]。
    - 衆参両院の本会議で内閣総理大臣指名選挙。衆議院では石破茂が221票、野田佳彦が151票などで、過半数の233票以上を得た者がなく、決選投票が行われ、石破221票、野田160票、無効84票[592]。参議院では石破が142票で過半数を獲得[593]。両院ともに石破を指名、内閣総理大臣に選出[594][595][596]。決選投票となるのは戦後5回目。社会党の村山富市が海部俊樹との決選投票で首相に選出された1994年以来で30年ぶり[597]。衆院で過半数を割る得票数で首相に就任するのは1979年の大平正芳以来で45年ぶり[598]。

  - 石破茂が第103代内閣総理大臣に就任し、第2次石破内閣が発足[599][600]。法務大臣に鈴木馨祐、農林水産大臣に江藤拓、国土交通大臣[注 16]に中野洋昌。他の閣僚は第1次内閣から再任[601]。
  - 中国電力は、島根原子力発電所2号機について、12月7日に原子炉を起動すると発表。再稼働は約13年ぶり[602]。
- 11月12日
  - 7月の東京都知事選挙で次点となった広島県安芸高田市の元市長の石丸伸二が、YouTubeで2025年東京都議会議員選挙に向け地域政党を結成する意向を表明。擁立する候補者を募る考えで、12月に詳細を発表[603]。
  - 大阪市長の横山英幸は、市内全域の公道や公有地で路上喫煙を禁止する改正条例を2025年1月27日から施行すると表明[604]。
  - 最高裁第3小法廷は、養子縁組前に生まれた子どもが代襲相続できるかが争われた訴訟の上告審判決で、二審判決を破棄し、代襲相続はできないとする初判断。原告側が逆転敗訴[605]。
- 11月13日
  - 政府は副大臣と政務官の人事を閣議決定。政治資金収支報告書に不記載のあった議員の起用はなし。副大臣は自民党から23人、公明党から3人。女性は1人。政務官は自民党から25人、公明党から3人。女性は5人[606]。
  - 立憲民主党は130万円の壁の対策として、社会保険料の支払いによる減収分を給付で補う「就労支援給付制度」を創設する法案を衆議院に提出[607]。
  - 和歌山地裁は、2023年4月に和歌山市で演説していた当時の内閣総理大臣の岸田文雄に向けて手製の爆発物が投げ込まれ、観客が負傷した事件で、傷害などの罪で起訴された男の裁判員裁判を、2025年2月4日初公判、19日判決の日程で行うと決定[608]。
- 11月14日
  - 福井県の関西電力高浜原子力発電所1号機が、国内で初めて運転開始から50年。国内で運転中の原発で最古[609]。
  - 環境省の公表資料によると、熱中症警戒アラートの発表回数は4月24日～10月23日の運用期間中、過去最多の延べ1722回だったと共同通信が報道[610]。
- 11月15日
  - 崇仁親王妃百合子が老衰のため薨去[611][612]。享年101。明治以降の皇族で最高齢[613]。
  - 米IT大手セールスフォースのシステムに障害が起き、サービスを利用する日本の自治体の災害情報システムに一時不具合[614]。
- 11月17日
  - 2024年日本維新の会代表選挙が告示。吉村洋文、金村龍那、空本誠喜、松沢成文が立候補[615]。
  - 2024年兵庫県知事選挙[616]。元職の斎藤元彦が再選[617]。総務省によると、戦後、不信任決議が可決され出直し選挙で再選した知事は、2002年の長野県知事選の田中康夫以来2人目[618]。
- 11月18日
  - 福島地裁郡山支部は収賄や官製談合防止法違反などの罪で前石川町長に懲役2年6月、執行猶予5年、追徴金約42万円の有罪判決[619]。
  - 自民党の衆議院議員の田畑裕明（富山1区）は、支援企業の従業員を無断で党員に登録し、企業献金を党費に充てていたとする疑惑をチューリップテレビに報じられたことを受け、記者会見で、疑惑について調査中とした上で、不適切な登録は100人前後と説明。自身の関与は否定[620]。
- 11月19日
  - 大阪維新の会代表選挙。現職で大阪府知事の吉村洋文が豊中市議の中野宏基に勝利し再選[621]。
  - 岐阜地裁は加重収賄などの罪で前池田町長に懲役2年6月、執行猶予4年、追徴金100万円の有罪判決[622]。
- 11月20日
  - 東京国際通り振興会が発足式。東京都台東区の国際通りに連なる4つの商店街が結成。長さは約3キロ。日本一とされる大阪市の天神橋筋商店街の約2.6キロを超える[623]。
  - 自民・公明両党と国民民主党は、いわゆる「年収103万円の壁」の見直しやガソリン減税につながる内容などを盛り込んだ新たな経済対策の修正案で合意[624]。
  - 4月の衆院東京15区補選を巡る選挙妨害事件で、政治団体・つばさの党の代表の男らに対し東京地裁で初公判。代表らは起訴事実を否認し無罪を主張[625]。
- 11月21日
  - 立憲民主党・日本維新の会・国民民主党の政策責任者が会談。立憲は自党が取りまとめた緊急経済対策への協力を要請。国民民主党が主張する「103万円の壁」やトリガー条項の撤廃についても意見交換[626]。
  - 生保最大手の日本生命は2025年以降に契約する保険の利回りを引き上げると発表。40年ぶり[627]。
- 11月22日
  - 原子力発電環境整備機構（NUMO）は、北海道の寿都町と神恵内村で行った、いわゆる「核のごみ」の最終処分場建設に向けた文献調査について、次の段階の調査の候補地を示した報告書を道と両町村に提出し[628]公表[629]。
  - 「国民の安心・安全と持続的な成長に向けた総合経済対策」が閣議決定[630][631]。
  - 文化審議会は、北海道札幌市のランドマークであるさっぽろテレビ塔や、商売繁盛の神様「えべっさん」の総本社として知られる兵庫県西宮市の西宮神社の本殿など24都道府県の建造物129件を登録有形文化財にするよう文部科学大臣に答申[632]。
  - 農林水産省が2024年度の第3回輸入米入札を実施。事業者への売り渡し価格は制度が始まった1995年以降で最高値[633]。
  - 元日の能登半島地震で災害関連死が235人となり、地震による直接死227人を上回った[634][635]。
  - 兵庫県知事の斎藤元彦への内部告発を調査する県議会調査特別委員会（百条委員会）は、秘密会で実施した10月24、25日の証人尋問の映像を公開。知事選に影響する可能性から特例的に秘密会としたが批判を受けた[636]。
  - 総務省は、全国の自治体が2023年度に受け付けた移住相談が40万8435件だったと発表。前年度より約3万8千件多く、調査を開始した15年度以降、最多を更新[637]。
- 11月23日 - イクラの急激な値上がりが続き、北海道産（しょうゆ味）の卸値はこの月中旬時点で1キログラム当たり1万1500～1万3000円で前年同期に比べ8割高と日経新聞が報道。バブル景気で消費が好調だった1980年代後半以来の高値[638]。
- 11月25日
  - 2019年4月、東京・池袋で乗用車が暴走し11人が死傷した事故で、危険運転致死などの罪で禁錮5年の実刑判決を受け服役していた男が10月に死亡していたことが判明。享年93[639]。
  - 洋上風力発電をめぐる汚職事件で受託収賄などの罪に問われている元衆議院議員の秋本真利に対し東京地裁で初公判。秋本は「賄賂にはあたらない」と述べ無罪を主張[640]。
  - 日本百貨店協会は全国のデパートの10月の売り上げが4477億円あまりで、既存店どうしで比べると前年同月より0.7％減少したと発表。前年を下回るのは2年8か月ぶり[641]。
- 11月26日
  - 北海道札幌市の繁華街・すすきのの雑居ビル内のガールズバーで爆発、炎上。50分後にほぼ消火。男女4人が全身をやけどするなどして救急搬送[642]。12月20日、搬送時に重体だった40代の男が死亡。道警はこの男が放火した可能性が高いとして書類送検する方針[643]。
  - 自民党・公明党・立憲民主党・国民民主党・日本維新の会・日本共産党・れいわ新選組の代表者が、政治資金規正法の再改正に向け初協議。報道陣に全面公開[644]。
- 11月28日
  - 第216回国会（臨時会）が召集[645]。
  - 読売新聞社が国内の上場企業333銘柄で構成する独自の株価指数「読売株価指数（読売333）」を2025年3月に創設すると発表[646][647][648]。
- 11月29日 - 日本テレビ放送網をキー局とするNNNとNNS（日本テレビネットワーク協議会）の基幹局の讀賣テレビ放送（ytv）・中京テレビ放送（CTV）・福岡放送（FBS）・札幌テレビ放送（STV）は、共同で認定放送持株会社、読売中京FSホールディングス（FYCS（フィックス）ホールディングス）を設立すると発表。2025年4月に発足[649]。
- 11月30日
  - 立山黒部アルペンルートを走るトロリーバスがラストラン[650][651]。
  - 中国に入国する日本人に対する短期滞在ビザ（査証）の免除措置が再開[652][653][654]。

### 12月
- 12月1日
  - 2024年日本維新の会代表選挙。新代表に大阪府知事の吉村洋文を選出[655][656][657]。
  - 2019年に閉鎖された大阪府大阪市西成区萩之茶屋のあいりん労働福祉センターの建物解体に向け、大阪地方裁判所が強制執行に着手、野宿者を排除。占拠者の立ち退きを求め大阪府が同地裁に提訴し、野宿者側による最高裁判所への上告が棄却、府の勝訴が確定していた。
  - 天童市長選挙。新人の新関茂が初当選[658][659][660]。
- 12月2日
  - 健康保険証の新規発行が停止され、マイナ保険証を基本とする仕組みに移行[661]。
  - 日本維新の会は、吉村洋文の新代表就任を受け国会内で両院議員総会を開き、共同代表に前原誠司、幹事長に岩谷良平、政務調査会長に青柳仁士、国会対策委員長に漆間譲司、総務会長に阿部司を起用する新たな幹部人事を決定[662]。
  - 茨城県で、救急車で搬送された人のうち、緊急性が認められない場合、一部の大病院で選定療養費を徴収する制度が開始[663][664]。
- 12月3日 - 秋篠宮皇嗣と同妃がトルコを訪問。8日に帰国[665]。
- 12月4日
  - 国民民主党は、女性との不適切な関係が報道された代表の玉木雄一郎に対し、役職停止3ヶ月（2025年3月3日まで）の処分を決定。処分期間中は代表代行の古川元久が代表の職務を執行[666][667]。
  - 立憲民主党、日本維新の会、国民民主党、日本共産党、参政党、日本保守党、社会民主党が、政策活動費の廃止を盛り込んだ政治資金規正法の改正案を衆議院に共同で提出。れいわ新選組と有志の会は不参加[668]。
- 12月5日
  - （現地時間4日）パラグアイで開かれているユネスコ無形文化遺産保護条約第19回政府間委員会で、日本が提案した「伝統的酒造り」の代表一覧表記載について審議され、記載すると決議[669]。無形文化遺産への登録が決定[670]。
  - 公明党元代表の山口那津男が2025年夏の参議院選挙で、東京選挙区から立候補しないことを表明[671]。
- 12月6日
  - 自民・公明両党と国民民主党による税制協議で、年収103万円の壁の見直しに関連し、特定扶養控除の年収要件も103万円から引き上げることで合意[672]。
  - 国民民主党は、トリガー条項の凍結解除などを盛り込んだ法案を衆議院に提出[673]。
- 12月7日 - 中国電力の島根原子力発電所2号機が再稼働。東日本大震災後の2012年1月に停止して以来の再稼働となる。翌年1月10日には営業運転を開始[674]。
- 12月8日
  - 大阪維新の会は、女性から性的関係を巡って損害賠償を求める訴訟を起こされ、解決金を支払うことで和解した岸和田市長の永野耕平に対する離党勧告処分を決定し、離党届を受理[675]。
  - 板橋区の踏切で前年12月2日から3日にかけて従業員を自殺に見せかけて殺害したとして塗装会社社長ら4人を逮捕[676][677]。
- 12月9日
  - 政府が2024年度一般会計の補正予算案を国会に提出。低所得世帯向けの給付金や相次ぐ災害に見舞われた能登半島の復興など、歳出（支出）総額は13兆9433億円[678]。
- 12月11日
  - 与野党各党が提出した政治資金規正法の改正案9本が衆議院の特別委員会で審議入り[679]。
  - 自民党、公明党、国民民主党の幹事長会談で、「103万円の壁」を178万円を目指して2025年度から引き上げることや、ガソリンの暫定税率を廃止することで合意。これを受けて国民民主党は補正予算案に賛成する考えを表明[680]。
  - 立憲民主党は衆議院予算委員会理事会で補正予算案の修正案を単独で提出。政府案のうち緊急性が低く過大と判断した基金への支出1兆3600億円分の減額を要求。能登半島の復旧・復興へ1000億円の増額を盛り込んだ[681]。自民党と立憲民主党の国対委員長は、立憲民主党の案を一部反映した修正案を自民党が提出することで合意[682][683]。
  - 秋篠宮悠仁親王が筑波大学に推薦合格する。
- 12月12日
  - 紀州のドン・ファン事件：2018年5月24日に和歌山県田辺市在住の77歳の資産家が死亡した事件で、和歌山地方裁判所は殺人容疑で逮捕されていた被害者の元妻に無罪判決を言い渡し[684]。
  - （地方議会）職員へのパワハラなどの疑惑が浮上していた長野県宮田村長の小田切康彦が村議会議長に辞表を提出し、議長は受理[685]。
  - （地方議会）群馬県渋川市長の高木勉が特定の市議の税などに関する情報を外部に伝えた問題で、市議会は高木に対する辞職勧告決議案を全会一致で可決[686]。
- 12月13日 - 日本における同性結婚：同性婚を認めないのは憲法が保障する婚姻の自由などに違反するとして同性カップルらが国を訴えた裁判で、福岡高等裁判所は、憲法13条に違反すると判断。13条違反の判断は全国初[687]。
- 12月14日 - 午後8時半前、北九州市小倉南区の「マクドナルド322徳力店」で中学3年の男女2人が男に刃物のようなもので刺され、女子生徒が死亡[688]。19日、福岡県警は近所に住む40代の男を男子生徒への殺人未遂容疑で逮捕[689]。
- 12月16日
  - 三菱UFJ銀行の行員が支店の貸金庫から十数億円相当の金品を盗んでいたことをめぐり、頭取の半沢淳一らが記者会見で陳謝。行員は11月に解雇[690]。
  - 自民党と立憲民主党の国対委員長は、自民が野党7党が提出した政治資金規正法の改正案に賛成し、「公開方法工夫支出」の新設を撤回することで合意。政治団体の政治資金を監査する第三者機関の設置に関して、国民民主党と公明党が提出した法案に両党が賛成する。立憲民主党が提出した企業・団体献金禁止法案については、2025年3月末までに結論を得ると申し合わせ[691]。
  - 日本経済団体連合会（経団連）は、2025年5月に任期満了となる会長の十倉雅和（住友化学会長）の後任に、副会長で日本生命保険会長の筒井義信を起用する方針を固めたことが判明[692]。
  - 兵庫県知事の斎藤元彦の疑惑を調査していた県議会の百条委員会の委員長が、SNSで虚偽の内容を投稿され名誉を傷つけられたとして、NHKから国民を守る党党首の立花孝志を刑事告訴した問題で、兵庫県警が近く立花を任意で事情聴取すると判明[693]。
- 12月17日
  - 参院本会議で2024年度補正予算案が、自民党、公明党に加え、日本維新の会、国民民主党などの賛成多数で可決、成立[694]。
- 12月17日
  - 衆院本会議で野党7党が提出した政治資金規正法の改正案など政治改革関連3法案が、自民党、公明党、立憲民主党、日本維新の会などの賛成多数で可決、衆議院を通過[695]。
  - 衆議院政治倫理審査会に、自民党旧安倍派に所属していた議員4人が出席し裏金問題を審査。19日までに15人が出席[696][697]。
- 12月18日
  - ホンダと日産自動車が経営統合に向けた協議に入ることが判明。持株会社を設立し、傘下に両社がぶら下がるかたちで調整。将来的に日産が筆頭株主である三菱自動車が合流することも視野。3社の統合が実現すれば、販売台数が800万台を超えて現代自動車グループを抜き、首位のトヨタ自動車や2位のフォルクスワーゲンに次ぐ世界第3位の自動車グループが誕生[698]。
  - 参議院政治倫理審査会に、自民党旧安倍派に所属していた議員4人が出席し裏金問題を審査[699]。
- 12月20日
  - 国会議員に毎月100万円支給される調査研究広報滞在費（旧文書通信交通滞在費）について使途の公開や未使用分の国庫返納を義務づける歳費法の改正案が参院本会議で全会一致で可決、成立[700]。公開の範囲や方法、頻度や、人件費や出張経費など使い道として認められる細目など具体策は先送り[701]。
  - 岸和田市議会が市長の永野耕平に対する不信任決議案を賛成20票、反対4票で可決[702]。
  - 沖縄県が設立したワシントン駐在事務所の運営手続きに問題があるとして、沖縄県議会は百条委員会の設置を賛成多数で可決[703]。
- 12月21日 - 自民党の前衆議院議員の甘利明が次期衆院総選挙に立候補しない意向を表明[704]。
- 12月23日
  - 日産自動車とホンダは本格的な経営統合の協議に入ったことを正式に発表。両社を傘下に置く持株会社を2026年8月に発足させることを目指す。三菱自動車については2025年初めをメドに持株会社に合流するか結論を出すと表明[705]。
  - 立憲民主党、日本維新の会、国民民主党は、公立の小中学校を対象に給食を無償化する法案を共同で衆院に提出[706]。
  - 守口市議会の百条委員会が、市の補助金が増額された経緯に不適切な点があったとする報告書をまとめたことを受け、市議会は市長の瀬野憲一と副市長に対する辞職勧告決議案を賛成多数で可決[707]。
- 12月24日
  - 第216回国会が会期末[708]。参院本会議で、政治資金規正法改正案など政治改革関連3法案が与野党の賛成多数で可決され成立[709]。
  - 日本テレビ系列（NNN）の讀賣テレビ放送、中京テレビ放送、福岡放送、札幌テレビ放送の臨時の株主総会で持株会社読売中京FSホールディングスの設立と経営統合を承認[710][711][712]。
- 12月25日
  - 兵庫県知事の斎藤元彦がパワハラの疑いなどで告発された問題をめぐり、県議会の百条委員会で最後の証人尋問。斎藤は告発文書への対応は適切だったと認識を示した[713]。
  - 東京都議会の自由民主党会派が開催した政治資金パーティーの収入を一部の都議が「中抜き」していた疑いがある問題で、政治資金収支報告書に記載されていない収入額が過去5年間で3千万円前後に上ることが判明[714]。
  - NTT東日本・NTT西日本がPSTNとISDNを廃止しIP網へ完全に移行したと発表[715]。
- 12月26日
  - 政府は第217回国会（常会）を2025年1月24日に召集する方針を固め、自民党に伝達[716]。
  - 福島県警は、選挙区内の有権者に現金を配ったとして前衆議院議員の亀岡偉民を公職選挙法違反（寄付の禁止）容疑で書類送検[717]。
  - 関西青酸連続死事件で夫や内縁関係にあった男性らに青酸化合物を飲ませ3人を殺害したなどとして死刑が確定し大阪拘置所に収容されていた女が病院に搬送され、死亡が確認される。病死とみられる。享年78[718]。
  - 日本航空（JAL）と三菱UFJ銀行が大量のデータ送付によるサイバー攻撃を受け、システム障害が発生するなど利用者へ影響。JALから被害相談を受けた警視庁は、電子計算機損壊等業務妨害容疑を視野に通信記録を解析し発信元の特定を進める[719]。
- 12月27日
  - 政府は2025年度予算案を閣議決定。一般会計の総額はおよそ115兆5000億円で当初予算としては過去最大。財源の4分の1を国債に頼る厳しい財政状況が続く[720][721]。
  - 台湾積体電路製造（TSMC）は熊本県菊池郡菊陽町のJASMの半導体工場、熊本第1工場で月内に量産を開始したと発表[722]。
  - 自民党は一連の裏金問題のけじめとして、政治資金収支報告書の不記載分に相当する約7億円に一定額を上乗せした8億円を中央共同募金会に寄付[723]。
- 12月29日
  - NTTは、旧日本電信電話公社（電電公社）の民営化から40年を迎える2025年の春までに「日本電信電話」に代わる新社名を固め、6月の定時株主総会で決議する方向で調整していると判明。4月に成立した改正NTT法で社名変更が可能になっており、業務の国際化にも対応[724]。
  - 世界最高齢とされた糸岡富子が死去[725][726]。林おかぎが国内最高齢に[727][728]。
- 12月31日 - 日本の国際連合安全保障理事会非常任理事国の任期が終了。前年1月1日からの2年間[729]。

## 周年
- 1月7日  - 日本・パナマ外交関係樹立120周年[730]。
  - 清浦内閣発足から100年[731]。
- 1月10日 - NHK教育開局65周年。
- 1月12日 - 桜島の大正大噴火発生から110年[732]。
- 1月15日

  - 警視庁創立150周年。
- 1月18日 - 東京都営バス運行開始100周年。
- 1月26日 - モンチッチ誕生50周年。
- 1月31日
  - 茨城女子大生殺害事件発生から20年。
  - 毎日新聞社長監禁事件発生から20年。
- 2月1日
- 2月1日　テレビ朝日開局65周年。
- 2月6日 - 日本・スイス国交樹立160周年[733]。
- 3月1日　ー アメリカの水爆実験（ブラボー実験）による第五福竜丸乗組員などの被爆から70年[734]。
- 3月13日 - 九州新幹線開業20周年。
- 3月16日 - 最初の国立公園指定90周年。瀬戸内海、雲仙、霧島の3カ所。
- 3月31日 - 日米和親条約締結から180年。
- 3月 - インパール作戦開始から80年[735][736]。

  - 日本のIMF8条国移行60周年[737]。
  - 成田国際空港株式会社創立20周年。
- 4月7日 - イラク日本人人質事件発生から20年。
- 4月11日 - 迎賓館赤坂離宮開館50周年[738]。
- 4月13日
  - 日・ボリビア外交関係樹立110周年[739]。
- 4月20日
- 4月26日 - 中華航空140便墜落事故から30年[740]。
- 4月28日 - 経済協力開発機構（OECD）加盟60周年[741]。
- 5月21日 - 裁判員制度施行15周年。
- 5月31日 - 更生保護制度の原点となる犯罪者予防更生法施行から75周年[742]。
- 6月11日 - 加藤高明内閣発足から100年[731]。
- 6月27日 - 松本サリン事件から30年。
- 6月29日 - 富山丸沈没から80年[743]。
- 7月1日
  - 自衛隊発足70周年。
  - 政府が憲法解釈を変更し集団的自衛権の行使容認を閣議決定してから10年。
  - 日本でメートル法採用から100年。
- 7月13日 - 平成16年7月新潟・福島豪雨発生から20年。
- 7月18日 - 京都アニメーション放火殺人事件から5年。
- 7月22日 - 全国初の国営公園である国営武蔵丘陵森林公園開園50周年[744]。
- 8月1日
  - 阪神甲子園球場開場100周年。
- 8月6日 - 日本・トルコ外交関係樹立100周年[745]。
- 8月20日 - 平成26年8月豪雨による広島市の土砂災害から10年。
- 8月22日 - 対馬丸撃沈から80年[746]。
- 9月4日
- 9月13日 - 日本赤軍によるオランダ・ハーグのフランス大使館占拠（ハーグ事件）から50年。
- 9月26日 - 洞爺丸事故から70年。
- 9月27日 - 御嶽山噴火から10年。
- 10月1日
  - 東海道新幹線開業60周年[747]。
- 10月5日
  - 元寇750周年。
  - 廿日市女子高生殺害事件から20年。
- 10月6日 - 日本の政府開発援助（ODA）開始70周年[748][749]。
- 10月10日
  - 1964年東京オリンピック開幕から60周年。
  - 十・十空襲から80年。
- 10月15日 - 水俣病関西訴訟の最高裁判決から20年[750]。
- 10月20日 - 平成16年台風第23号上陸から20年[751]。
- 10月23日 - 新潟県中越地震発生から20年。
- 10月25日 -  コアラ来日40年。
- 10月26日 - 桶川ストーカー殺人事件発生から25年。
- 10月29日
- 11月1日
- 11月2日
  - 日本・パラオ国交樹立30周年[752][753]。
- 11月3日 - 東宝の怪獣映画『ゴジラ』第1作公開70周年。
- 11月15日 - JR吉備線開業120周年。
- 11月17日
  - 公明党成立60周年。
  - 奈良小1女児殺害事件発生から20年。

- 4月26日 - 五反田JPビルディングがグランドオープン[754]。
- 4月30日 広島スカイレールがこの日限りで運行を終了。スカイレールに代わる電気バス（EVバス）の運行開始が延期されたのに伴ってスカイレールの運行終了も延期されていた[755]。
- 4月30日 大手銀行5行は5月の住宅ローンの10年固定金利を引き上げると発表。変動金利は据え置き[756]。
- 5月1日
  - ビッグモーターの中古車販売事業などを承継した新会社「WECARS（ウィーカーズ）」が発足。伊藤忠商事が主導し、ビッグモーターの経営陣は関わらない[757]。
- 5月9日 ビューカードと東日本旅客鉄道（JR東日本）が、JR東日本グループブランドのデジタル金融サービス「JRE BANK」を開始[758][759]。
- 5月21日 - コンビニエンスストアと富士山を背景とした写真撮影の急増で、危険な状態や迷惑行為が頻発していた道路で安全対策工事が完了[760]。防護柵（バリカー）とメッシュ素材の幕（遮光ネット）を設置[761]。
- 5月22日 - 農林中央金庫は来年3月期の連結純損益が5000億円を超える赤字の見通しと発表。今年3月期の有価証券評価損は1兆7698億円。1.2兆円規模の資本増強を行う方針[762]。
- 6月1日 神戸須磨シーワールドが開業[763]。
- 6月3日 -  国土交通省は、5月末までに自動車メーカー5社から型式指定申請で不正行為があったと報告を受けたと発表[764]。

## 気象・地象・天災・天象 等
気象、地象、自然災害、天文現象など

### 気象
- 2024年の猛暑 (日本)

なお、気象庁は、夏から秋にかけてラニーニャ現象が発生する可能性が高まると予測していた。

### 自然災害
- 台風
  - 台風7号 - 8月16日、関東に最接近。4人が負傷[766]。
  - 台風10号 - 8月28日、奄美地方を除く鹿児島県に暴風特別警報、同県の多くの市町村に波浪特別警報、同県の3市1町に高潮特別警報。29日、同県に上陸、西日本を横断。8人が死亡、133人が負傷[767]。
- 大雨・洪水
  - 5月27日から - 四国などで大雨。2人が死亡、1人が負傷[768]。
  - 7月10日から - 西日本などで大雨。愛媛県で3人が死亡、広島県で1人が負傷[769]。
  - 7月24日 - 北海道で大雨。雨竜川が氾濫[770]。
  - 7月25日から - 東北で大雨。25日、山形県遊佐町・酒田市に大雨特別警報[771]。秋田県の子吉川[772]・山形県の日向川が氾濫[773]。26日、山形県酒田市（再発表）・庄内町・戸沢村・鮭川村・新庄市・舟形町に大雨特別警報[774][775]。同県の最上川中流[776]・鮭川が氾濫[777]。5人が死亡、5人が負傷[778]。（山形・秋田豪雨）
  - 9月20日から - 石川県で大雨。21日、同県珠洲市・輪島市・能登町に大雨特別警報[779][780]。15人が死亡、1人が行方不明、47人が負傷[781]。（能登半島豪雨）
  - 11月1日から - 西日本などで大雨。1人が行方不明。3人が負傷[782]。
  - 11月9日から - 鹿児島県与論島などで大雨。与論町に大雨特別警報。1人が救急搬送[783]。
- 地震・津波
  - 1月1日 - 午後4時10分、石川県能登地方を震源とするM7.6（暫定値）の地震が発生。同県志賀町香能・輪島市門前町走出で最大震度7を観測。同県能登で長周期地震動階級4を観測[784][785][786][注 17]。石川県・富山県・新潟県に津波警報を発令[788]。23分、能登地方に大津波警報を発令[789]。山形県・福井県・兵庫県北部沿岸に津波警報を発令。日本海（東海）沿岸の地域にあまねく津波注意報を発令[注 18][791]。午後8時30分までに大津波警報を解除[792]。翌2日、津波警報、津波注意報の順に解除。気象庁によると、輪島港で1.2 m以上、金沢で0.9 m、酒田・富山で0.8 mなどを観測[793]。気象庁機動調査班（JMA-MOT）が現地調査で推定した津波の高さは、新潟県上越市船見公園で4.8 m（遡上高）、石川県能登町白丸で4.7 m（痕跡高）、新潟県上越市直江津海水浴場で4.5 m（遡上高）など[794][注 19]。（能登半島地震）
  - 4月3日 - 午前8時53分、台湾付近を震源とするM7.7（暫定値；速報値の7.5から更新）の地震が発生。沖縄県与那国町で最大震度4を観測したほか、同県で震度3から1を観測。同県宮古島・与那国島・西表島で長周期地震動階級1を観測。午前9時1分、沖縄本島地方と宮古島・八重山地方に津波警報を発令。与那国町久部良で0.3 mを観測[795]。（花蓮地震）
  - 4月17日 - 午後11時14分、豊後水道の深さ39kmを震源とするM6.6（暫定値；速報値の6.4から更新）の地震が発生。愛媛県愛南町柏と高知県宿毛市桜町で最大震度6弱を観測したほか、中部地方から九州地方にかけて震度5強から1を観測。高知県西部で長周期地震動階級2を観測[796][797][798]。（豊後水道地震）
  - 8月8日 - 午後4時42分頃（43分に検知）、日向灘の深さ30kmを震源とするM7.1（暫定値）の地震が発生[799]。宮崎県日南市南郷町南町で最大震度6弱を観測。宮崎県南部山沿いで長周期地震動階級3を観測[800][801]。種子島・屋久島地方・鹿児島県東部・宮崎県・大分県豊後水道沿岸・愛媛県宇和海沿岸・高知県に津波注意報を発令[802][803][804]。宮崎港で0.5 m、日南市油津で0.4 mなどを観測[805]。気象庁は、南海トラフ地震との関連性について調査のため、評価検討会を開催[806][807]。検討の結果、南海トラフ地震の想定震源域では、大規模地震の発生可能性が平常時に比べて相対的に高まっていると考えられるとして、南海トラフ臨時情報（巨大地震注意）を発表[808][809]。（日向灘地震）
  - 9月24日 - 午前8時14分、鳥島近海の深さ約19kmを震源とするM5.8（暫定値；速報値の5.9から更新）の地震が発生[810][811]。20分、伊豆諸島・小笠原諸島（ボニン諸島）に津波注意報を発令。午前9時41分までに、八丈島八重根で0.5 m、神津島神津島港で0.2 mなどを観測[812]。（鳥島近海地震）
- 大雪（豪雪）
  - 1月23日-1月25日 - 強い冬型の気圧配置により、東日本から西日本にかけて大雪（豪雪）[813]。3人が死亡、7人が負傷[814]。
  - 2月5日 - 関東・甲信で大雪（豪雪）[815]。関東・甲信の全都県に大雪警報[816]。12人が負傷[817]。
  - 11月1日から12月31日までに雪の被害で、全国で5人が死亡、192人が負傷[818]。

### 天象など
- 5月10日 情報通信研究機構は、8日10時41分から10日午後3時54分までに、太陽面中央付近の2つの黒点群で太陽フレアの発生を複数回確認したと発表。これに伴いコロナガスが地球方向へ放出。10日夜以降に到来すると予測[819]。11日夜、北海道・能登半島・東北など日本の広い範囲でオーロラとみられる現象を観測[820]。
- 紫金山・アトラス彗星

## 政治

### 要職者
- 天皇：徳仁 (今上天皇：第126代) （なお、象徴天皇制であり、国政に関する権能を有さない[821]）

三権
内閣（行政）
- 内閣総理大臣：岸田文雄 (第101代、 - 10月1日、自由民主党)
  - 内閣官房長官 : 松野博一
  - 各大臣については第2次岸田第2次改造内閣 ( - 10月1日)を参照

- 石破茂 (第102代・第103代、10月1日 - 、自由民主党)
  - 内閣官房長官：林芳正
  - 各大臣については次を参照
    - 第1次石破内閣 (10月1日 - 11月11日)
      - 第2次石破内閣 (11月11日 - )

国会（立法）
- 衆議院議長：額賀福志郎
- 参議院議長：尾辻秀久 ( - 11月11日)、関口昌一 (11月11日 - )

裁判所（司法）
- 最高裁判所長官：戸倉三郎 ( - 8月10日)、今崎幸彦 (8月16日 - )
- 10月に2024年最高裁判所裁判官国民審査が投開票。対象となった6人全員が信任ではあったが、罷免を求める票の割合は6人全体で10.46%と、前回の21年審査の6.78%から大幅に上昇。近年は6〜9%台で推移しており、10%を超えるのは1990年審査の11.62%以来で、34年ぶり[822]。

### 国会

#### 会期
- 第213回国会 (常会：1月26日 - 6月23日)
- 第214回国会 (臨時会：10月1日 - 10月9日)
- 第215回国会 (特別会：11月11日 - 11月14日)
- 第216回国会 (臨時会：11月28日 - 12月24日)

#### 可決した法案
- 2月21日　- 参議院本会議で、令和六年能登半島地震災害の被災者に係る所得税法及び災害被害者に対する租税の減免、徴収猶予等に関する法律の臨時特例に関する法律案と地方税法の一部を改正する法律案が全会一致で可決、成立。即日公布、施行[823][824]。被災者に所得税等の税制上の特別措置[825]。
- 4月12日 - 参議院本会議で、地域再生法の一部を改正する法律案、国際通貨基金及び国際復興開発銀行への加盟に伴う措置に関する法律の一部を改正する法律案、総合法律支援法の一部を改正する法律案、地域における生物の多様性の増進のための活動の促進等に関する法律案が可決、成立[826][827][828][829]。
- 4月17日  - 参議院本会議で、日本電信電話株式会社等に関する法律の一部を改正する法律案、生活困窮者自立支援法等の一部を改正する法律案が可決、成立[830][831]。
- 5月10日
  - （法案可決）参議院本会議で、重要経済安保情報の保護及び活用に関する法律案が可決、成立[832]。
  - 参議院本会議で、特定電気通信役務提供者の損害賠償責任の制限及び発信者情報の開示に関する法律の一部を改正する法律案が可決、成立[833][834]。
- 5月17日
  - 参議院本会議で、道路交通法の一部を改正する法律案が全会一致で可決、成立[835][836]。
  - 参議院本会議で、放送法の一部を改正する法律案が可決、成立[837][838]。
  - 参議院本会議で、民法等の一部を改正する法律案が可決、成立[839][840]。
  - 参議院本会議で、脱炭素成長型経済構造への円滑な移行のための低炭素水素等の供給及び利用の促進に関する法律案及び二酸化炭素の貯留事業に関する法律案が可決、成立[841][842]。
- 5月29日
  - 参議院本会議で、食料・農業・農村基本法の一部を改正する法律案が可決、成立[843]。
- 6月5日
  - 参議院本会議で、子ども・子育て支援法等の一部を改正する法律案が可決、成立[844]。
- 6月7日
  - 参議院本会議で、学校教育法の一部を改正する法律案が全会一致で可決、成立[845]。
  - 参議院本会議で、銃砲刀剣類所持等取締法の一部を改正する法律案が全会一致で可決、成立[846]。
  - 参議院本会議で、建設業法及び公共工事の入札及び契約の適正化の促進に関する法律の一部を改正する法律案が可決、成立[847]。
  - 参議院本会議で、事業性融資の推進等に関する法律案が可決、成立[848]。
  - 参議院本会議で、再生医療等の安全性の確保等に関する法律及び臨床研究法の一部を改正する法律案が可決、成立[849]。
- 6月12日
  - 参議院本会議で、公共工事の品質確保の促進に関する法律等の一部を改正する法律案が可決、成立[850]。
  - 参議院本会議で、スマートフォンにおいて利用される特定ソフトウェアに係る競争の促進に関する法律案が可決、成立[851]。
  - 参議院本会議で、地球温暖化対策の推進に関する法律の一部を改正する法律案が可決、成立[852]。
  - 参議院本会議で、ハンセン病元患者家族に対する補償金の支給等に関する法律の一部を改正する法律案が全会一致で可決、成立[853]。
- 6月14日 -  参議院本会議で、出入国管理及び難民認定法及び外国人の技能実習の適正な実施及び技能実習生の保護に関する法律の一部を改正する法律案が可決、成立[854]。
  - 参議院本会議で、食料供給困難事態対策法案が可決、成立[855]。
- 6月19日
  - 参議院本会議で、地方自治法の一部を改正する法律案が可決、成立[856]。
  - 参議院本会議で、漁業法及び特定水産動植物等の国内流通の適正化等に関する法律の一部を改正する法律案が可決、成立[857]。
  - 参議院本会議で、消費生活用製品安全法等の一部を改正する法律案が可決、成立[858]。
  - 参議院本会議で、学校設置者等及び民間教育保育等事業者による児童対象性暴力等の防止等のための措置に関する法律案が全会一致で可決、成立[859]。
  - 参議院本会議で、子どもの貧困対策の推進に関する法律の一部を改正する法律案が可決、成立[860]。
  - 参議院本会議で、政治資金規正法の一部を改正する法律案が可決、成立[861][862]。
- 10月8日
  - 参議院本会議で、旧優生保護法に基づく優生手術等を受けた者等に対する補償金等の支給等に関する法律案が全会一致で可決、成立[863]。
  - 参議院本会議で、旧優生保護法に基づく優生手術等の被害者に対する謝罪とその被害の回復に関する決議案[864]が全会一致で可決[865][866]。
- 12月17日 -  衆院本会議で野党7党が提出した政治資金規正法の改正案など政治改革関連3法案が、自民党、公明党、立憲民主党、日本維新の会などの賛成多数で可決、衆議院を通過[695]。

#### 可決した予算
- 3月2日 - 衆議院本会議で、令和6年度一般会計予算・特別会計予算・政府関係機関予算が可決[867]。
- 3月28日 - 参議院本会議で、令和6年度一般会計予算・特別会計予算・政府関係機関予算が可決、成立[868]。
- 12月12日 - 衆院本会議で2024年度補正予算案が、自民党、公明党に加え、日本維新の会、国民民主党などの賛成多数で可決、衆議院を通過[869]。
- 12月17日 - 参院本会議で2024年度補正予算案が、自民党、公明党に加え、日本維新の会、国民民主党などの賛成多数で可決、成立[694]。

### 選挙

#### 国政選挙
- 2024年日本の補欠選挙
  - 4月28日
    - 衆議院島根県第1区
    - 衆議院長崎県第3区
    - 衆議院東京都第15区

  - 10月27日
    - 参議院岩手県選挙区

  - 10月27日 - 第50回衆議院議員総選挙

選挙結果
- 1月18日 -  参議院議員・室井邦彦の死去に伴う選挙会が開催され、藤巻健史（日本維新の会）の繰り上げ当選が決定[870]。翌19日、当選証書を交付。
- 4月16日
  - 衆議院長崎県第3区補欠選挙に立候補した衆議院議員の山田勝彦（比例九州ブロック）と、衆議院東京都第15区補欠選挙に立候補した参議院議員の須藤元気（比例区）が自動失職[871][872]。24日、2021年衆議院議員総選挙の選挙会が開催され、比例九州ブロックの立憲民主党の候補者から川内博史の繰り上げ当選が決定[873]。25日、2019年参議院議員通常選挙の選挙会が開催され、立憲民主党の候補者から市井紗耶香の繰り上げ当選が決定[874]。翌26日、市井は「政治活動を再開する予定はない」として議員辞職[875]。5月10日、選挙会が開催され、奥村政佳の繰り上げ当選が決定[876]。
- 4月28日
  - 衆議院補欠選挙[877]。3選挙区とも、立憲民主党の公認候補者が当選。自由民主党は公認候補者を出さなかった「不戦敗」の2選挙区を含め全敗[878]。
    - 東京都第15区は過去最多の9人による争いの末、立憲民主党の新人・酒井菜摘が初当選[879]。
    - 唯一、自由民主党が候補者を出し「与野党対決」となった島根県第1区は立憲民主党の元議員・亀井亜紀子が、自民党の新人を抑え、2回目の当選。1996年に衆議院選挙に小選挙区制が導入されてから、島根県では全国で唯一、自民党が選挙区の議席を独占していたが、今回初めて議席を失う[880]
    - 長崎県第3区は立憲民主党の前議員・山田勝彦が、日本維新の会の新人を大差で破って2回目の当選[881]。
- 9月17日 第49回衆議院議員総選挙の比例北海道ブロックの選挙会で、自由民主党の髙橋祐介の繰り上げ当選が決定[882]。
- 10月27日
  - 第50回衆議院議員総選挙が投開票。自由民主党が191議席、公明党が24議席。連立与党の合計は215議席で、過半数の233議席を下回り敗北。野党は、立憲民主党が選挙前から大幅に増やし148議席。日本維新の会は6議席減。国民民主党は4倍、れいわ新選組は3倍に、それぞれ議席増。日本共産党は2議席減。社会民主党は1議席を死守。参政党は2議席増。政治団体・日本保守党は3議席を獲得し初めて議席を確保[883]、比例の得票率が2%に達し、政治資金規正法、公職選挙法、政党助成法上の政党要件を得た[884][885][886]。
  - 参議院岩手県選挙区補欠選挙[887]。立憲民主党元職の木戸口英司が2選[888][889]。

#### 地方選挙
- 2月4日 - 2024年京都市長選挙
- 3月24日 - 2024年熊本県知事選挙
- 5月26日 - 2024年静岡県知事選挙
- 7月7日
  - 2024年東京都知事選挙
  - 2024年鹿児島県知事選挙
- 10月27日
  - 2024年富山県知事選挙
  - 2024年岡山県知事選挙
- 11月17日
  - 2024年栃木県知事選挙
  - 2024年兵庫県知事選挙

（関連事象）
- 8月25日 - 膵臓の腫瘍で闘病している富山県氷見市長の林正之が入院治療のため10月末を目処に退任する意向を表明[890]。
- 4月15日 - 熊本県知事の蒲島郁夫が任期満了により退任[891][892]。

選挙結果
- 1月21日
  - 大津市長選挙が投開票され、現職の佐藤健司が再選[893]。
  - 八王子市長選挙が投開票され、新人の初宿和夫が初当選[894]。
- 1月28日 府中市長選挙が投開票され、現職の高野律雄が4選[895]。
- 2月4日
  - 前橋市長選挙が投開票され、新人の小川晶が初当選[896]。
  - 京都市長選挙が投開票され、新人の松井孝治が初当選[897]。
- 3月17日 - 松本市長選挙で、現職の臥雲義尚が再選[898]。
- 3月24日 - 熊本県知事選挙が投開票され、新人の木村敬が初当選[899][900]。
- 4月7日 - 徳島市長選挙が投開票され、元職の遠藤彰良が2回目の当選[901][902][903]。
- 4月14日 - 岐南町長選挙が投開票され、新人の後藤友紀が初当選[904]。
- 4月16日 - 扶桑町長選挙告示。現職の鯖瀬武のほかに立候補の届け出がなかったため、無投票で再選[905]。
- 4月22日
  - 目黒区長選挙が投開票され、現職の青木英二が6選[906]。
  - 大東市長選挙が投開票され、新人の逢坂伸子が初当選[907]。
- 4月25日 -  女性問題が報じられ、自由民主党を離党した宮沢博行衆院議員が議員辞職[908]。5月10日、選挙会が開催され、森由起子の繰り上げ当選が決定[909]。
- 5月19日
  - 小田原市長選挙が投開票され、前職の加藤憲一が返り咲き[910]。
  - 香芝市長選挙が投開票され、新人の三橋和史が初当選[911]。
- 5月26日
  - 静岡県知事選挙。新人の鈴木康友が初当選[912][913][914]。
  - 府中町長選挙。新人の寺尾光司が初当選[915]。
- 6月2日 -  港区長選挙。新人の清家愛が、自民・公明両党が推薦した現職を破り初当選[916][917]。
- 6月9日
  - 鹿沼市長選挙。新人の松井正一が初当選[918]。
  - 職員に対するハラスメント行為が明らかになり町長が辞職したことに伴う愛知県東郷町・岐阜県池田町の町長選挙。東郷町長には石橋直季、池田町長には竹中誉が初当選[919][920]。
- 6月16日
  - 沖縄県議会議員選挙[921]。玉城デニー知事を支える県政与党（立民、共産、社大、社民など）は過半数割れ。自民党は派閥の政治資金の裏金問題などの不祥事があったが候補者が全員当選して改選前議席を上回った[922]。公明党・沖縄社会大衆党も候補者が全員当選。
- 6月23日 湯河原町長選挙。新人の内藤喜文が初当選[923][924]。
- 6月30日
  - 河内長野市長選挙が告示され、新人の西野修平が無投票で初当選[925][926]。
  - うきは市長選挙。新人の権藤英樹が初当選[927][928]。
- 7月7日
  - 東京都知事選挙[929]。現職の小池百合子が3選[930]。投票率は60.62%[931]。小池への批判票は分散。
  - 東京都議会議員補欠選挙[932][933]。江東区、品川区、中野区、北区、板橋区、足立区、八王子市、府中市、南多摩（多摩市・稲城市）の9選挙区で行われ、このうち8選挙区に候補者を擁立した自由民主党は2勝6敗に終わり、欠員前勢力を割り込んだうえ、目標としていた4議席以上の獲得にも及ばず大敗[934][935]。知事の小池百合子が特別顧問を務める地域政党「都民ファーストの会」は候補者を擁立した4選挙区のうち、3議席を獲得。立憲民主党は1議席を確保。諸派（新時代の八王子）1人、無所属2人が当選[936]。日本共産党、日本維新の会は議席を獲得できなかった[937][938]。
  - 鹿児島県知事選挙[939]。現職の塩田康一が再選[940]。
  - 安芸高田市長選挙[941]。元郵便局長で無所属の藤本悦志が新人4人の争いを制し初当選[942]。
  - 鳩山町長選挙。新人の小川知也が初当選[943]。
  - 綾瀬市長選挙。新人の橘川佳彦が初当選[944]。
- 7月21日
  - 小浜市長選挙。新人の杉本和範が初当選[945][946]。
  - 印西市長選挙。新人の藤代健吾が初当選[947][948]。
- 8月25日
  - 箕面市長選挙。新人の原田亮が初当選。大阪府内で大阪維新の会に所属する現職首長が敗れたのは初[949][950]。
  - 岩見沢市長選挙。現職の松野哲が4選[951]。
- 9月1日
  - 大館市長選挙。新人の石田健佑（27歳）が初当選。現職市長では全国最年少[952]。
  - 五島市長選挙。新人の出口太が初当選[953]。
- 9月8日
  - 宜野湾市長選挙[954]。自民・公明が推薦した元市長の佐喜真淳が、県政与党の立民・共産・社民が推薦した新人らを退け、3選[955]。
- 9月22日
  - 摂津市長選挙。新人の嶋野浩一朗が初当選[956][957]。
  - 伊勢原市長選挙。新人の萩原鉄也が初当選[958][959]。
- 9月29日
  - 大川市長選挙。新人の江藤義行が初当選[960][961]。
  - 高梁市長選挙。新人の石田芳生が初当選[962]。
- 10月6日
  - 岡崎市長選挙。元職の内田康宏が返り咲き[963]。
  - 長岡市長選挙。現職の磯田達伸が3選[964]。
- 10月13日　- 御所市長選挙が告示され、新人の山田秀士が無投票で初当選[965][966]。
- 10月27日
  - 2024年富山県知事選挙[967]。現職の新田八朗が2選[968][969]。
  - 2024年岡山県知事選挙[970]。現職の伊原木隆太が4選[971]。
  - つくば市長選挙[972]。現職の五十嵐立青が3選[973]。
  - 釧路市長選挙。新人の鶴間秀典が初当選[974]。
  - 阪南市長選挙。新人の上甲誠が初当選[975]。
  - 湖南市長選挙。新人の松浦加代子が初当選[976]。
  - 光市長選挙。新人の芳岡統が初当選[977]。
- 10月29日 大分県姫島村長選挙が告示され、新人の大海靖治が無投票当選。10期にわたり村長を務めた藤本昭夫が引退。40年ぶりに村長が交代[978]。
- 11月3日 - 米原市長選挙が告示[979]。新人の角田航也が無投票で初当選[980]。
- 11月10日
  - 荒川区長選挙[981]。新人の滝口学が初当選[982][983]。
  - 豊橋市長選挙[984]。新人の長坂尚登が初当選[985]。
  - 伊賀市長選挙[986]。新人の稲森稔尚が初当選[987][988]。
  - 新居浜市長選挙[989]。新人の古川拓哉が初当選[990][991]。
  - 西条市長選挙[992]。新人の高橋敏明が初当選[993][994]。
  - 八女市長選挙[995]。新人の簑原悠太朗が初当選[996][997]。
  - 湖西市長選挙が告示。新人の田内浩之が無投票で初当選[998][999]。
- 11月17日
  - 2024年栃木県知事選挙[1000]。現職の福田富一が6選[1001]。
  - 宇都宮市長選挙[1002]。現職の佐藤栄一が6選[1003][1004]。
  - 北杜市長選挙[1005]。新人の大柴邦彦が初当選[1006][1007]。
  - 江田島市長選挙[1008]。新人の土手三生が初当選[1009][1010]。
  - 新見市長選挙。新人の石田實が初当選[1011][1012]。
- 11月24日
  - 2024年名古屋市長選挙。前市長の河村たかしの後継で日本保守党・減税日本が推薦した新人の広沢一郎が初当選[1013]。
  - 鹿児島市長選挙。現職の下鶴隆央が2選[1014]。
  - 知立市長選挙[1015]。新人の石川智子が初当選[1016][1017]。
- 12月8日 - 苫小牧市長選挙[1018]。元苫小牧市議の金澤俊が初当選[1019]。
- 12月15日
  - 泉大津市長選挙。現職の南出賢一がNHKから国民を守る党党首の立花孝志を破って3選[1020][1021]。
  - 国立市長選挙[1022]。新人の浜崎真也が初当選[1023][1024]。
- 12月22日 - 四條畷市長選挙[1025]。電子投票を実施[1026][1027]。新人の銭谷翔が初当選[1028][1029][1030]。

### 外交
外交関連のできごと。
- 1月1日 在セーシェル日本国大使館が開設[1031]。
- 1月7日 上川陽子外務大臣がウクライナを訪問、ドミトロ・クレーバ外務大臣と会談、ワーキング・ランチ[1032]。
- 1月12日 （現地時間）日本の政府開発援助（ODA）による支援を受けた[1033]、インドのムンバイ湾横断道路（英語版）（Atal Setu）が開通[1034]。
- 1月18日  - 社会民主党党首の福島瑞穂らが訪中。3日間の日程[1035][1036]。
- 1月26日 政府は、国際連合パレスチナ難民救済事業機関（UNRWA）の要請を踏まえ、国際平和協力法に基づく物資協力として、毛布5,000枚、給水容器10,000個、ビニールシート4,500枚、スリーピングマット8,500枚を無償でUNRWAに譲渡することを閣議決定[1037]。
- 1月26日 日本とルクセンブルクの外相が会談[1038]。
  -     - ワーキング・ホリデー制度に関する口上書を交換。6月3日に導入予定[1039]。
    - 航空協定が実質合意[1040]。
- 1月28日 -  外務省の報道官は、国際連合パレスチナ難民救済事業機関（UNRWA）への追加的な資金拠出を一時停止すると表明[1041]。
- 2月4日 イタリア首相のジョルジャ・メローニが訪日。5日、日伊首脳会談とワーキング・ディナー。訪日は6日まで[1042][1043]。
- 2月6日
  - ケニア大統領のウィリアム・ルト夫妻が訪日。8日、日・ケニア首脳会談とワーキング・ディナー[1044]。訪日は9日まで[1045]。
  - 政府は、2023年に洪水の被害を受けたエチオピア・ソマリア・ケニアへの支援として、計1,000万ドルの緊急無償資金協力を実施することを決定[1046]。
- 2月15日 ヨルダン首相のビシェル・ハー二・アル・ハサーウネ（英語版）が訪日。16日、日・ヨルダン首脳会談とワーキング・ディナー[1047]。訪日は19日まで[1048]。
- 2月19日
  - 日・ウクライナ経済復興推進会議が開催[1049][1050]。
  - 日本とウクライナの首相が会談[1051]。
  - 日本とウクライナが、新たな租税条約に署名。1986年に発効した現行の租税条約を全面改正[1052]。
- 2月21日 旧朝鮮半島出身労働者問題（徴用工問題）について、外務省は、韓国で日立造船に対し損害賠償を命じる判決が確定したことを受け、同国の裁判所の命令により、同社が納めていた供託金が原告側に引き渡されたことを確認したと発表。同省は極めて遺憾であると厳重に抗議[1053]。
- 2月24日 外務大臣の上川陽子が、中南米外交イニシアティブを発表[1054]。
- 2月25日 - G7首脳がテレビ会議[1055]。
- 2月27日 - 政府は、パレスチナ・ガザ地区の人道状況を受け、3,200万ドルの緊急無償資金協力を実施すると決定[1056][1057]。
- 3月7日 - ブルネイ皇太子兼首相府上級大臣のアルムタデー・ビラ夫妻が訪日。期間は7・8日と11日[1058]。11日、皇太子と内閣総理大臣の岸田文雄が会談[1059]。
- 3月8日
  - 政府はミャンマーに対し、約3,700万米ドルの追加的な人道支援を実施すると決定[1060]。
- 3月10日 - マーシャル諸島大統領のヒルダ・ハイネが訪日。13日、日本とマーシャル諸島の首脳が会談[1061]。訪日は14日まで[1062]。
- 3月12日 - 日本とバングラデシュの政府が、経済連携協定（EPA）の交渉を開始することを決定[1063]。
- 3月21日 - 政府はモンゴルの雪害被害に対し、国際協力機構（JICA）を通じ、毛布、ポリタンク、発電機などを供与すると決定[1064]。
- 4月2日 - 政府は国際連合パレスチナ難民救済事業機関（UNRWA）への資金拠出の再開を発表[1065]。15日、外務省は、2023年度補正予算に計上された拠出金約3,500万ドルの送金手続きを完了したと発表[1066]。
- 4月3日
  - 内閣総理大臣の岸田文雄が、インドネシア次期大統領のプラボウォ・スビアントと会談[1067]。
  - 内閣総理大臣の岸田文雄とウクライナ大統領のヴォロディミル・ゼレンスキーが電話会談[1068]。
  - SNSへの不適切な投稿で殺人事件の遺族を侮辱したなどとして訴追された仙台高等裁判所判事の岡口基一の弾劾裁判で、裁判官弾劾裁判所は「国民の信託に反した」として岡口を罷免する判決[1069]。
- 4月5日 - 外務大臣の上川陽子は、台湾の花蓮地震を受け、100万ドル規模の緊急無償資金協力を行う意向を表明[1070]。9日、政府が支援の実施を決定[1071]。
- 4月8日 - 総理大臣の岸田文雄がアメリカ合衆国を国賓待遇で公式訪問[1072][1073]。10日、日米首脳会談[1074]。11日（日本時間12日）、日米比首脳会合[1075]。同日、連邦議会上下両院合同会議で「未来に向けて －我々のグローバル・パートナーシップ－」と題し演説[1076][1077]。14日、帰国。
- 4月9日
  - （現地時間）在ハイチ日本国大使館が一時閉館。在ドミニカ共和国日本国大使館に臨時事務所を設置[1078]。
  - 外務大臣の上川陽子が訪米。先発している内閣総理大臣の岸田文雄に同行。13日まで[1079]。
- 4月12日 - 政府はパプアニューギニア西部の洪水・地滑り被害に対し、国際協力機構（JICA）を通じ、テント、毛布などの緊急援助物資を供与すると決定[1080]。
- 4月14日　 G7首脳がテレビ会議。イランのイスラエル攻撃に関する声明を発出[1081]。
- 5月1日
  - 内閣総理大臣の岸田文雄がフランス、ブラジル、パラグアイ訪問に出発[1082]。2日、日仏首脳昼食会[1083]。OECD閣僚理事会の開会式で基調演説[1084]。3日、日・ブラジル首脳会談[1085]。3日（日本時間4日）、日・パラグアイ首脳会談[1086]。
  - 海外に転居する人が提出する在留届について、オンライン在留届（ORRネット）を通じ、日本出発90日前から、住所が確定していない場合でも届出が可能になる制度が開始[1087]。
- 5月20日 - 政府はサウジアラビア皇太子兼首相のムハンマド・ビン・サルマーンの訪日が延期されたと発表[1088][1089]。21日、日・サウジアラビア首脳テレビ会談[1090]。
- 5月23日
  - 日・マレーシア首脳会談[1091]。
  - 駐日ロシア大使のニコライ・ノズドリェフが天皇に信任状を捧呈[1092]。
- 5月26日
  - 韓国・ソウルで第9回日中韓サミット。27日まで[1093]。
  - 日韓首脳会談[1094]。
  - 日中首脳会談[1095]。
- 5月27日
  - 外務省は、ガイアナ政府からの要請を踏まえ、同国の名称表記を「ガイアナ共和国」から「ガイアナ協同共和国」とすると発表。旧名を使用しているものについては改訂を行う[1096]。
  - 朝鮮民主主義人民共和国（北朝鮮）は日本政府に対し、6月24日までの間に衛星を打ち上げると通報[1097]。午後10時46分、政府は北朝鮮からミサイルが発射されたとして、沖縄県を対象に国民保護情報を発出し避難を呼びかけ[1098]。午後11時3分、避難の呼びかけを解除[1099]。
- 6月3日 -  パラオ大統領のスランゲル・ウィップス・ジュニアが訪日。5日まで[1100]。4日、日・パラオ首脳会談[1101]。
- 6月12日 内閣総理大臣の岸田文雄は、イタリアとスイス訪問に出発。13日から第50回先進国首脳会議に出席。15日、2024年6月ウクライナの平和に関するサミット（英語版）に出席。16日に帰国[1102][1103]。
- 6月14日 参議院本会議で、ガザ地区における人道状況の改善と速やかな停戦の実現を求める決議案が可決、採択[1104]。
- 6月16日 -  ニュージーランド首相のクリストファー・ラクソンが訪日。19日まで[1105]。
- 7月9日 -  政府は、ウクライナ国家非常事態庁に対し、国際協力機構（JICA）を通じて大型地雷除去機4台を供与[1106]。
- 7月10日 - 内閣総理大臣の岸田文雄がアメリカとドイツ訪問に出発。ワシントンでNATO首脳会合に出席[1107]、日韓首脳会談[1108]。12日（日本時間13日）、日独首脳会談[1109]。14日に帰国[1110]。
- 7月16日 - 第10回太平洋・島サミット（PALM10）が東京都で開催[1111]。日本など19の国と地域の首脳などが出席[1112]。18日まで。
- 7月23日 - 政府は「暴力的行為に関与するイスラエルの入植者に対する資産凍結等の措置について」を閣議了解。資産凍結などの措置を実施[1113]。
- 8月4日 - スイス連邦大統領のヴィオラ・アムヘルトが訪日。8日まで[1114]。
- 8月9日 - 内閣総理大臣の岸田文雄は、中央アジア、モンゴル訪問を取りやめると表明[1115]。カザフスタン、ウズベキスタン首脳と電話会談[1116][1117][1118]。
- 8月27日 - 超党派の日中友好議員連盟が訪中。中国政府要人らと面会する方向[1119][1120]。
- 9月6日 - 内閣総理大臣の岸田文雄が訪韓。7日まで[1121]。日韓シャトル外交を実践[1122][1123]。
- 9月13日 -  政府は2024年8月のバングラデシュの洪水（英語版）の被害に対し、国連児童基金（UNICEF）と国連難民高等弁務官事務所（UNHCR）を通じ水・衛生、一時的避難施設等の分野で合計100万ドルの緊急無償資金協力と、政府の供与によりジャパン・プラットフォーム（JPF）を通じ日本のNGOによる3億円の支援を行うと決定[1124]。
- 9月21日 総理大臣の岸田文雄が訪米[1125]。アメリカ・インド・オーストラリア首脳と二国間会談[1126]、日米豪印首脳会合（Quad）[1127]・ワーキングディナー[1128]。22日、パラオ・モンゴル・カナダ首脳と二国間会談[1129][1130][1131]、国際連合事務総長のアントニオ・グテーレスと会談[1132]。23日、日・ウクライナ首脳会談[1133]、北大西洋条約機構事務総長のイェンス・ストルテンベルグと会談[1134]。
- 10月2日 総理大臣の石破茂は、米国[1135][1136]、韓国、オーストラリアと首脳電話会談[1137]。G7首脳電話会議[1138]。
- 10月10日 - 内閣総理大臣の石破茂がラオスを訪問[1139]。第27回日・ASEAN首脳会議[1140]、第27回ASEAN+3首脳会議[1141]に出席。11日にかけ、中国、韓国、インド、オーストラリアなどと二国間会談。訪問は12日まで[1142]。
- 10月29日
  - 外務省は、イスラエル議会で可決された国際連合パレスチナ難民救済事業機関（UNRWA）の活動を大幅に制限する法案について深刻な懸念を表明[1143]。
  - 政府は、レバノン情勢の影響によるシリアの人道状況の悪化を受け、1,000万米ドルの緊急無償資金協力を実施すると決定[1144]。
- 11月5日 - 日本-サウジアラビア首脳電話会談[1145]。
  - 総務省東海総合通信局は、米新興企業のジョビー・アビエーションに「空飛ぶタクシー」向けの機体を遠隔操作で試験飛行するための免許を付与したと発表。「空飛ぶ車」の試験飛行への免許は初[1146]。
- 11月7日
  - 内閣総理大臣の石破茂は、次期米国大統領のドナルド・トランプと約5分間、電話会談[1147][1148]。
- 11月14日
  - 内閣総理大臣の石破茂がペルーを訪問[1149]。16日（現地時間15日）、日・マレーシア首脳会談[1150]、日米首脳会談[1151]、日米韓首脳会合[1152]、日中首脳会談[1153]、アジア太平洋経済協力（APEC）首脳会議[1154][1155]。16日、日・ベトナム首脳会談[1156]、日・インドネシア首脳間の懇談[1157]、APEC首脳会議[1158][1159]。17日、日韓首脳会談[1160]、日・ペルー首脳会談[1161]。ブラジルに移動し[1162]、18日から20日まで、G20リオデジャネイロ・サミット[1163][1164]。19日（現地時間18日）、日英首脳会談[1165]、日加首脳会談[1166]。21日に帰国[1167]。
- 11月16日 - 外務大臣の岩屋毅がウクライナを訪問[1168][1169]。
- 11月29日 政府は、レバノン国内の避難民への支援として、国際平和協力法に基づき、国連難民高等弁務官事務所に毛布、スリーピングマット、ビニールシートを無償譲渡すると閣議決定[1170]。

#### 関連事象
日本の外交にも影響を及ぼした、海外のできごと。
- 2022年ロシアのウクライナ侵攻
- 中東情勢
  - 2023年パレスチナ・イスラエル戦争・ガザ侵攻・レバノン侵攻
- ミャンマー内戦
- 台湾と中華人民共和国の関係
  - 1月13日 - 2024年台湾総統選挙・台湾立法委員選挙。
  - 前総統の蔡英文の路線継承を謳う頼清徳（民主進歩党）が新総統に就任。
- 中国国内の事件と対日感情
  - 6月24日 - 蘇州日本人学校スクールバス襲撃事件。日本人母子が負傷し、犯人を制止しようとした中国人バス運転手が刺されて死亡。
  - 9月18日 - 深圳日本人男児刺殺事件。10歳の日本人男児が刺されて死亡[1171]。
- 大韓民国（韓国）国内の状況
- 4月10日 - 第22代総選挙 (大韓民国)
- アメリカ大統領選挙の行方
  - 11月5日 - 2024年アメリカ合衆国大統領選挙でドナルド・トランプ（共和党）が勝利[1172]。
- 英国郵便局スキャンダル（英語版） - イギリスの郵便局に富士通が納入したシステム「ホライズン」が多くの冤罪を長年に渡りつくりだしていたことが発覚。イギリスでドラマ化され、高視聴率で視聴され、イギリス人だけでなく英語圏に広く知れ渡ってしまった。

## 経済、産業
- 2024年問題。
- 健康保険、介護保険、障害福祉サービスの報酬改定（トリプル改定）。
- 原料高や人件費などによる物価高騰（インフレーション）。
- 少子化に伴う人手不足や後継者問題。
- 主要通貨に対する円安。
- マイナス金利政策解除。一部の金融機関が預金金利を引き上げ。
- 定額減税の実施。
- 新千円紙幣、五千円紙幣、一万円紙幣の発行。

### 漁業
令和5年度（2023年4月〜2024年3月）の漁業・養殖業の生産量は 約372万4300トンで、前年度比4.9％減少し、史上最低レベルになった。主な減少要因としては、マイワシやウルメイワシの漁獲量減少が挙げられる。一方、カツオなどの漁獲量は増加した。イカについては、全国の主要港における2024年イカ漁獲量は前年（2023年）と比べ6%増の16,542トンだったものの、これは過去最低だった2023年に次ぐ極めて低水準であり、例年平均に届いていない低い漁獲量であり、しかも個体サイズが小さくなる傾向が続いたため、漁獲額は4%減少した。

### 農業
2024年は自然災害が多発し、日本の農業生産は甚大な影響を受けた。1月1日の能登半島地震は能登地方全域の農業が機能停止状態に陥った。甚大な水害も多発し、7月は秋田県と山形県を中心に記録的な豪雨となり、記録的短時間大雨情報が両県で計5回出され、山形では線状降水帯が2回、大雨特別警報が2回発表され、農林水産関連の被害額は両県で約458億円に上った。9月には、地震から復旧途上の能登を記録的豪雨が襲い、1時間降水量や3時間降水量は観測史上1位を更新し、輪島の総雨量は500ミリを超え、平均2カ月分の雨が２日間で降り、約950ヘクタールの農地が冠水し、土砂災害も発生した。災害が頻発する中、多くの農家が再建に苦しむ状態になった。山形県及び酒田市では、本年（令和6年）7月25日からの大雨災害により被害を受けた販売農家の方を対象に被害を受けた農業用機械の再取得・修繕への支援を拡充し、補償の上限を2/3に引き上げた。
2024年夏、イネに甚大な被害をもたらすツマジロクサヨトウ（学名: Spodoptera frugiperda, 英語:Fall Armyworm、中国語:草地貪夜蛾）」が九州・四国・本州の17県に出現し、穀物・牧草等への影響が懸念された。
全国の農業経営体数は、2024年は88万3,300経営体。（2013年の151万4,100経営体から約10年で63万800経営体減少した）
農業従事者は、2024年には111.4万人（2010年の205万人からほぼ半減）。年齢構成は65歳以上が79.9万人（構成比 71.7％）で、高齢者の割合が著しく高まってきている。
日本の米の輸出が、2024年1～11月で初の100億円超え。特に北米市場での日本食人気を背景に、玄米や精米の輸出が前年比2％増。
- 4月1日

かいふ農業協同組合（JAかいふ）、徳島北農業協同組合（JA徳島北）、阿南農業協同組合（JAアグリあなん）など9つの農業協同組合（JA）が統合し、徳島県農業協同組合（JA徳島県）が発足。
- - 宮崎県内の全13農業協同組合（JA）が合併し、宮崎県農業協同組合（JAみやざき）が発足[1180][1181]。

### 製造業
節スタブ
- 7月11日 -  （レナウンが消滅）アパレル業界の名門で、2020年11月に破産したレナウンが年内に破産手続きを終結させ法人格が消滅する、と東京商工リサーチが報じた。創業から122年の歴史に幕[1182]。

### 商業
- 1月14日 島根県で唯一の百貨店・一畑百貨店が午後6時30分に閉店[1183]。百貨店のない県は山形、徳島に続き3県目。
- 2月1日 - 東京都江東区に商業施設「豊洲 千客万来」が開業[1184]。
- 3月1日
  - イマーシブ・フォート東京が開業[1185]。
  - フジとフジ・リテイリング、マックスバリュ西日本が経営統合。新生「株式会社フジ」としてスタート[1186]。
- 3月15日 -  全国のマクドナルドの店舗でシステム障害が発生。多くの店舗で一時、営業停止[1187]。
- 4月22日 -  TポイントとVポイントが統合、新生Vポイントとして始動[1188]。従来のポイントやカードはこれまで通り利用可能[1189]。
- 7月13日 - そよら福井開発が開業。これでイオンが全ての県で開業となった[1190]。
- 7月25日  - 渋谷駅の南西側に位置する「渋谷サクラステージ」が街開き。地上39階建てのビルを始めとする大規模施設で、飲食店や書店、企業のオフィスが入居[1191]。
- 7月31日  - KITTE大阪とイノゲート大阪が開業[1192][1193]。
  - 岐阜県で唯一の百貨店だった岐阜高島屋がこの日の営業を最後に閉店。百貨店のない県は山形、徳島[注 20]、島根に続き4県目[1194][1195]。
- 9月1日
  - DCMがケーヨーを吸収合併。ケーヨーデイツーの店舗名称がDCMに変更[1196][1197][1198]。
  - JR福山駅南口の再開発ビルに商業施設ニューキャスパがグランドオープン[1199]。
- 9月6日 - JR大阪駅北側の再開発エリア「うめきた2期地区」（グラングリーン大阪）が一部先行まちびらき[1200]。
- 9月24日 - 西武鉄道所沢車両工場跡地に大規模商業施設エミテラス所沢が開業[1201]。
- 10月14日 - 長崎スタジアムシティが開業[1202][1203]。

### 観光産業
インバウンド
2024年の年間訪日外客数は36,869,900人で、前年比では47.1％増、パンデミック前の2019年との比較でも15.6％増と、過去最高であった2019年の31,882,049人を約500万人上回り、過去最高を更新した。桜・紅葉のシーズンや夏の学校休暇など、ピークシーズンを中心に各市場が単月での過去最高を更新し、東アジアのみならず東南アジア、欧・米・豪・中東からの訪日客の実数も増やしたことが、年間過去最高の更新に繋がった。
2024年の日本の観光産業は、過去最多の訪日客数・消費額を記録し、オーバーツーリズムへの対応、地方への誘客、クルーズ需要などの新たな課題にも対応する年となった。
できごと
- 4月22日 -  米ニューヨーク・タイムズが発表した「2024年に行くべき52カ所」で、世界各地の旅行先で山口市が3番目に選出されたと同市が発表[1205]。
- 7月11日 -  大規模修復工事のため5年半、休館していた松山市の道後温泉本館が全館で営業再開[1206]。* 9月2日 -  鹿児島県の屋久島で人気の観光地・白谷雲水峡の散策ルートにある推定樹齢3000年の「弥生杉」が、台風10号の影響で折れたことが判明[1207]。

周年
- 日本人の海外観光渡航自由化から60年（4月1日 ）。

## 教育
- 1月13日-1月14日 - 令和6年度大学入学共通テスト[1208]。なお、能登半島地震を受け、本試験場を石川県内に指定された者や同県内外の被災者などを対象に、追試験（1月27日-1月28日）の受験についての特例措置を実施した。東京都と京都市以外に、金沢大学角間キャンパスを追試験場に設定[1209]。
- 4月1日
  - 大阪府が私立高等学校の授業料無償化制度を拡充。所得制限を撤廃する。3年生から段階的に適用し、2026年に全学年の完全無償化を予定。府外への通学者も対象[1210]。
  - 全ての小中学校などで、小学校5年生から中学校3年生に英語のデジタル教科書の提供を開始[1211]。
  - 北海道武蔵女子大学、仙台青葉学院大学、愛知医療学院大学、高知健康科学大学が開学[1212][1213][1214][1215][1216]。
- 6月18日 神戸市の親和中学校・親和女子高等学校は、2025年4月に男女共学化すると発表。女子部に加え、新たに共学部を設置。中高一貫での女子部と共学部の併置は国内初[1217]。
- 9月2日 筑波大学マレーシア校が開校。海外で日本の学位を授与する日本初の高等教育機関[1218]。

## 交通
- 2024年問題 - バスの運転士不足も顕在化。全国各地で路線バスの減便や廃止が相次ぎ、観光バスでは修学旅行のバスが手配できない等の問題が生じた。

### 水上交通
水上交通や水運の状況やできごと。

### 道路交通
道路を使う交通、運送の状況
- 3月23日 - 日本海沿岸東北自動車道（日本海東北自動車道）の遊佐比子IC-遊佐鳥海IC間が開通[1219]。

### 鉄道
鉄道を用いる交通や運送の状況やできごと
鉄道関連のできごと
- 3月15日 -  国土交通省が北海道旅客鉄道（JR北海道）に対し、旅客鉄道株式会社及び日本貨物鉄道株式会社に関する法律（JR会社法）に基づく「事業の適切かつ健全な運営に関する監督命令」を発出[1220]。
- 3月15日 JR西日本の特急サンダーバードとしらさぎの金沢駅 - 敦賀駅間の運行が終了[1221]。
- 3月16日
  - 北陸新幹線の金沢駅（石川県金沢市木ノ新保町） - 敦賀駅（福井県敦賀市鉄輪町）間（金沢駅以西）が延伸開業。小松駅・加賀温泉駅・芦原温泉駅・福井駅と新駅「越前たけふ駅」[1222]を通る。
  - IRいしかわ鉄道が西日本旅客鉄道（JR西日本）北陸本線の金沢駅 - 大聖寺駅間（石川県内区間）の運行を引き継ぎ[1223]。区間内に新駅「西松任駅」（白山市北安田町）が開業。
  - ハピラインふくいが開業[1224]。西日本旅客鉄道（JR西日本）北陸本線の敦賀駅 - 大聖寺駅間の運行を引き継ぎ[1225]。
  - 名古屋鉄道の名鉄河和線に新駅「加木屋中ノ池駅」(愛知県東海市加木屋町）が開業[1226]。
  - 西日本鉄道の西鉄天神大牟田線に新駅「桜並木駅」(福岡市博多区竹丘町）が開業[1227]。
- 3月16日 北海道旅客鉄道（JR北海道）の函館本線・桔梗駅（函館市）が無人駅化[1228]。四国旅客鉄道（JR四国）の11駅が無人駅化[1229]。
  - 北海道旅客鉄道（JR北海道）の石勝線・滝ノ上駅（夕張市）、宗谷本線・初野駅（美深町）、恩根内駅（同）、石北本線・愛山駅（愛別町）、函館本線・中ノ沢駅（長万部町）が廃止[1230]。
- 3月22日 JR四国高松駅ビルの高松オルネが開業[1231]。
- 3月23日
  - 九州旅客鉄道（JR九州）のSL人吉がラストラン。熊本駅 - 博多駅間で1往復を運行。翌24日、運行終了式典を実施[1232]。
  - 北大阪急行電鉄南北線の千里中央駅 - 箕面萱野駅間が延伸開業。新駅「箕面船場阪大前駅」と「箕面萱野駅」が開業。
- 3月31日
  - JR北海道の根室本線・富良野駅 - 新得駅間（バス代行輸送中だった東鹿越駅 - 新得駅間を含む）が最終運行[1233]。
- 4月6日 南海高師浜線の高架化工事が完了し、約3年ぶりに運行再開[1234]。工事のため2021年5月22日から運行を休止しバス代行輸送を行っていた。
- 9月29日 -  JR松山駅と周辺の線路が高架化。新駅舎が供用開始[1235]。自動改札化され、有人改札に幕[1236]。
- 10月7日 近畿日本鉄道で新型一般車両8A系が運行開始[1237]。
- 11月15日
  - 熊本県で路線バスや鉄道を運行する九州産交バス・産交バス・熊本電気鉄道・熊本バス・熊本都市バスは、機器の更新による経営への影響が大きいとして、Suicaなど全国交通系ICカードでの運賃の支払いを取りやめ[1238]。全国交通系ICカードから地域独自のくまモンのIC CARDへの片利用を中止する形。全国交通系ICカードの片利用を取りやめるのは全国初。

鉄道事故など
- 10月4日
  - 札幌市営地下鉄南北線の真駒内駅 - 自衛隊前駅間で走行路面に40センチ程度の亀裂が見つかり、真駒内駅 - 平岸駅間で一時運転を見合わせ[1239]。
  - いすみ鉄道国吉駅 - 上総中川駅間で、大原駅発上総中野駅行きの列車が脱線。けが人なし。6日まで全線で運転を見合わせ[1240]。
- 11月16日 -  北海道茅部郡森町で、JR北海道の函館線を走行していた21両編成の貨物列車のうち5両が脱線。19日に運転を再開[1241][1242]。

周年
- 関西初の鉄道（神戸～大阪間）開業から150年（5月11日）。
- 名古屋鉄道創業130周年（6月13日）

### 航空
航空機を用いる交通や運送の状況やできごと。
- 1月17日
  - 日本航空が赤坂祐二社長の後任に、客室乗務員出身の鳥取三津子専務を起用する人事を発表。4月1日に就任[1243]。
  - 17時半頃、新千歳空港で、大韓航空機が牽引車両に押されて後方へ移動（プッシュバック）する際、駐機していたキャセイパシフィック航空機に接触[1244]。
- 1月31日　トキエアが新潟 - 札幌丘珠便を就航。独立系航空会社では15年ぶりの参入[1245]。
- 2月1日　- 大阪府の伊丹空港（大阪国際空港）で全日空の大阪発松山行きと福岡発大阪行きの旅客機同士の翼が接触。両機合わせて142人の乗客・乗員は無事。

### その他
- 1月11日、農林水産省は、「食から日本を考える。ニッポンフードシフト」に今年度から餃子を追加し、「餃子会議」を本格始動させると発表。「餃子から日本を考える。」を官民協働で推進する[1246]。
- リーガロイヤルホテルと早稲田大学の間の土地信託契約（30年間）が終了。大学敷地内にあるリーガロイヤルホテル東京（1994年開業）が大学へ引き渡される。
- 1月24日、ビッグマックが税込み[注 21]480円に値上げ（ビッグマック指数）[1247]。
- 2024年度から国税「森林環境税」の徴収が開始[1248][1249]。
- 6月6日、東京ディズニーシーに新エリア「ファンタジースプリングス」が開業[1250]。
- 首都圏連続強盗事件が発生。
- 12月11日、ユニバーサル・スタジオ・ジャパンでドンキーコングのクレイジー・トロッコがオープン[1251]。
- 12月23日から29日までの週の季節性インフルエンザ患者の報告数が1医療機関当たり64.39人に達し、過去最高[1252]。
- 厚生労働省が2025年1月に発表した「警察庁の自殺統計に基づく自殺者数の推移等」によると、この年の累計自殺者数は20,268人（暫定値）[1253]。

## 科学、テクノロジー
受賞
- イグノーベル賞  -  9月13日に武部貴則らの研究チームがイグ・ノーベル賞生理学賞を受賞。日本人の受賞は18年連続[1254]。
- クラリベイト・アナリティクス引用栄誉賞 - 9月19日 英国のクラリベイト社はノーベル賞を受賞する可能性の高い研究者を選出するクラリベイト・アナリティクス引用栄誉賞を発表。日本からは彦坂興秀と堂免一成が選出[1255]。
- 2024年度欧州発明家賞 - 佐川眞人が、1980年代から1990年代にかけてそれまでになかった元素配合と独自の焼結技術を使い世界最強の永久磁石（ネオジム磁石）を開発した功績で受賞した。欧州発明家賞は欧州特許庁（EPO）加盟国以外のすべての発明者を対象とした2024年度欧州発明家賞の「非ヨーロッパ諸国部門」の最優秀賞の受賞である。この強力な磁石は、医療、携帯電話、セキュリティシステム、コンピューターのハードディスクドライブ、グリーンエネルギー発電機など、幅広い分野で使用されている[1256]。
- IEEEマイルストーン - 日本の技術の中から、世界初のカラオケ機（1967年）、古野電気による「魚群探知機の商用化」（1949年）、平賀源内による日本初の静電気蓄電装置「エレキテル」（1776年）への授与が決定した。贈呈式は2025年に行われる。

宇宙開発
- 2月17日 - H3ロケット試験機2号機の打上げが成功[1257]。
- 3月12日 クルードラゴン宇宙船運用7号機がミッション（スペースX Crew-7）を終えアメリカ・フロリダ沖に着水。宇宙飛行士の古川聡などが帰還[1258]。
- 3月13日　-  スペースワンのロケット・カイロス（KAIROS）初号機の打ち上げ直後に飛行中断措置が行われ、爆発。当初、9日に打ち上げを予定していたが、見合わせていた[1259]。
- 4月24日　JAXAは、月面着陸した無人探査機SLIMが3度目の月の夜を越えても再起動したと発表。想定を超える性能[1260]。
- 7月1日 -  先進レーダ衛星「だいち4号」を搭載したH3ロケット3号機の打ち上げが成功[1261]。
- 9月26日 -  H-IIAロケット49号機の打ち上げが成功[1262]。
- 11月4日　- H3ロケット4号機の打上げに成功。搭載していたXバンド防衛通信衛星「きらめき3号」が所定の軌道に投入[1263]。

新種発見
- 7月30日 北海道大学は、名古屋港水族館の水槽からタナイス目の甲殻類の新種を発見し、雌雄同体であることから、漫画『らんま1/2』の主人公・早乙女乱馬に因んでランマアプセウデスと命名したと発表[1264]。

IT技術
- AI研究の分野での日本の遅れが鮮明になった - 人工知能（AI）分野で世界最大の学会といわれるAAAI（Associationfor the Advancementof Artificial Intelligence、アメリカ人工知能学会）の年次大会における発表文献について、日本人とみられる研究者が中心となっている発表は全体のわずか２％にとどまることが、文部科学省科学技術・学術政策研究所の調査で明らかになった[1265]。AI分野での日本の立ち遅れを浮き彫りにする結果となっている[1265]。対して、中国人とみられる研究者が中心となっているAI研究の発表文献がこの学会で全体の57％を占めており、中国の優位が際立っている[1265]。
- 総務省は7月5日に2024年版情報通信白書を公表したが、日本では生成AIを利用している個人が9.1%にとどまる、との調査結果をまとめた。 比較対象の中国（56.3%）、米国（46.3%）、英国（39.8%）、ドイツ（34.6%）とは大きな開きがあった[1266]。

登場した技術
スタブ
終了した技術
- 4月15日ソフトバンクが、SoftBank 3GやEMOBILE 4G-Sなど、音声通話に第3.9世代移動通信システム以降のネットワーク（VoLTE）を使用しない契約のサービスを終了[注 22][1267]。能登半島地震により契約移行手続きが困難な状況を踏まえ、サービス終了が延期されていた。
- 8月31日　ソフトバンクは「4月に発生した衛星機器の不具合により安定的なサービス提供の継続の目処が立たない」として、衛星電話サービス「スラーヤ」を終了[1268]。

その他のできごと
- 11月8日 - 文部科学省は、東北大学を国際卓越研究大学に初めて正式に認定したと発表[1269][1270][1271]。
- 11月11日 -   人工知能の発明に特許が認められるかどうかが争われた訴訟の控訴審が、知財高裁で即日結審[1272]。

周年
- 7月24日 - 日本で写真植字（写植）の最初の特許が出願されて100年[1273]。

## 芸術、文化、スポーツ
ハイカルチャー、サブカルチャー、流行、スポーツまで幅広く記載。

### 絵画、彫刻など
- 3月31日 -  棟方志功記念館が閉館[1274][1275]。

### 文学、出版
- 6月26日 - ガルシア・マルケスの代表作『百年の孤独』の文庫版が新潮社から発売。単行本発売から52年後の文庫化で、8月10日時点で19万部と海外文学では異例のヒット[1276][1277]。
- 7月17日 - 第171回芥川龍之介賞に朝比奈秋の『サンショウウオの四十九日』（新潮5月号）と松永K三蔵の『バリ山行』（群像3月号）、第171回直木三十五賞に一穂ミチの『ツミデミック』（光文社）が決定[1278]。

- 9月17日 - 文化庁は2023年度の国語に関する世論調査の結果を発表。1カ月に本を1冊も読まないと答えた人が63%に上り、2008年度の調査開始以来最多[1279]。

### 演劇、舞台
Category:2024年の舞台作品
- 5月31日 東京都目黒区の小劇場・こまばアゴラ劇場が老朽化などを理由に閉館[1280]。

周年
- 4月20日 俳優座劇場開場70周年。
- 6月13日　 築地小劇場開設から100年。

### 映画
- 3月10日  - 第96回アカデミー賞で、『君たちはどう生きるか』（宮崎駿監督）がアカデミー長編アニメ映画賞を、『ゴジラ-1.0』（山崎貴監督）がアカデミー視覚効果賞をそれぞれ受賞[1281]。
- 10月15日 アカデミー賞を主催する団体が選ぶ学生アカデミー賞が発表され、アニメーション部門で金森慧の『Origami』が銀賞を受賞。日本の学校の出身者の受賞は初[1282]。

### 漫画
Category:2024年の漫画
- 4月4日 1981年から連載が続いていた漫画『キャプテン翼』の最終回の掲載誌が発売。
- 5月 - 花とゆめ創刊50周年。

### アニメ
- 8月31日 宮崎駿がマグサイサイ賞の受賞者に選ばれたとフィリピンの財団が発表[1283]。
- 9月21日京都アニメーションは新作アニメ『CITY THE ANIMATION』が2025年に放送と発表。新作の制作は京都アニメーション放火殺人事件以後初で、6年ぶり[1284]。

周年
- 『サザエさん』放送開始から55年（10月5日）
- プリキュアシリーズ放送開始20周年（2月1日）。

アニメーション映画

- 1月26日 - 「ガンダムシリーズ」の新作アニメ映画『機動戦士ガンダムSEED FREEDOM』（監督：福田己津央）が日本で公開[1285]。
- 4月12日 - 劇場版「名探偵コナン」シリーズ27作目となる『名探偵コナン 100万ドルの五稜星』（監督：永岡智佳、脚本：大倉崇裕）が日本で公開[1286]。

テレビアニメ

### テレビ
- 9月16日 真田広之がプロデュースと主演を務めたドラマシリーズ『SHOGUN 将軍』が、アメリカのエミー賞のドラマ部門の作品賞を受賞。真田も主演男優賞を受賞するなど、ひとつのシーズンの作品としてあわせて18の賞を受賞。同賞で最多を記録[1287]。

周年
- 九州朝日放送（KBCラジオ）開局70周年（1月1日）。
- NHK大阪・名古屋テレビジョン放送開始70周年（3月1日）。
- ニッポン放送開局70周年（7月15日 ）
- テレビ東京開局60周年（4月12日）（開局時は日本科学技術振興財団テレビ事業本部〈東京12チャンネル〉）。
- テレビ和歌山開局50周年（4月1日）。
- 鹿児島讀賣テレビ開局30周年（4月1日）。

- 4月6日 - 『ひょっこりひょうたん島』放送60周年。
- NHK教育テレビジョン（NHK Eテレ）『プチプチ・アニメ』の放送開始から30年（4月4日）[1288]。

テレビ関連のできごと
- 1月1日 - 能登半島地震が発生したため、正月特番などの放送が見合わせ。地上波だけでなく衛星放送（BS）でも緊急番組を放送。放送が終了していたNHK BSプレミアムでも緊急番組を放送。
- 1月7日 - NHKの大河ドラマ『光る君へ』の第1回が放送。
- 1月9日 - BSの3チャンネル（旧・NHK BSプレミアム）で、NHK総合テレビジョンで放送している金沢放送局のローカルニュースや全国ニュースなどの同時放送を開始[1289]。2023年10月末の通常放送終了後は、NHK BSへの切り替え告知画面を表示しており、1月1日の地震発生後はL字型画面の表示やライフライン情報を提供していた。12日からは石川県で放送しているNHK総合のほぼすべての番組を同時放送（スポーツ中継などの際は『映像散歩』を放送）。6月30日まで。
- 2月11日 - 石川県能登を震源とする地震で緊急地震速報が発令されたため、NHK総合の番組『NHKのど自慢』（島根県松江市から生放送）が中断。
- 3月9日 - NHK総合の番組『ブラタモリ』のレギュラー放送が終了[1290][1291]。
- 3月21日 - 栃木県を震源とする地震で緊急地震速報が発令されたため、NHK総合では第96回選抜高等学校野球大会第4日第1試合・宇治山田商（三重県）対東海大福岡の中継が中断。午前9時30分頃、NHK Eテレで中継を開始。
- 3月23日 - 日本テレビ系の番組『世界一受けたい授業』のレギュラー放送が終了。
- 3月29日 - NHKの連続テレビ小説『ブギウギ』の最終回が放送。
- 3月30日 - TBSテレビ系の番組『日立 世界・ふしぎ発見!』のレギュラー放送が終了[1292]。
- 4月1日 - NHKの連続テレビ小説『虎に翼』の第1回が放送。
- 4月3日 - 台湾付近を震源とする強い地震で沖縄県の一部地域に津波警報が発令されたため、地上波ではNHKの2つのチャンネルと、大半の民放キー局が通常放送を取りやめ、緊急番組を放送[注 23]。BSではNHK BS・NHK BSプレミアム（石川県向け放送）のほか、地上波民放キー局系列の全局が通常放送を取りやめ。
- 4月6日 - NHK総合で、『プロジェクトX〜挑戦者たち〜』の後継番組『新プロジェクトX』の放送が開始。
- 4月17日 - 豊後水道を震源とする最大震度6弱の地震で緊急地震速報が発令されたため、各局が報道番組の内容を変更。NHK総合では発生直後から緊急番組の放送を開始。TBSテレビでは『News23』の終了後も緊急番組を放送。
- 5月27日 - 国民保護情報が発出されたため、各局が通常番組を一時中断。
- 7月20日・7月21日 - フジテレビ系列で『FNS27時間テレビ』を放送。
- 7月26日〜8月11日 - 地上波・BSの各局で、2024年パリオリンピックの競技・式典を生中継・録画で放送。
- 8月8日 - 日向灘地震が発生し、南海トラフ臨時情報が発表されたため、一部の局が通常番組を一時中断。
- 8月9日 - 関東地方で地震が発生したため、NHK総合がオリンピック中継の放送を一時中断。Eテレで再開。
- 8月31日・9月1日 - 日本テレビ系列で『24時間テレビ47 愛は地球を救うのか?』を放送。
- 9月8日 - NHK総合で『坂の上の雲』の再放送が開始。
- 9月21日 - 石川県の一部に大雨特別警報が発表されたため、NHK総合がニュースや気象情報の時間を拡大。
- 9月24日 - 東京都島嶼部に津波注意報が発表されたため、一部の局が通常番組を一時中断。
- 9月27日 - NHKの連続テレビ小説『虎に翼』の最終回が放送。
- 9月30日 - NHKの連続テレビ小説『おむすび』の第1回が放送。
- 10月6日 - テレビ朝日系列で、『サンデーステーション』の後継番組『有働Times』の放送が開始。
- 10月27日 - NHKと民放各局で衆議院議員総選挙の開票特別番組を放送。
- 11月6日 - 一部の局で2024年アメリカ合衆国大統領選挙の開票報道のため特別番組の放送や情報番組の時間を拡大。
- 12月15日 - NHKの大河ドラマ『光る君へ』の最終回が放送。

#### お笑い
コンテスト番組の優勝者
上方漫才大賞（ラジオ大阪、関西テレビ放送）
- 笑い飯（吉本興業）

NHK上方漫才コンテスト
- フースーヤ（吉本興業）

ABCお笑いグランプリ
- 令和ロマン（吉本興業）

M-1グランプリ（テレビ朝日系）
- 令和ロマン（吉本興業）

R-1グランプリ（フジテレビ系）
- 街裏ぴんく（トゥインクル・コーポレーション）

キングオブコント（TBS系）
- ラブレターズ（ASH&Dコーポレーション）

女芸人No.1決定戦 THE W（日本テレビ系）
- にぼしいわし（フリー）

THE SECOND 〜漫才トーナメント〜（フジテレビ系）
- ガクテンソク（吉本興業）

できごと
- 1月8日 お笑いコンビダウンタウンの松本人志が芸能活動休止を発表[1293]。

### 動物園、水族館、テーマパーク
動物園、水族館、植物園など
- 1月9日
- のとじま臨海公園水族館のジンベエザメ1個体の死亡を確認[1294]。翌10日、2個体目の死亡を確認。生育環境の悪化を受け、移送などの対応を実施[1295]。
- 3月31日 神戸市立王子動物園でジャイアントパンダの旦旦（タンタン）が死亡。享年28[注 24]。2000年に来神[1296]。
- 8月5日 天王寺動物園のキーウィの「プクヌイ」が死亡[1297]。国内の動物園で飼育されていたキーウィの最後の1羽[1298][1299]。
- 9月29日 - 上野動物園は、ジャイアントパンダの「リーリー（英語版）」と「シンシン（英語版）」を中国に返還[1300]。

テーマパーク
- 3月13日 -  富士急行が、負傷事故が相次いだ富士急ハイランドの「ド・ドドンパ」の営業を終了すると発表[1301]。
- 3月16日 ジブリパークの新エリア「魔女の谷」が開園[1302][1303]。
- 6月27日 - 名古屋市のテーマパーク「レゴランド・ジャパン」が米国の国際資格認定・障害教育基準委員会から「認定自閉症センター」に認定。日本のテーマパークで初[1304]。
- 7月31日 - 東京ディズニーランドのアトラクション「スペース・マウンテン」が建て替えのためクローズ[1305]。

### 音楽
- 11月29日 - ベートーヴェンの交響曲第9番全4楽章の日本初演100周年[1306]。

- テイラー・スウィフトの日本公演（2月7日-10日）[1307]。
- クイーン+アダム・ランバートの日本公演（2月）。

ヒット曲
- 『Bling-Bang-Bang-Born』（Creepy Nuts）
- 『はいよろこんで』（こっちのけんと）

### 流行

#### 流行した商品
- 新NISA[1308]
- 大谷翔平グッズ[1308]
- Vポイント - TポイントとVポイントが統合した[1308]
- 美容液の「リードルショット」 - 刺激の強さを6種類から選べる美容液[1308]

#### 流行した服装
本年は、レトロなデザインの服装と未来的なシルエットの服装が共存した。1990年代や2000年代初頭のスタイルが復活し、オーバーサイズのジャケットやデニムが流行した。また、パステルカラーやネオンカラー、ストリートウェアと高級ファッションの融合も一部で起きた。

#### 2024年の流行語
ユーキャン新語・流行語大賞
以下に本年の受賞語を列記する。
- 年間大賞

- トップテン入賞

### コンピュータゲーム
- Category:2024年のコンピュータゲームを参照

- 7月11日 -  任天堂の「Nintendo Switch」の販売期間が「ファミリーコンピュータ」を抜いて2687日となり、主力ゲーム機としては最長に[1310]。
- 10月2日 京都府宇治市にニンテンドーミュージアムがオープン[1311]。

周年
- PlayStation 4(PS4) 発売10周年（2月22日）。
- Xbox One発売10周年（9月4日）
- ニンテンドーDS発売20周年（12月2日 ）
- PlayStation(PS1) 発売30周年（12月3日）
- PlayStation Portable(PSP) 発売20周年（12月12日）。

### ボードゲーム

#### 将棋
1-3月については2023年度の将棋界、4-12月については2024年度の将棋界を参照
- 6月20日 - （叡王戦）将棋の8つのタイトル戦のひとつである第9期叡王戦五番勝負第5局が山梨県で行われ、伊藤匠七段が156手で勝利し、3勝2敗で藤井聡太八冠から叡王を奪取[1312]、八大タイトルを初戴冠。藤井は初めてタイトル戦敗退を喫し八冠から陥落。タイトル戦連覇記録は22でストップした。2023年10月11日に王座戦を制して以来、八冠の保持日数は254日。
- 7月1日 （棋聖戦）将棋の8大タイトルのひとつである第95期棋聖戦五番勝負第3局が名古屋市で行われ、藤井聡太七冠が山崎隆之八段に勝利し、3勝0敗のストレートで5連覇。棋聖のタイトルの通算保持期数を5期として「永世棋聖」称号を獲得。永世称号獲得者の最年少記録を51年ぶりに更新（21歳11か月）[注 25]。
- 10月30日 （女流棋士の出産に関する規定）日本将棋連盟は記者向けの説明会で、女流棋士の出産に関する規定を整備する方針を表明。妊娠中の福間香奈女流五冠が体調不良による不戦敗で、相次いでタイトル戦敗退となっているため[1313]。
- 11月21日 - 将棋の加藤一二三九段がJAグループの雑誌『家の光』に連載している詰め将棋コーナーが1959年の連載開始から65年以上を迎え「同一雑誌におけるボードゲームパズル作者としての最長キャリア」としてギネス世界記録に認定[1314]。

周年
- 日本将棋連盟設立100周年（9月8日）
- 将棋の女流棋士制度開始50周年（10月31日）

#### 囲碁
国内初の囲碁の公式団体戦「日本女子囲碁リーグ」第1回大会が7月27日に開幕。女性トップ棋士が5チームに分かれ1年間にわたって競う大会である。
- 4月11日　現役最年長の囲碁棋士、杉内寿子八段が天元戦予選で対局。97歳1か月5日で公式戦対局の最年長記録を更新[1316]。
- 9月8日 囲碁の国際棋戦応氏杯世界選手権で一力遼本因坊が初優勝。主要な世界戦で日本勢が優勝したのは19年ぶり[1317]。

周年
- 7月17日 - 囲碁の日本棋院創立100周年。

### スポーツ
- 9月9日（現地時間8日）2024年パリパラリンピックの閉会式。日本選手団が参加。日本は金14個、銀10個、銅17個のメダルを獲得[1318]。

#### 夏季オリンピック・パラリンピックへの参加
- 第33回オリンピック競技大会（パリオリンピック）
  - 開催期間：7月26日-8月11日

- パリ2024パラリンピック競技大会
  - 開催期間：8月28日-9月8日

#### 総合競技大会
- 第78回国民スポーツ大会[注 26]（冬季大会：新たな光へ！とまこまい国スポ2024、やまがた雪未来国スポ / 本大会：SAGA2024）
  - 7月26日 - 2024年パリオリンピックの開会式[注 27]。日本選手団180人が参加[1320]。
  - 10月5日 - 佐賀県で第78回国民スポーツ大会の総合開会式。改正スポーツ基本法の施行により、従来の国民体育大会（国体）が「国民スポーツ大会（国スポ）」に変更され、最初の大会。本会期は15日まで[1321]。
  - 第24回全国障害者スポーツ大会（SAGA2024）

#### 野球
- プロ野球
  - 日本プロ野球（NPB）の動向
    - 3月19日 - 日本KFCホールディングスは、1985年の阪神タイガースのリーグ優勝の際、道頓堀川に投げ込まれ、24年後に発見されたカーネル・サンダース像（「おかえり！カーネル」）について、8日に住吉大社で「人形納め」を実施したと発表[1322]。
    - 7月9日 - インターネットの掲示板に、プロ野球・読売ジャイアンツ（巨人）の特定の選手の個人情報が記載された画像とともに「惨殺し死刑にします」などと書き込んだとして、日本生命の元社員の27歳の女が警視庁に威力業務妨害の疑いで逮捕。同様の投稿を30回以上行ったとみられる[1323][1324]。
    - 8月6日 - 東京都知事の小池百合子が神宮球場で行われたプロ野球・ヤクルト対阪神戦の始球式で投球した際に左膝関節を剥離骨折。全治2か月と診断。入院はせず、当面、テレワークで公務[1325]。
    - 9月19日 - 公正取引委員会は、日本プロ野球機構（NPB）の内部組織日本プロフェッショナル野球組織が2000年に代理人交渉制度を導入した際、代理人を弁護士に限定し、1人の弁護士が複数の選手と代理人契約を結ぶことを認めないとの条件を設定したことを独占禁止法第8条第4号（事業者団体による構成事業者の機能又は活動の不当な制限の禁止）に違反するおそれがある行為と認定、文書で警告。すでに是正されたため法的措置は見送り[1326][1327]。
    - 9月23日 - プロ野球・パシフィックリーグは、福岡ソフトバンクホークスが4年ぶり20回目のレギュラーシーズン優勝[1328]。
    - 9月28日 - プロ野球・セントラルリーグは、読売ジャイアンツ（巨人）が4年ぶり39回目のレギュラーシーズン優勝[1329]。
    - 10月18日 - プロ野球のパ・リーグクライマックスシリーズのファイナルステージ第3戦が福岡ドームで行われ、リーグ優勝の福岡ソフトバンクホークスが北海道日本ハムファイターズに3-2で勝利。4勝0敗（アドバンテージ1勝を含む）で4年ぶりに日本シリーズに進出[1330]。
    - 10月21日 - プロ野球のセ・リーグクライマックスシリーズのファイナルステージ第6戦が東京ドームで行われ、横浜DeNAベイスターズが読売ジャイアンツ（巨人）に3-2で勝利。4勝3敗（巨人のアドバンテージによる1敗を含む）で7年ぶりに日本シリーズに進出。リーグ優勝チーム以外の進出は2019年のソフトバンク以来で、5年ぶり7度目[1331]。
    - 11月3日 - プロ野球・横浜DeNAベイスターズが福岡ソフトバンクホークスとの日本シリーズ第6戦（横浜スタジアム）に11-2で勝利し、4勝2敗で1998年以来、26年ぶり3度目の日本一。レギュラーシーズン3位からの日本一は、2010年の千葉ロッテマリーンズ以来2例目でセ・リーグ球団では初[1332]。
    - 11月5日 - プロ野球・福岡ソフトバンクホークスの投手の和田毅が今季限りでの引退を表明。NPBでは、いわゆる松坂世代がすべて引退[1333][1334][1335][注 28]。
    - 11月9日 - 千葉ロッテマリーンズは所属する佐々木朗希について、ポスティングシステムを利用した米大リーグへの移籍を容認し、手続きを開始すると発表[1337]。
    - 12月17日 - 海外FA権を行使していた読売ジャイアンツの投手の菅野智之が、米大リーグのボルチモア・オリオールズと契約したと球団が発表[1338]。
    - 12月26日 - 読売ジャイアンツ球団創立90周年（設立時は大日本東京野球倶楽部（東京巨人軍））。

  - メジャーリーグベースボール（MLB）での日本人選手らの動向
    - MLB日本人選手（アメリカンリーグ、ナショナルリーグの順に挙げる）

      - 吉田正尚（ボストン・レッドソックス、2023年からMLBでプレー）
      - 前田健太（デトロイト・タイガース、2016年からMLBでプレー）
      - 菊池雄星（ヒューストン・アストロズ、2019年からMLBでプレー）
      - 大谷翔平（ロサンゼルス・ドジャース、2018年からMLBでプレー）
      - 山本由伸（ロサンゼルス・ドジャース、本年からMLBでプレー）
      - ダルビッシュ有（サンディエゴ・パドレス、2012年からMLBでプレー）
      - 松井裕樹（サンディエゴ・パドレス、本年からMLBでプレー）
      - 鈴木誠也（シカゴ・カブス、2022年からMLBでプレー）
      - 今永昇太（シカゴ・カブス、本年からMLBでプレー）
      - 千賀滉大（ニューヨーク・メッツ、2023年からMLBでプレー）

    - MLBでの、日本人が関係した大きなできごとなど
      - 9月20日 - 米大リーグ・ロサンゼルス・ドジャースの大谷翔平が50本塁打50盗塁を達成。大リーグ史上初[1339]。
      - 10月31日 - 米大リーグのワールドシリーズ第5戦で、大谷翔平と山本由伸が所属するロサンゼルス・ドジャースがニューヨーク・ヤンキースに勝利し、4勝1敗で優勝。4年ぶり8回目の世界一[1340]。
      - 11月2日 - ベーブ・ルースら米大リーグ選抜チーム来日90周年。
      - 11月22日 - 米大リーグ・ロサンゼルス・ドジャースの大谷翔平が、ナショナル・リーグのMVPを全米野球記者協会に所属する記者30人の満票で獲得。アメリカン・リーグのロサンゼルス・エンゼルス時代の2023年に続く2年連続3度目で、両リーグでの受賞は史上2人目、リーグをまたいでの2年連続受賞は史上初。指名打者（DH）専任の選手の受賞も史上初[1341]。
- NPB・MLB以外のプロ野球およびアマチュア野球の動向
  - 4月1日 - 第1回選抜中等学校野球大会から100年。
  - 8月23日 - 第106回全国高等学校野球選手権大会決勝戦で、京都国際（京都府）が関東第一（東東京）に2-1（延長戦・タイブレーク）で競り勝ち、初優勝[1342]。今大会の本塁打は7本で、金属バットが導入された1974年以降、最少。反発性能を抑えた新基準の金属バットが導入されたため[1343]。また、熱中症防止のため、大会1日目から3日目までは、午後の試合について、日差しが強い正午前後を避け薄暮に開始する、大会史上初の二部制を実施[1344][1345]。
- 各カテゴリーの野球日本代表
  - 11月24日 - 東京ドームで野球の国際大会、WBSCプレミア12の決勝戦。日本代表（侍ジャパン）はチャイニーズタイペイ（台湾）に0-4で敗れ、準優勝。

#### サッカー
- Jリーグ
  - 1月9日 - 元サッカー日本代表でジュビロ磐田所属の遠藤保仁が、2023シーズンで現役引退すると発表[1346]。
  - 2月1日 - J1・サンフレッチェ広島の本拠地となる新スタジアム「エディオンピースウイング広島」が開業[1347]。
  - 2月7日 - 国立競技場でリオネル・メッシなどが所属するインテル・マイアミCFとヴィッセル神戸の試合が行われ、0-0（4-3p）でヴィッセル神戸が勝利。
  - 5月24日 - サッカー日本代表のキャプテンを長く務め、今シーズンかぎりで現役を引退した長谷部誠が東京都内で記者会見[1348][1349]。
  - 5月25日 - AFCチャンピオンズリーグ：横浜F・マリノスが準優勝[1350]
  - J1リーグ最終節。ヴィッセル神戸が2連覇。
- WEリーグ
- サッカー代表
  - AFCアジアカップ - 日本代表は、グループD・2勝1敗の2位でノックアウトステージに進み、イラン代表に惜敗してベスト8。
  - 10月10日 - サッカー日本代表はW杯アジア最終予選第3節でサウジアラビアに2-0で勝利。W杯予選で無失点で開幕9連勝したのは世界初[1351]。
  - 10月15日 - サッカー日本代表はW杯アジア最終予選第4節でオーストラリアに1-1でドロー。W杯予選でオウンゴールのみによる引き分けは史上初[1352]。日本代表は歴代最多の25試合連続得点を達成[1353]。
  - AFC U23アジアカップ - U-23サッカー日本代表は、準決勝でイラクに勝利し、2024年パリオリンピック出場権を獲得[1354]。決勝でウズベキスタンを下し、4大会ぶりに優勝[1355]。
  - 6月22日、2024年モデルのユニフォームをY-3（アディダスと山本耀司のコラボブランド）が発表[1356]。
  - パリオリンピック

高校サッカー
第103回全国高等学校サッカー選手権大会（2024年12月28日 – 2025年1月13日）

#### バスケットボール
- Bリーグ
- Wリーグ
  - NBA日本人選手
    - 八村塁（ロサンゼルス・レイカーズ）
    - 渡邊雄太（フェニックス・サンズ→メンフィス・グリズリーズ）
    - 河村勇輝（メンフィス・グリズリーズ）

#### バレーボール
- Vリーグ
- 4月28日 - セリエA (バレーボール)2023-24シーズンのプレーオフ決勝で髙橋藍所属のバレーボール・ミラノ（英語版）（モンツァ）が準優勝[1357]。
- 6月23日 - 2024年FIVB女子バレーボールネーションズリーグで、日本代表が準優勝[1358]。
- 6月30日 - 2024年FIVB男子バレーボールネーションズリーグで、日本代表が準優勝[1359]。
- 10月11日 - バレーボールの新たなトップリーグ、SVリーグが、サントリーサンバーズ大阪対大阪ブルテオン戦で開幕[1360]。セットカウント3-0でブルテオンが勝利[1361]。

#### 陸上競技
- 1月2日 - 第100回東京箱根間往復大学駅伝競走の往路が行われ、青山学院大学が往路新記録で2年ぶりの往路優勝[1362]。
- 1月3日 - 第100回東京箱根間往復大学駅伝競走の復路が行われ、青山学院大学が2年ぶり7回目の総合優勝[1363]。
- 1月8日 - 第43回大阪国際女子マラソン（ヤンマースタジアム長居発着）で、前田穂南（天満屋）が2時間18分59秒で2位に入り、野口みずきが2005年9月のベルリンマラソンで記録した2時間19分12秒を13秒上回り、約19年ぶりに女子マラソン日本最高記録を更新[1364]。ウォルケネシュ・エデサ（ドイツ語版）（エチオピア）が大会新記録で優勝[1365]。
- 3月3日 - 東京マラソン2024：日本人の最高順位は、男子は西山雄介が2時間6分31秒で9位、女子は新谷仁美が2時間21分50秒で6位だった[1366]。
- 5月17日 - 神戸総合運動公園ユニバー記念競技場で第11回世界パラ陸上競技選手権大会が開催。25日まで[1367]。
- 6月27日～30日 - 第108回日本陸上競技選手権大会
- 10月13日 - 徳島県吉野川市で、第1回オブスタクルスポーツ日本選手権を開催。2028年ロサンゼルスオリンピックで、近代五種の種目として採用される予定。
- 10月27日 - 日本選手権35km競歩で川野将虎が2時間21分47秒の世界新記録を達成[1368]。

#### 水泳
- 2月2日～18日 - 2024年世界水泳選手権
  - 2024年世界水泳選手権日本選手団（英語版）

#### 相撲
- 大相撲
  - 1月14日-1月28日 - 大相撲令和6年1月場所。東横綱・照ノ富士春雄（モンゴル・ウランバートル出身、伊勢ヶ濱部屋）が優勝決定戦を制し、13勝2敗で幕内最高優勝。
  - 3月10日-3月24日 - 大相撲令和6年3月場所。東前頭17枚目・尊富士弥輝也（青森県五所川原市出身、伊勢ヶ濱部屋、新入幕）が13勝2敗で幕内最高優勝。
  - 5月12日-5月26日 - 大相撲令和6年5月場所。西小結・大の里泰輝（石川県津幡町出身、二所ノ関部屋）が12勝3敗で幕内最高優勝。
  - 7月14日-7月28日 - 大相撲令和6年7月場所。東横綱・照ノ富士春雄が優勝決定戦を制し、12勝3敗で幕内最高優勝。愛知県体育館（ドルフィンズアリーナ）での7月場所の開催は今回が最後。
  - 9月8日-9月22日 - 大相撲令和6年9月場所。西関脇・大の里泰輝が13勝2敗で幕内最高優勝。場所中に元大関で西関脇・貴景勝貴信（兵庫県芦屋市出身、常盤山部屋）が引退。
  - 9月20日 - 大相撲の関脇・貴景勝が引退届を提出したと師匠の常盤山親方が発表。28歳1カ月での引退は平成以降の横綱・大関経験者で最年少[1369]。
  - 9月25日 - 日本相撲協会が臨時理事会と番付編成会議を開き、関脇・大の里の大関昇進を決定。初土俵から所要9場所、新入幕から所要5場所での大関昇進は、いずれも昭和以降最速[1370]。髪の伸びが追いつかないため大銀杏が結えず、異例の「ちょんまげ大関」が誕生[1371]。
  - 11月10日-11月24日 - 大相撲令和6年11月場所。東大関・琴櫻将傑（千葉県松戸市出身、佐渡ヶ嶽部屋）が相星決戦を制し、14勝1敗で幕内最高優勝。

#### 卓球
- 2月24日 - （卓球）第57回世界卓球選手権団体戦（大韓民国釜山広域市）の女子決勝が行われ、日本代表は2-3で中国代表に惜敗し、準優勝。今大会で、男女ともにパリ五輪の出場権を獲得。
- 11月20日 - （卓球）卓球の国際大会、WTTファイナルズ福岡2024が北九州市で開催。23日、女子ダブルスで佐藤瞳・橋本帆乃香ペアが優勝。24日、閉幕[1372]。

#### ゴルフ
- 6月2日 - （ゴルフ）全米女子オープンで笹生優花が優勝[1373][1374]。
- 7月14日 - （ゴルフ）女子ゴルフのアムンディ・エビアン選手権で古江彩佳が優勝。日本人女子選手で4人目の海外メジャー大会制覇[1375]。

#### 競馬
- 9月16日 - 日本中央競馬会発足70周年。

#### その他の競技
- 1月27日 - （テニス）全豪オープンの車いすの部で男子シングルス決勝が行われ、小田凱人が初優勝[1376]。
- 8月23日 - 函館で2024モルック世界大会が開催。欧州以外での開催は初。大会史上初めて日本のチームが優勝。25日まで[1377][1378]。
- 9月20日 - （エクストリームスポーツ）X Games Chiba 2024が開幕。22日まで[1379]。

## 誕生
誕生した事に特筆性のある人物等（世襲制の跡継ぎ、絶滅寸前の生物の誕生、等）を記載しています。それ以外については、Category:2024年生を参照してください。

### 編集者向け
1. ↑  
本記事に新しい内容を加筆をする際は、検証可能な出典を忘れないでください。Citeテンプレート使用時を含め、出典追加時は最低限入力が求められている以下情報の記入を必ずお願いします。
ビジュアルエディターで自動生成された出典を提示される方は、生成後に不備を埋めるようお願いします。
記事名(title)、配信元・作成元(publisher/work/newspaper/website)、配信日・記事作成日(date)。
これらのいずれかが抜けている出典を発見した際は情報の補強をお願いします。
ビジュアルエディターでの出典の自動生成を含めたCiteテンプレートの使用はなるべくお控えください。Citeテンプレートが使われすぎるとエラーを起こし、脚注が表示できなくなってしまいます。
記事のリンクを入れる際には新聞社・通信社などマスコミ各社公式サイトのリンクを使用して下さい（Yahoo! JAPANヘッドラインのリンクは1週間位で消滅してしまい、適していない）。
ウェブ上のニュース記事はいつサイトから削除されてもおかしくないため、InternetArchiveなどでアーカイブを取得することが望ましいです。